# Hajdú-Bihar vármegye
Hajdú-Bihar vármegye, 1950 és 2022 között Hajdú-Bihar megye (németül: Komitat Haiduck-Bihar, latinul: Comitatus Hajdonicalis-Bihariensis) közigazgatási egység Magyarországon, az Alföldön, az Észak-Alföld régióban. 6210,56 km2-es területével hazánk negyedik legnagyobb vármegyéje, mely hazánk teljes területének mintegy 6,67%-át adja. Emellett közel 520 ezer fős lakosságával hazánk negyedik legnépesebb közigazgatási egysége, ezzel Magyarország népességének 5,4%-ával rendelkezik, népsűrűsége alig marad el az országos átlagtól.
Északról Szabolcs-Szatmár-Bereg vármegye, északnyugatról Borsod-Abaúj-Zemplén vármegye, nyugatról Jász-Nagykun-Szolnok vármegye, délről Békés vármegye, keletről pedig Románia határolja. Székhelye a cívisvárosnak és a kálvinista Rómának is nevezett Debrecen, a régió központja, az ország második legnépesebb települése. De jelentős városa még Hajdúszoboszló, amely Európa egyik legnagyobb fürdőkomplexumával rendelkezik, a Hortobágy kapujaként ismert Balmazújváros, illetve a Hajdúság kultúrális központjaként is ismert Hajdúböszörmény.
A vármegye az Alföld keleti részén, sík területen helyezkedik el, átlagos tengerszint feletti magassága mindössze 100-110 méter. A megye legjelentősebb természeti értéke a Hortobágyi Nemzeti Park, amely Magyarország legnagyobb összefüggő szikes pusztája és az UNESCO Világörökség része. A terület híres a szürkemarha, a rackajuh és a bivaly tenyésztéséről, valamint a tradicionális pásztorkultúráról. A vízrajz szempontjából kiemelkedő a Berettyó és a Sebes-Körös, amelyek fontos szerepet játszanak a mezőgazdaság öntözésében és a vízrendezésben. A terület termékeny talaja és kontinentális éghajlata kiváló feltételeket biztosít a szántóföldi növénytermesztés, különösen a búza, kukorica és napraforgó számára.
Hajdú és Bihar vármegye történelme külön utakon indult, de az évszázadok során szoros kapcsolat alakult ki közöttük. Hajdú vármegye a 17. században vált különálló közigazgatási területté, amikor Bocskai István letelepítette a hajdúkat, akik katonai szolgálataikért kollektív nemesi jogokat kaptak. A hajdúvárosok (például: Hajdúböszörmény, Hajdúszoboszló) katonai és gazdasági központokként működtek. Bihar vármegye a középkori Magyar Királyság keleti részén feküdt, központja Nagyvárad volt. Fontos egyházi és gazdasági szerepet játszott, elsősorban mezőgazdasági és állattenyésztési tevékenysége révén. A két megye 1950-ben egyesült Hajdú-Bihar néven, Debrecen székhellyel, így egyesítve a hajdúk katonai örökségét Bihar hagyományos agrárkultúrájával.

## Nevének eredete

### Hajdú vármegye
A Hajdú név eredete vitatott. Az egyik nézet szerint a török haiduk vagy hayduk szóból ered, amelyet a törökök a magyar gyalogos katonákra használtak. Egy másik elmélet szerint a magyar hajtó vagy hajdó szóból származik, amely marhahajcsárt jelentett.  A két elmélet összefügghet, mivel a hajdúk eredetileg marhahajtók voltak, akik később katonai szerepet kaptak Bocskai István oldalán, és kiváltságokat nyertek, így megalapították a hajdúvárosokat.

### Bihar vármegye
A Bihar név szláv eredetű, a Nagyváradtól északra fekvő, eredetileg még a szlávok által emelt földvár neve volt. Hasonló helységnevek előfordulnak Crna Gorában és Csehországban is.
A Bihar név egyes más kutatók szerint a bihari vezér nevétől, Mén-Maróttól eredeztethető, aki az Árpád-kor előtt e terület felett uralkodott. Bihar vármegye már Szent István korában létrejött, és központja eredetileg Biharvár volt, majd később Nagyvárad lett.

## Címere
Hajdú-Bihar vármegye 1949–1950-ben jött létre Hajdú vármegyének illetve Bihar vármegyének a trianoni, majd párizsi békék után Magyarországon maradt területéből. Ennek eredményeként a megye címere összetett: két egymás mellé helyezett pajzsból áll, amelyeket egy négy részre osztott ezüstsáv kapcsol össze. Középen egy arany ornamensekkel díszített kék szalaggal átfont nőalak látható. 

Hajdú vármegye címere

A pajzs jobb oldalán Hajdú vármegye címere szerepel, mely eredetileg Bocskai István 1605-ös adománylevelében jelenik meg. A címer egy tojásded kék pajzsot ábrázol, amelyet egy farkát a nyaka köré tekerő aranysárkány övez, középen egy páncélos kar szablyát és pisztolyt tart.

Bihar vármegye címere

Bihar vármegye címere egy ívelt talpú pajzs, amelyet zöld pólya oszt két részre. A felső részben búzakéve és szőlőfürtök láthatók, míg az alsó mezőben három ezüsthal úszik arany sáslevelek között. A két címert vitézi és mitológiai alakok tartják, amelyek gazdag növényi ornamentikával és koronákkal díszítettek.
A Hajdú és Bihar vármegyék történelmi címereinek használatát 1950-ben betiltották, de 1991-ben a megyei önkormányzat újra elfogadta az egyesített címer használatát.

## Földrajz
Természeti földrajzi szempontból a vármegye nem egységes, a szomszédos tájak áthúzódnak területére. Északkeleti részét a homokbuckás Nyírség dél-nyírségi résztája alkotja. Közepén észak-déli irányban húzódik a Hajdúság két kistája: a Hajdúhát és a Dél-Hajdúság. Nyugati részét a Közép-Tisza-vidék egyik tájegysége, a Hortobágy foglalja el. Déli pereme, a Berettyó–Körös-vidék átnyúlik a vármegye közigazgatási határain.

### Domborzat

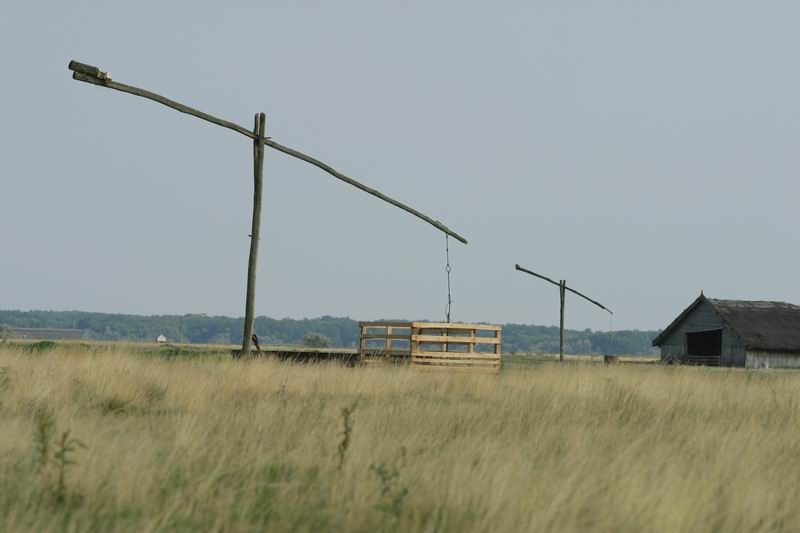
Hortobágyi tájkép gémeskúttal

Hajdú-Bihar vármegye felszíne jellemzően síkság. A kevéssé tagolt sík terület teljes egészében az Alföldhöz tartozik. A vármegye legmagasabb pontja (170,5 m) a Nyírségben Fülöptől északra található, míg a legalacsonyabb része a vármegye délkeleti sarkában, Békés vármegye határán, a Hamvas- és Sárrét-csatorna térségében, Püspökladánytól és Szereptől délre nem éri el a 85 m-t.

### Vízrajz
Hajdú-Bihar megye vízrajza szorosan összefügg a Tiszántúl alföldi jellegével, ahol a síkvidéki területek uralkodnak, és a vízfolyások jellemzően lassú mozgásúak. A megye vízrendszerének egyik legfontosabb eleme a Keleti-főcsatorna, amely a térség vízgazdálkodásában, öntözésében és rekreációjában játszik kulcsszerepet. A csatorna medre agyagos, és vízszintjét több helyen zsiliprendszerrel szabályozzák. Jellemzően pontyot, amurt és harcsát horgásznak itt, és több üdülőövezet is kialakult a partjain.
A megye egyik jelentős víztestje a Látóképi víztározó, amely eredetileg belvíz elvezetésére épült. Ez a 60 hektáros vízfelület napjainkban a horgászok kedvelt célpontja, mivel különböző halfajok, például süllő és csuka is megtalálható itt. A tározót folyamatosan töltik új haltelepítésekkel, és rekord méretű fogások is gyakoriak.
Hajdú-Bihar megye vizeinek fontos eleme továbbá a Berettyó-folyó, amely a megye déli részén halad keresztül, és a Körösök vízgyűjtőjéhez tartozik. A folyó a régió árvízvédelmében jelentős szerepet játszik. Emellett a megye különleges tájegységei, például a Hortobágy is, meghatározzák a vízrajzot, ahol időszakosan vízzel borított területek és szikes tavak találhatók, amelyek nemcsak a vízgazdálkodásban, hanem az élővilág megőrzésében is kiemelkedőek.

A térség vízrajzának különlegességét az adja, hogy a sík területek miatt a vízfolyások kiegyenlítettek, ugyanakkor az időszakos vízállások jelentős hatással vannak a természeti környezetre és a mezőgazdaságra egyaránt. A vízgazdálkodás szempontjából a megye nagy kihívásokkal néz szembe, különösen az aszályos időszakokban és az árvízvédelemben.

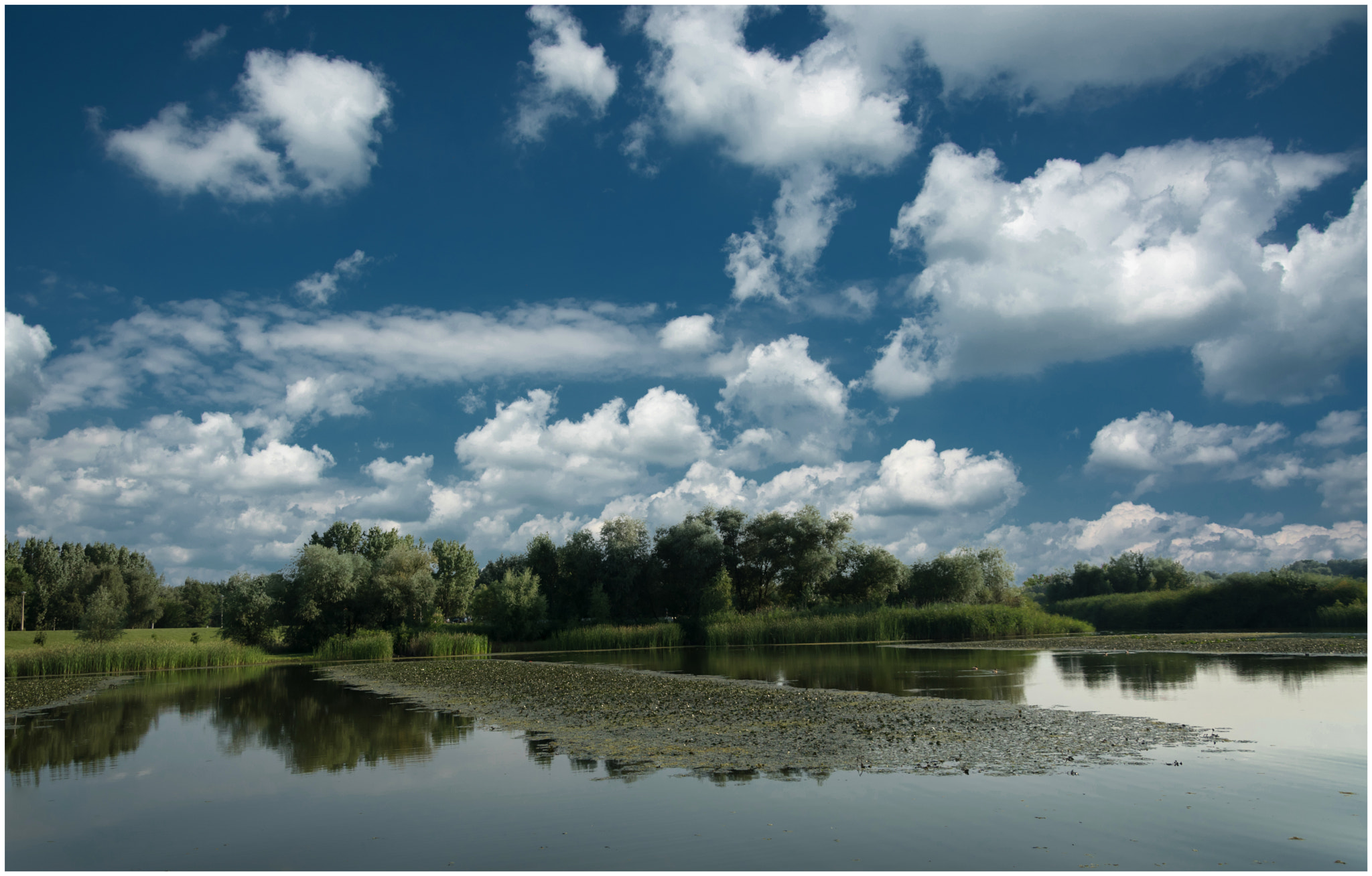
Tisza
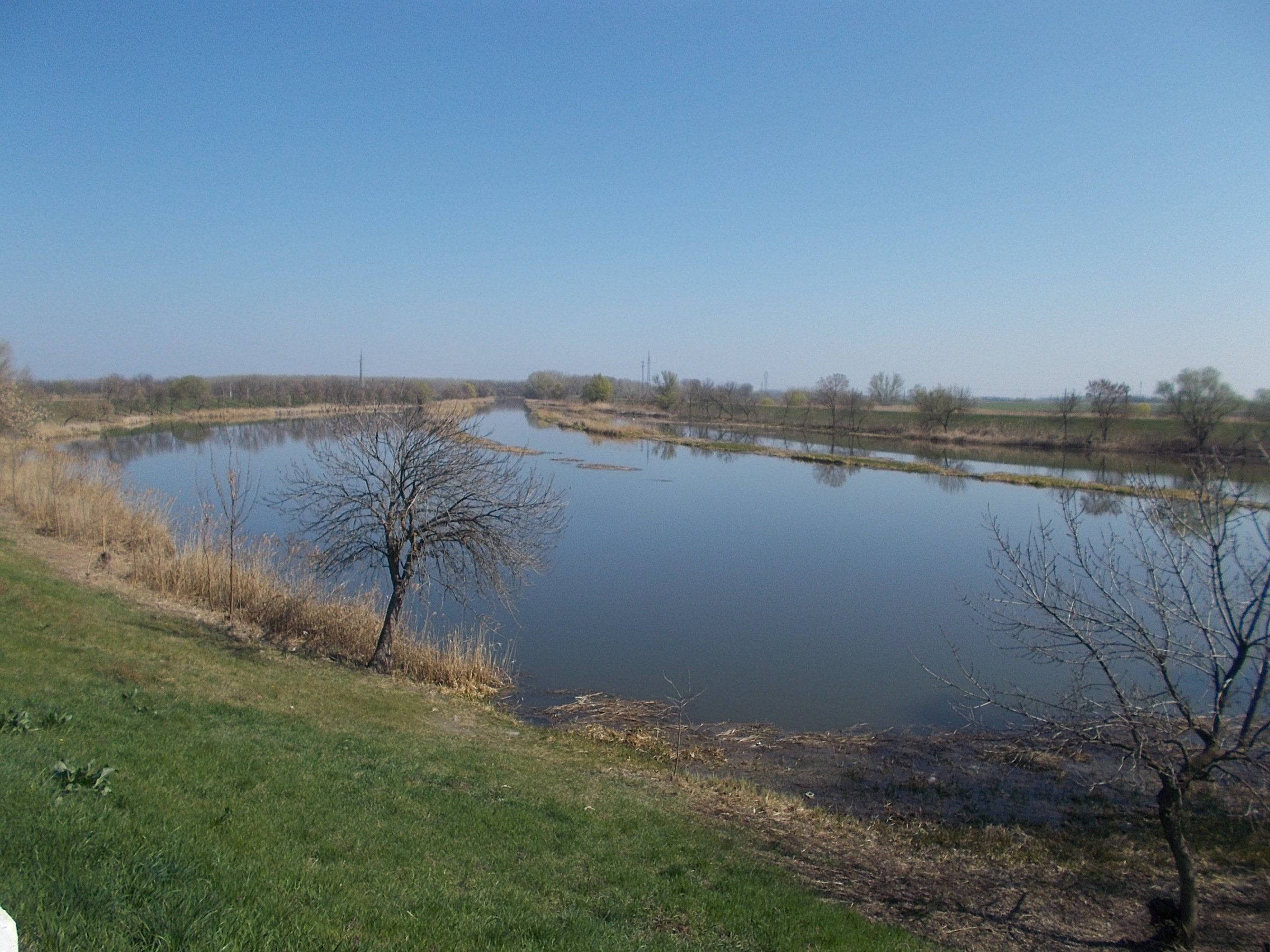
Berettyó
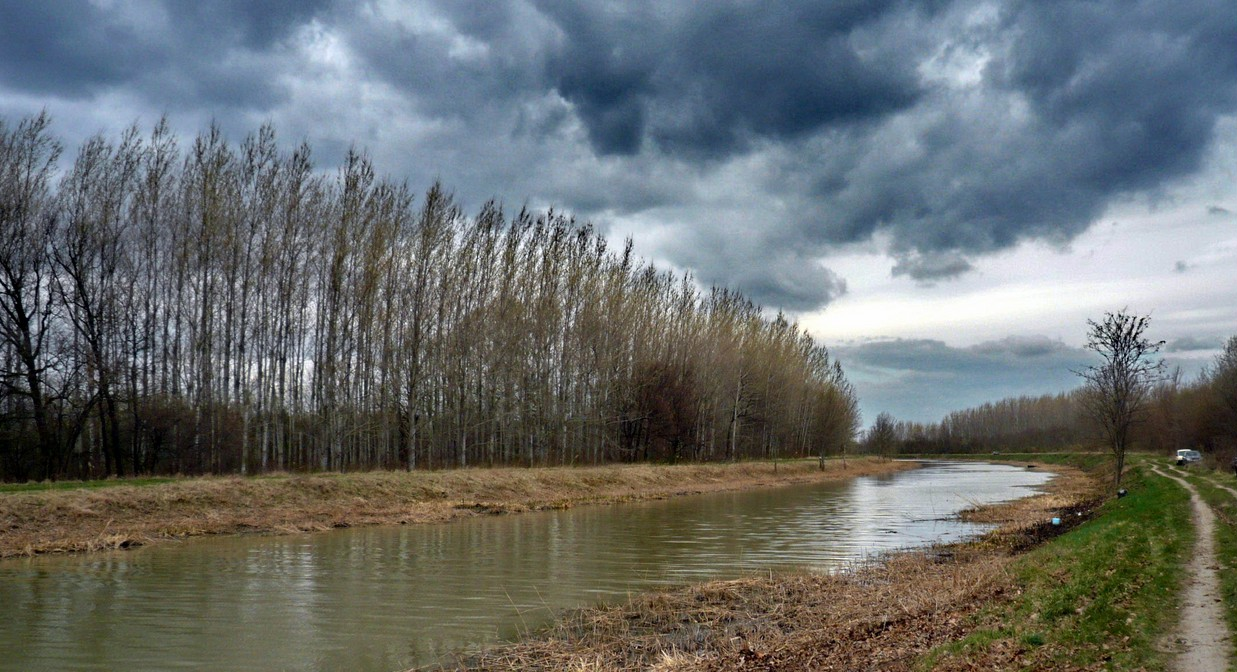
Keleti-főcsatorna
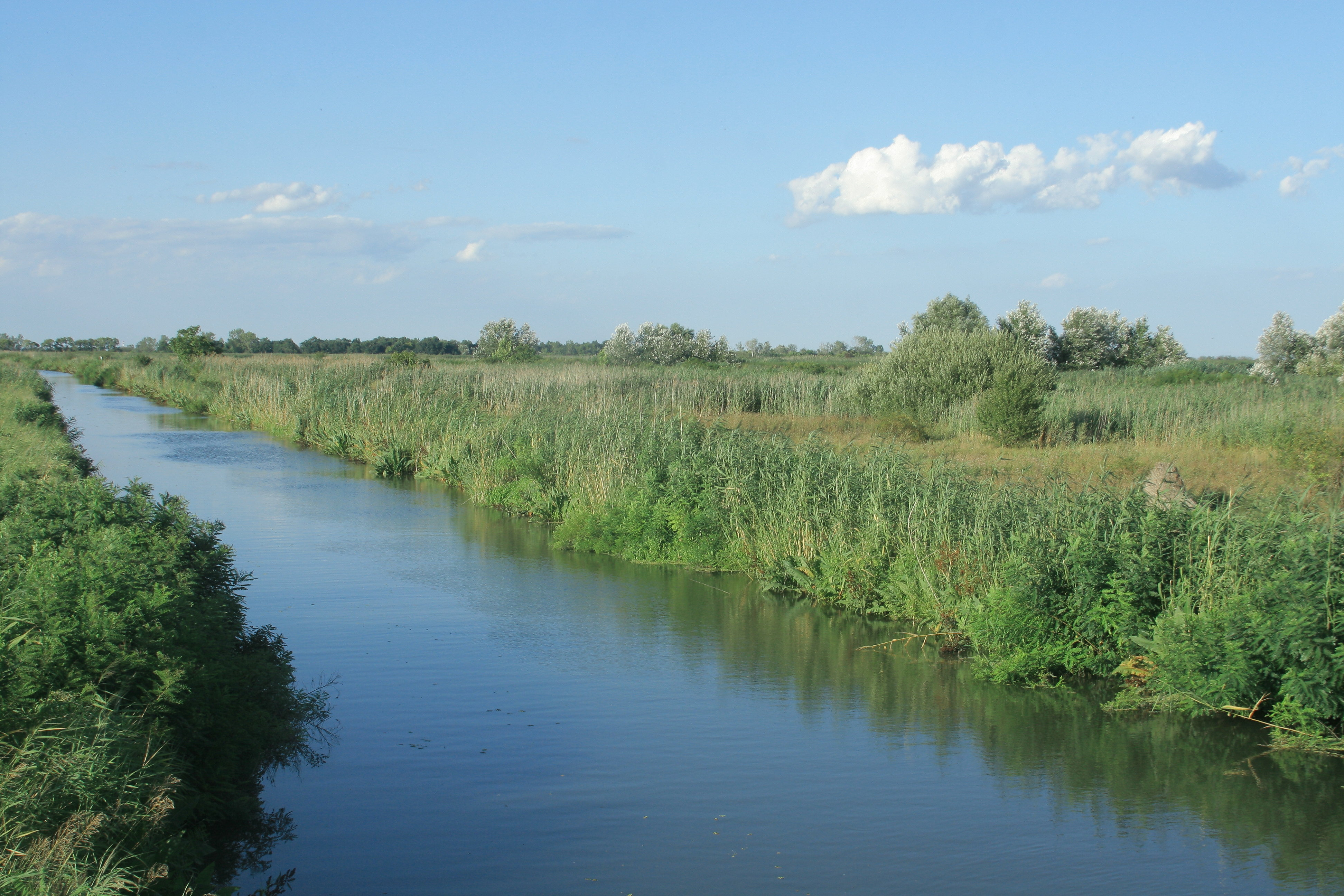
Hortobágy

### Geológia
Hajdú-Bihar megye geológiája Magyarország keleti részén, az Alföldön található, így jellemzője a síkvidéki felszín. A terület kialakulását tekintve több különböző tájegység hatása figyelhető meg. A megye északi és keleti része a Nyírség homokbuckás vidékére esik, ahol a hordalékkúpok lerakódásai és az eolikus, azaz szél által formált felszín dominál. Itt a homokdűnék és futóhomokos területek jellemzőek, amelyeken kovárványos és humuszos homoktalaj alakult ki.
A megye középső részén a Hajdúság található, amely főként löszös, finom szemcsés üledékekből áll. Ez a terület is sík, de a löszös talaj kedvez a mezőgazdasági művelésnek. Nyugati irányban a Közép-Tisza-vidék határolja a megyét, ahol az Alföld egy másik síkvidéki szakasza található, a Hortobágy, amely híres szikes pusztáiról és agyagos talajáról.
A terület földtörténeti múltját a folyók szabályozása és az ármentesítési munkálatok is jelentősen átalakították. A megye területén kevésbé jellemzőek a mélyföldalatti kőzetek vagy bonyolultabb geológiai formák; inkább az Alföldre jellemző löszös, agyagos, homokos üledékek uralkodnak, amelyek főként a folyók és a szél hatására jöttek létre.

### Éghajlat

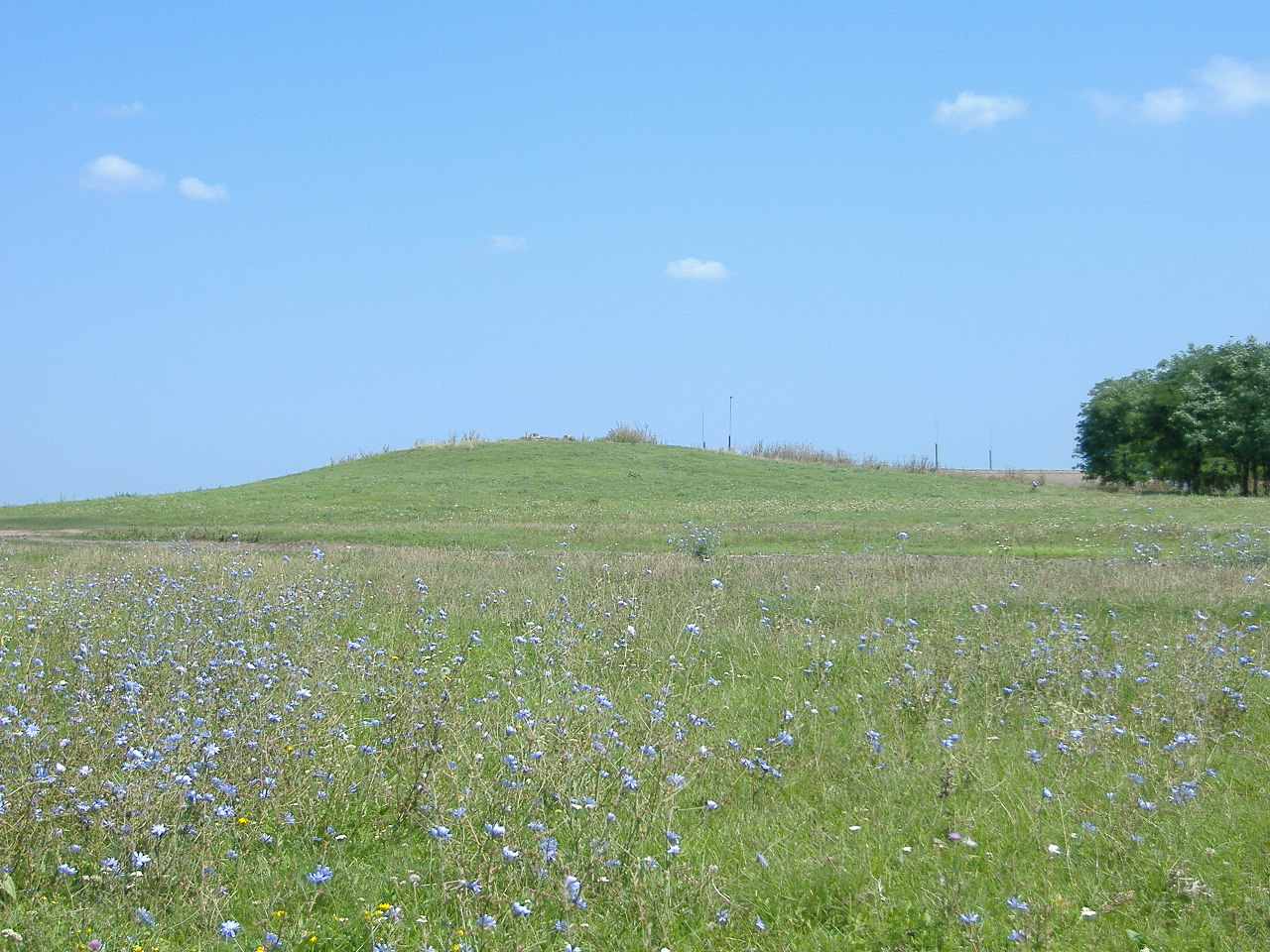
Kunhalom a Hortobágyi Nemzeti Parkban

Hajdú-Bihar éghajlata kontinentális jellegű, amelyet a mérsékelt nyári hőmérsékletek és a hideg telek jellemeznek. Az éves középhőmérséklet 10,5–11 °C között ingadozik, ami a júliusi hónap átlagos 20,5–22 °C-os hőmérsékletének köszönhető. Az éghajlatot a sok napsütés (évi 2000–2100 óra) és a viszonylag alacsony csapadék jellemzi, ami kedvező feltételeket biztosít a mezőgazdaság számára, különösen a hő- és fényigényes kultúrák, mint a gyümölcs, szőlő, napraforgó és paradicsom számára. Azonban a tavaszi fagyok és a vízhiány a termelés szempontjából komoly kihívást jelenthetnek.
A tél gyakran kemény fagyokat hoz a vármegyébe, különösen januárban, amikor a hőmérséklet jelentősen lecsökkenhet. A zord telek kialakulásában az északkeleti szelek szerepe meghatározó, amelyek az Alföldön a havas napok számát is növelik. Hajdú-Biharban az egyik legnagyobb a havas napok száma, 30-35 nap körül.
A csapadék mennyisége az egyik legkevesebb az Alföldön, különösen a Hortobágy déli részén, ahol a csapadék évi mennyisége nem éri el az 500 mm-t. Az alacsony csapadéknak és az aszályos időszakoknak köszönhetően a vízellátás és öntözés különösen fontos a mezőgazdaság számára. Az évi csapadékmennyiség Hajdú-Biharban általában 550–600 mm között mozog, de a Rétköz és a Nyírség északi részein akár 650–700 mm is lehet. Az évi vízhiány 75–125 mm között változik, és az időszakos aszályok, valamint a belvízproblémák gyakran gondot okoznak.
A szelek gyakran északkeleti és délnyugati irányból érkeznek, amelyek széleróziót, azaz deflációt okozhatnak, veszélyeztetve a termőföldek védelmét, különösen a homokosabb területeken. Az éghajlati viszonyok és a szélsőséges időjárás jelentős hatással vannak a helyi mezőgazdaságra, és fontos a megfelelő vízgazdálkodás és talajvédelem.

### Élővilág, természetvédelem

#### Növényvilág
A Hajdú-Bihar vármegye élővilága az évszázadok során jelentős változásokon ment keresztül, amit elsősorban a mezőgazdasági termelés és a folyószabályozás eredményezett. Az ősi növényvilág jelentős része eltűnt, mivel az egykori mocsaras, erdős területek helyét felváltották a szántóföldek és a legelők. Azonban a megyében találhatók még olyan területek, ahol megőrződtek az eredeti növénytársulások és élőhelyek, amelyek különleges természetvédelmi értékkel bírnak.
A legnagyobb, természetes növényzetű terület a Hortobágy, amely Hajdú-Bihar szívében, a Hajdúháttól a Tiszáig terjedő kiterjedésű szikes puszták és vizes élőhelyek egyedülálló rendszere. A Hortobágy az egyik legjelentősebb természetes táj a Kárpát-medencében, amely a szikes puszták, mocsarak, nádasok és legelők változatos növényvilágát és gazdag állatvilágát adja otthonául. Az itt élő növények közé tartoznak a szikes növénytársulások, a nádasok, mocsári növények és a különleges, ritka fajokat is rejtő fűz- és nyírlápok. Az állatvilágban olyan védett és ritka fajok találhatóak, mint a túzok, a daru, vagy a különböző vízimadarak.
Az 1973-ban alapított Hortobágyi Nemzeti Park Magyarország első nemzeti parkjaként jött létre, és azóta nemcsak a nemzeti természetvédelem, hanem a nemzetközi természetvédelmi közösség figyelmét is felkeltette. A park területe a világörökség részeként van nyilvántartva, és ma már nemcsak az országos, hanem nemzetközi szinten is kiemelkedő természetvédelmi terület. A parkot az értékes növény- és állatvilága, valamint a szikes puszták és mocsarak különleges ökológiai jellege teszi különlegessé.
A Hortobágy és más természetvédelmi területek védelme és fenntartása különösen fontos a területen élő ritka és veszélyeztetett fajok megőrzésében. A növényvilág egyedisége és a különböző élőhelyek – mint például a mocsári rétek, a láprétek és a szikes puszták – azokat a természeti értékeket őrzik, amelyek az egyes fajok túlélését biztosítják, miközben a terület folyamatosan küzd az emberi tevékenység hatásaival. Az ilyen védett területek segítenek abban, hogy megőrizzük a megyében és a Kárpát-medencében előforduló ritka növény- és állatfajokat, valamint biztosítják az egész terület ökológiai egyensúlyát.

A természetvédelmi területek fenntartása és az ezek köré szervezett környezetvédelmi tevékenységek segítik a Hajdú-Bihar élővilágának megőrzését, és kulcsszerepet játszanak a biodiverzitás védelmében.

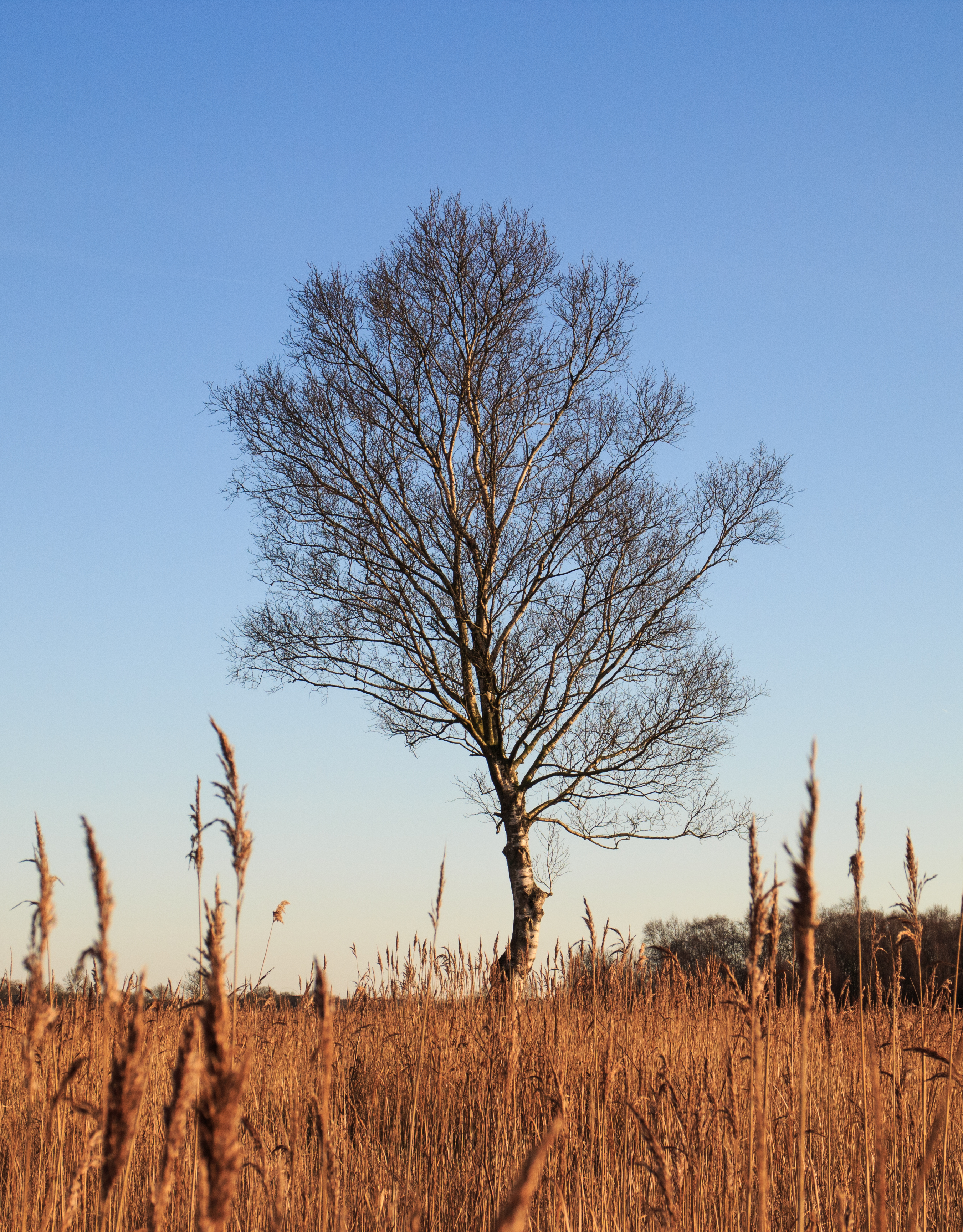
Fehér nyír
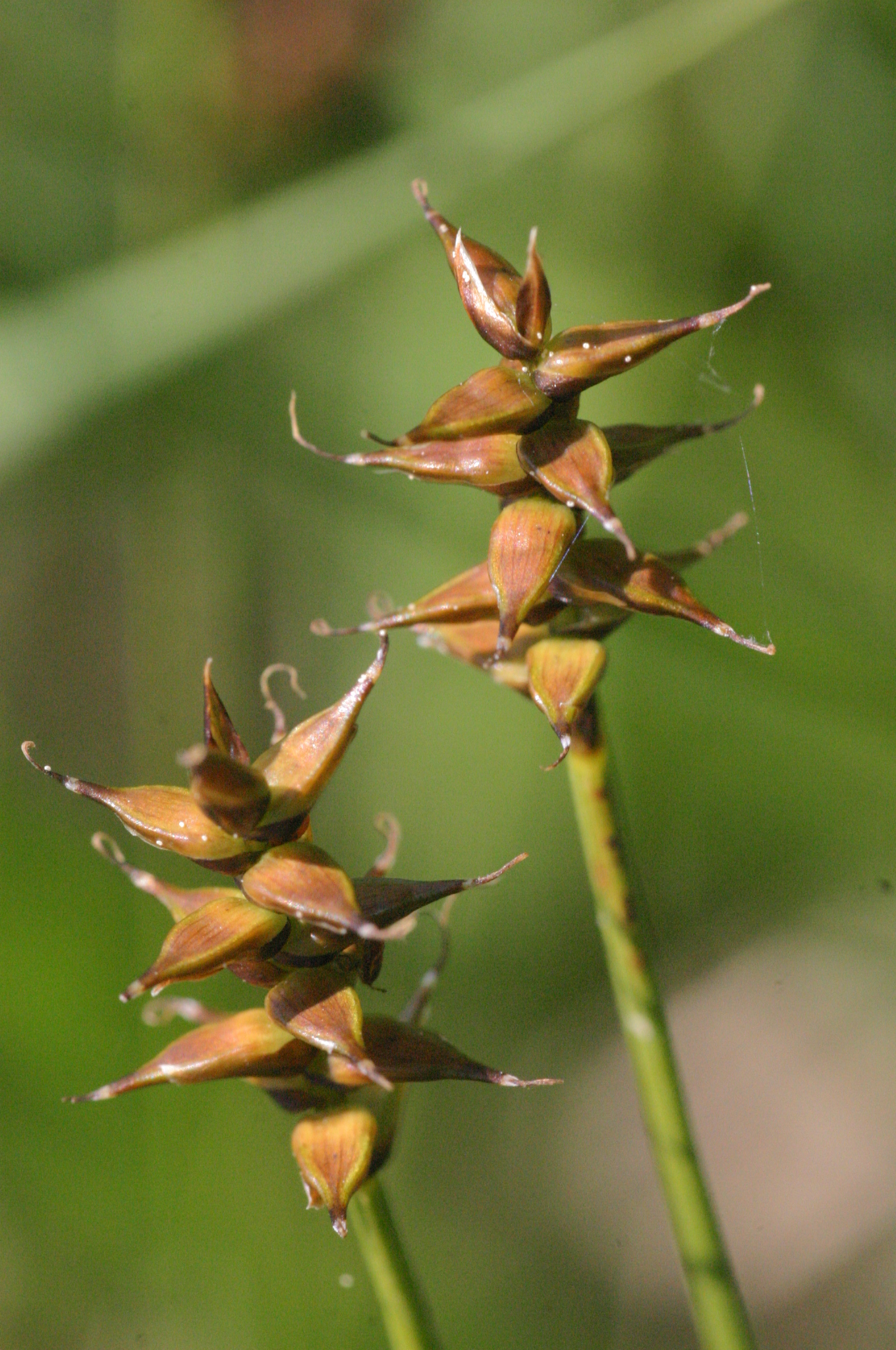
Lápi sás
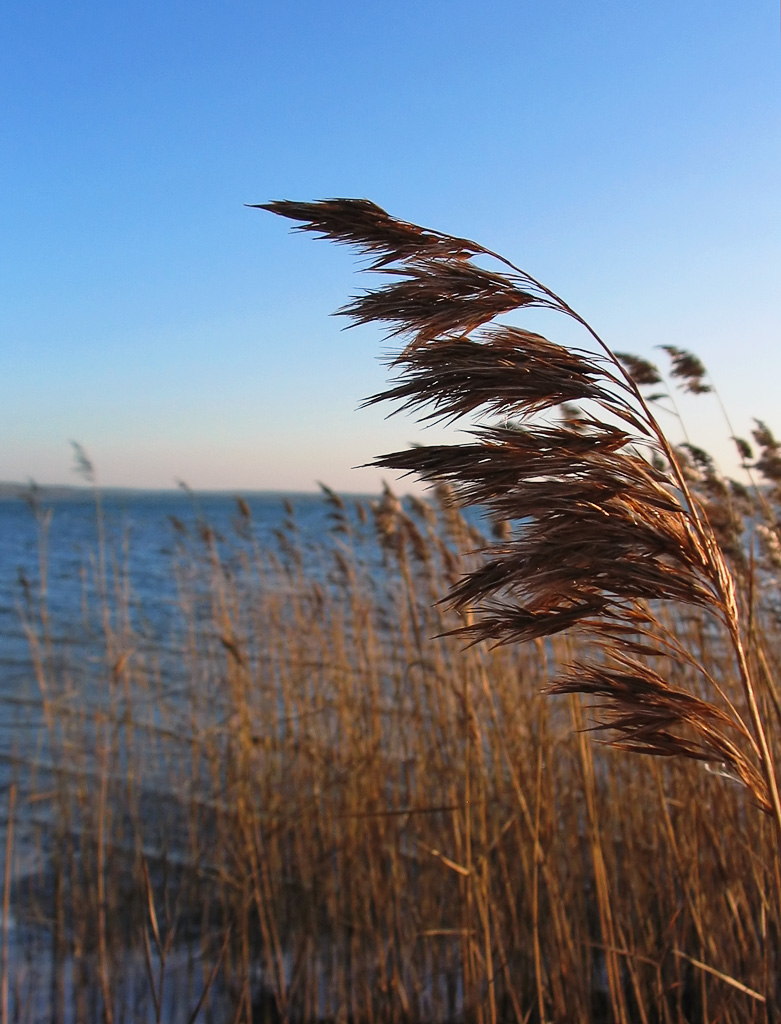
Nád
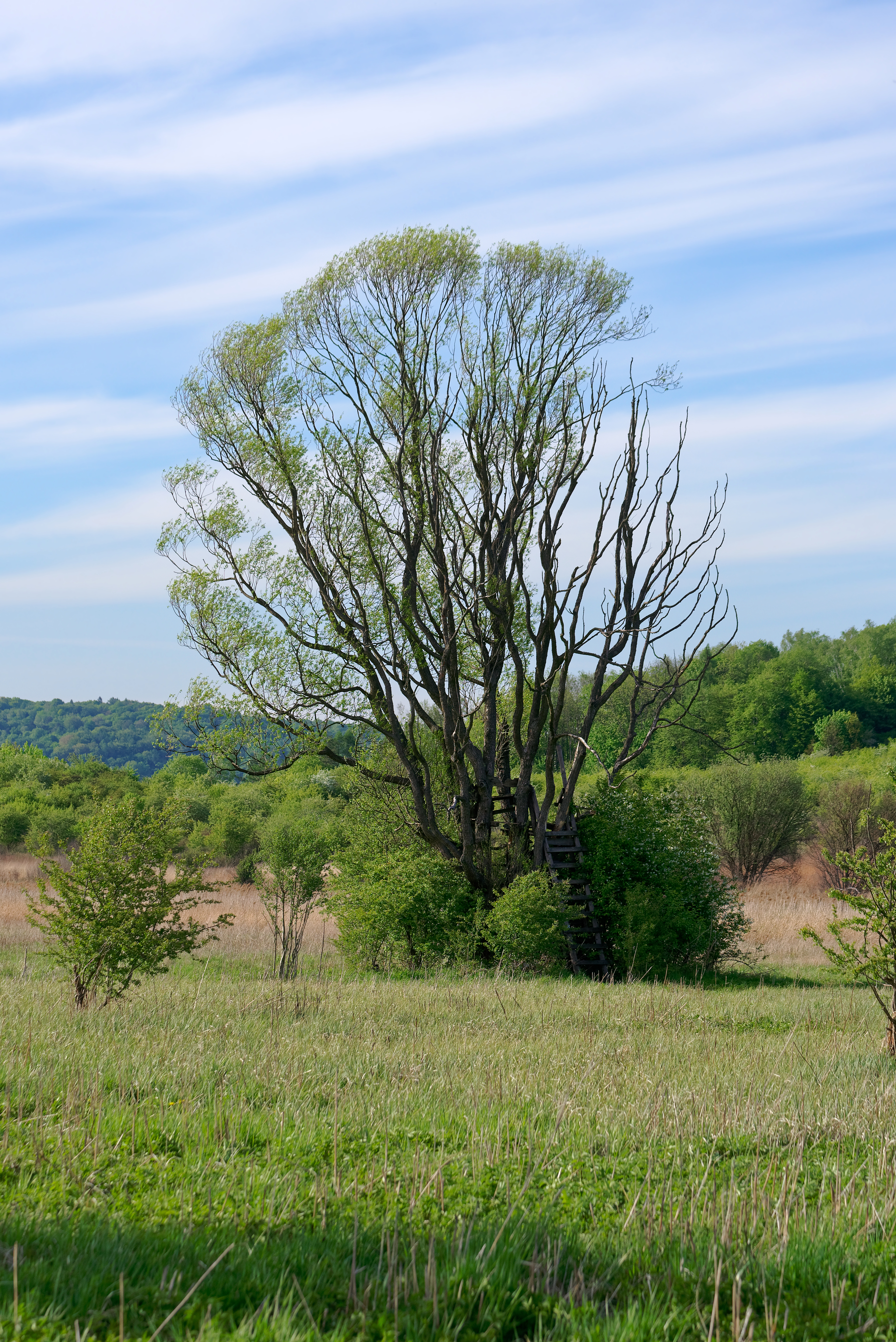
Fűz
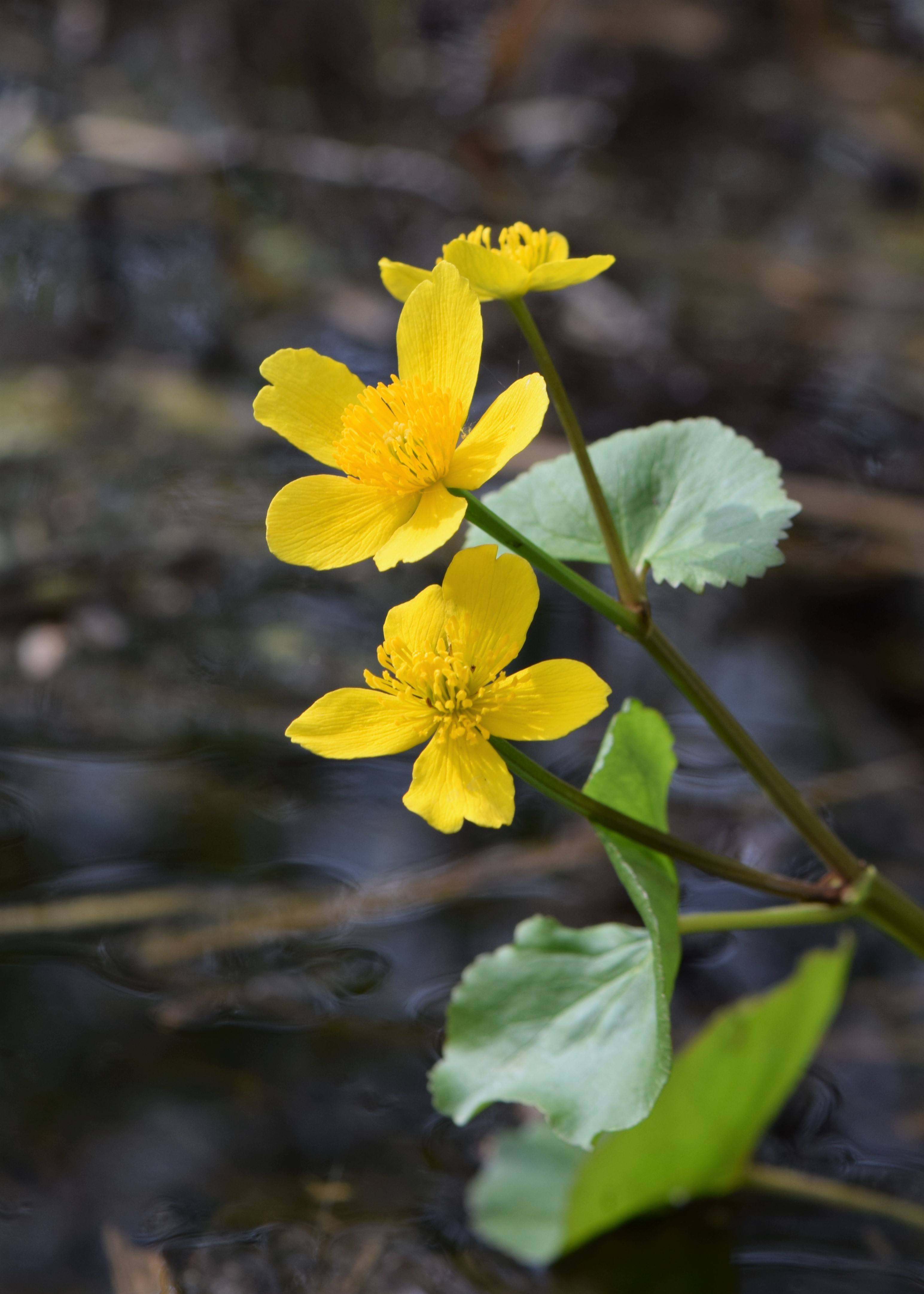
Mocsári gólyahír

#### Állatvilág
Hajdú-Bihar vármegye állatvilága az évszázadok során számos változáson ment keresztül, különösen az aktív emberi környezetalakítások következtében. Az első, megbízható feljegyzések a 18-19. századból származnak, amikor a táj élővilága még sokkal gazdagabb volt. Ekkoriban a leggyakoribb vadfajok közé tartozott a dámvad, az őz és a nyúl, de előfordultak szarvasok, vaddisznók és medvék is. A farkasok jelenlétét is feljegyezték, és gyakoriak voltak a vízimadarak, amelyek a folyóvizek, tavak bő halállományában éltek.
Ma a Hajdú-Bihar megyében a legnagyobb állatvilági sokféleséget a Bátorliget térsége képviseli, ahol az 1980-as évek végén a kutatók összesen 4672 állatfajt figyeltek meg. A terület a változatos élőhelyeknek köszönhetően egy igazi biológiai hotspot, ahol a növény- és állatvilág is gazdagon megjelenik. A 20. század folyamán intenzív vadgazdálkodás indult meg a megyében, melynek következtében a Felső-Tisza-vidék és a Nyírség erdőségeiben jelentős vadászati értékű fajok alakultak ki, például a gímszarvas és az őz. Az őz törzsállománya akár 1000 egyedet is elérhet, míg a vaddisznó populációja több helyen túlszaporodott. A nyúl és a fácán szintén gyakoriak, és jelentős vadászati érdeklődést váltanak ki.
A megyében található vizekben mintegy 45 halfaj él, köztük a ponty, compó, márna, petényi-márna, dévérkeszeg, sügér, fogassüllő és kősüllő. A kétéltűek és hüllők közül különösen említésre méltó a mocsári béka, a tarajos gőte és a pettyes gőte, valamint a hegyi vagy elevenszülő gyík, amely a Csaroda és Bátorliget környékén él, a foltos szalamandra pedig a Lónyai- és Bockereki-erdőkben fordul elő. A keresztes vipera is megtalálható a Bockereki- és Dédai-erdőkben.

A Tiszavasvári Fehér-szik Természetvédelmi Terület különleges madárélőhelyet biztosít, különösen a jelentős madárátvonulások idején. Itt találhatóak olyan fontos madárfajok, mint a különböző gémfajták és a kis kócsagok telepei, melyek a terület nemzetközi természeti értékét növelik. Az ilyen természeti kincsek megóvása és védelme alapvető a megyében élő ritka és védett fajok megmaradása szempontjából.

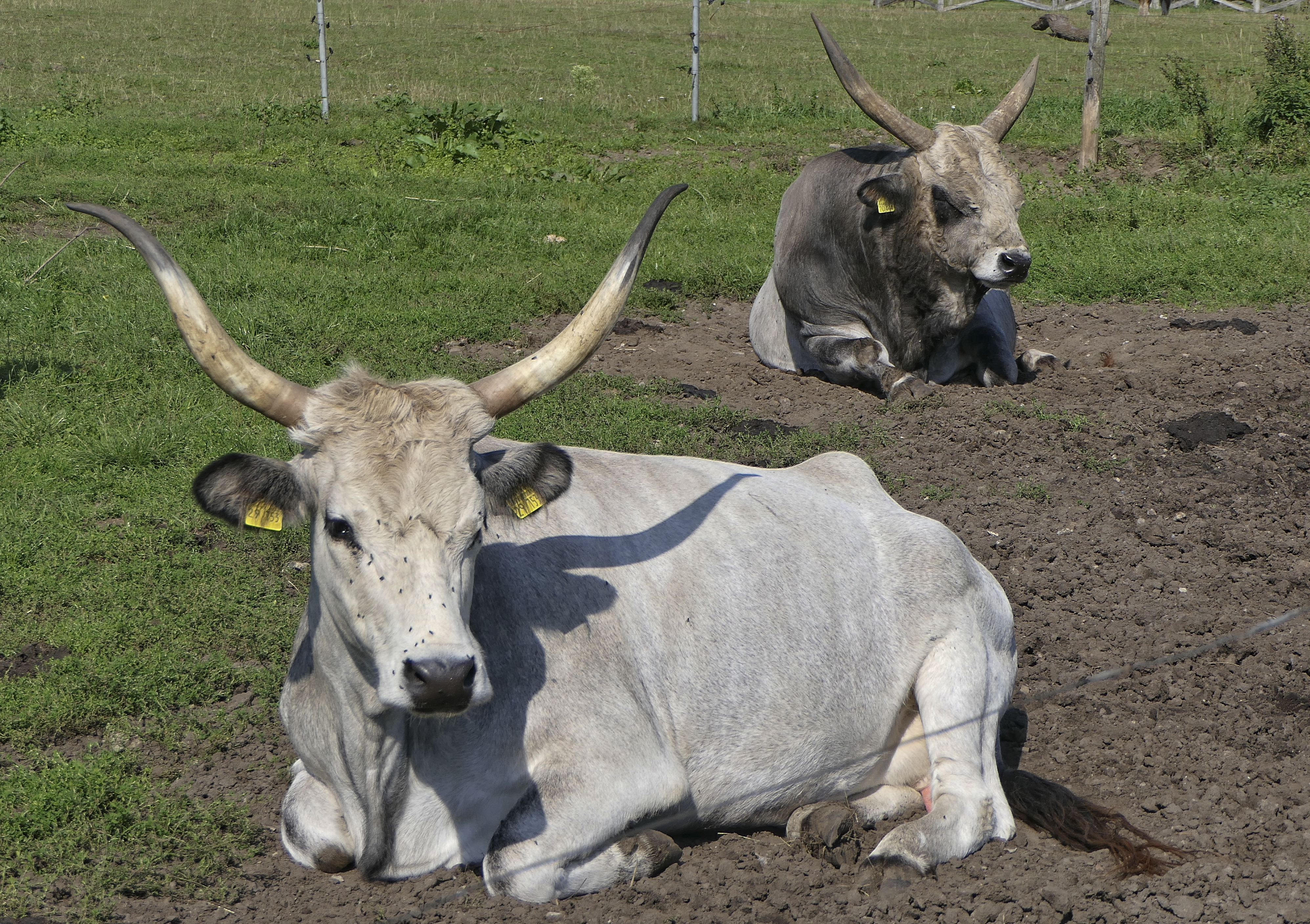
Magyar szürke szarvasmarha
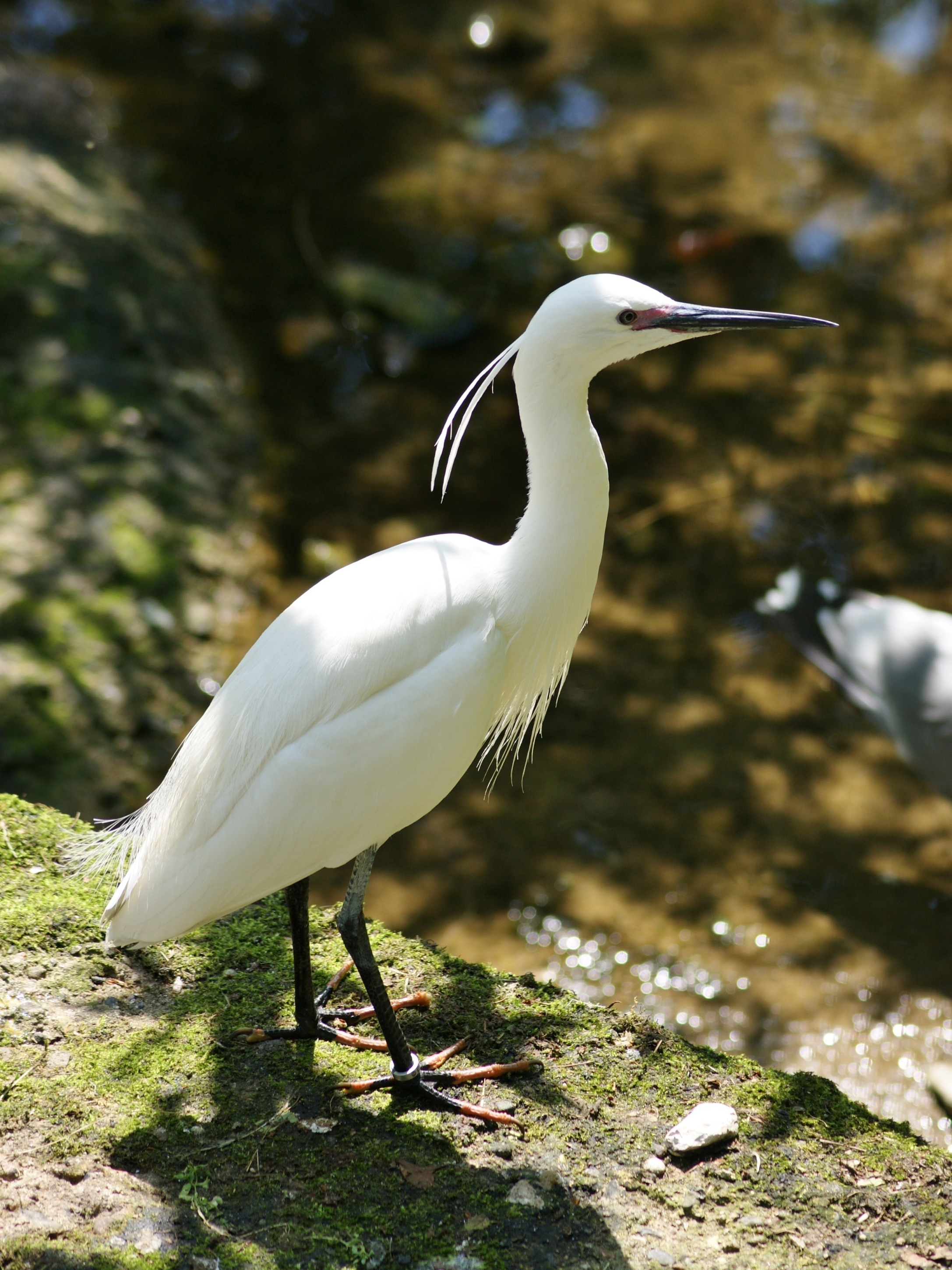
Kis kócsag
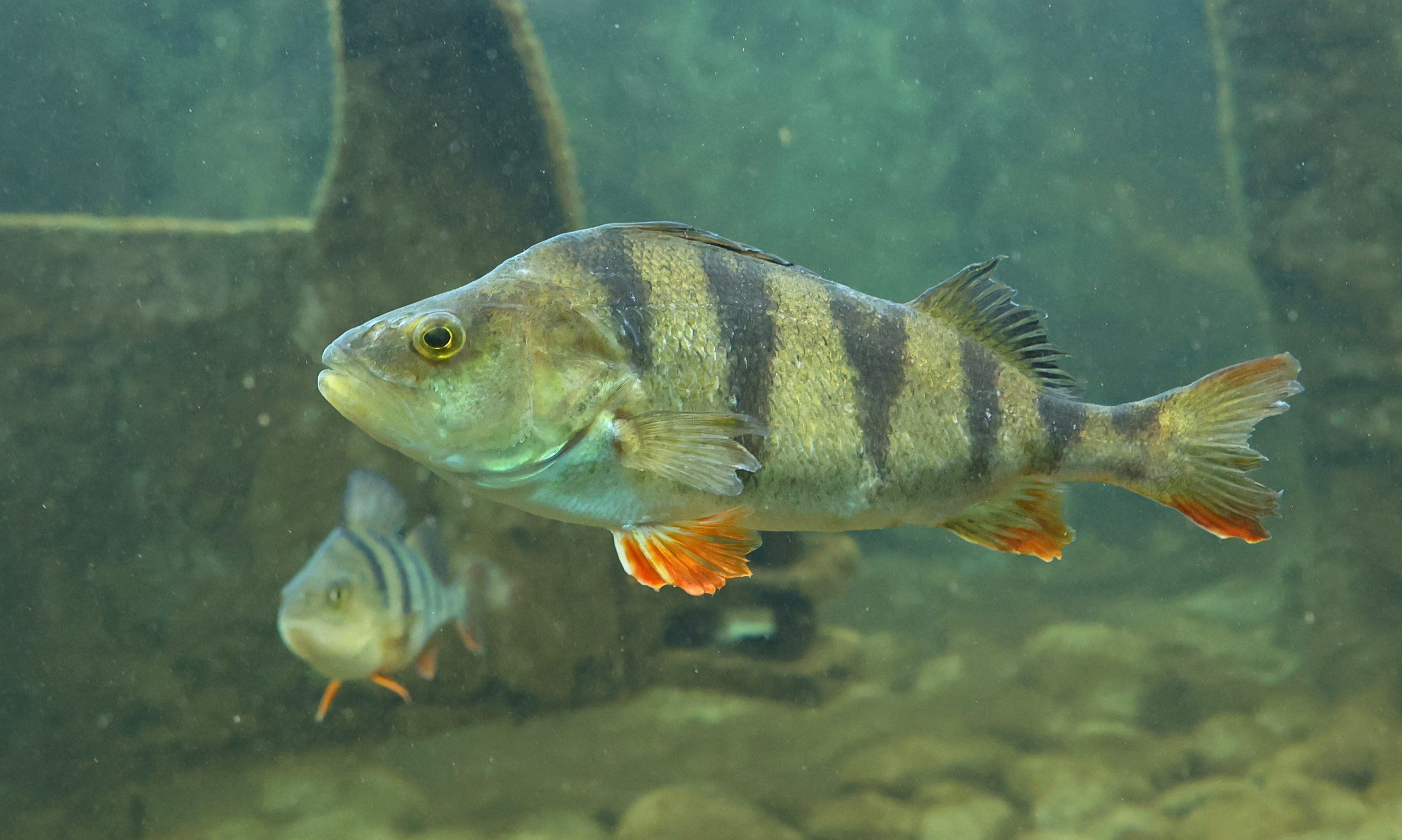
Sügér
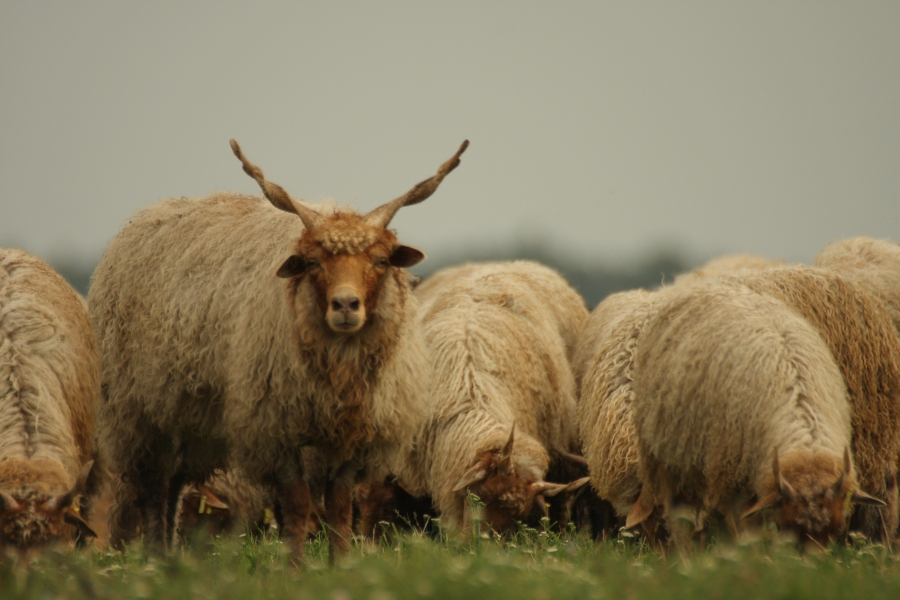
Magyar racka juh
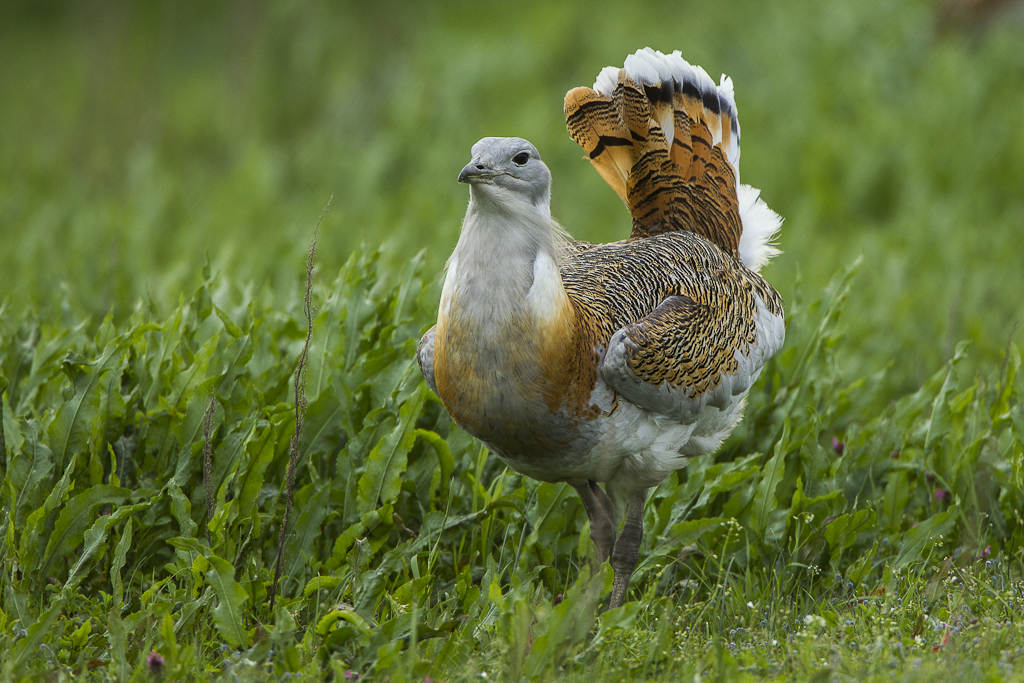
Túzok

#### Hajdú-Bihar vármegye jellemző földrajzi pontjai
- Szélső települések égtájak szerint:
  - a vármegye legészakibb települése Tiszagyulaháza (Polgári kistérség),
  - a vármegye legdélibb települése Komádi (Berettyóújfalui kistérség),
  - a vármegye legkeletibb települése Fülöp (Hajdúhadházi kistérség),
  - a vármegye legnyugatibb települése Egyek (Balmazújvárosi kistérség).
- Tengerszint feletti magasság:
  - legmagasabb pontja a Sós-hegy (172,5 m).

## Történelem
A mai Hajdú-Bihar vármegye létrejötte viszonylag újkeletű, hiszen jelenlegi közigazgatási kereteinek a kialakítására alig több mint fél évszázada, az 1950-es megyerendezés során került sor. A vármegyét alkotó területrészek, korábbi közigazgatási egységek és települések története azonban annál hosszabb múltra tekint vissza, kialakulása valójában hosszú és sajátos történelmi folyamat eredménye. A vármegye területe három, alapvetően különböző történelmi fejlődéspályára visszatekintő földrajzi egységből tevődik össze, így külön kell kezelni Debrecen, a Hajdúság és Bihar történetét.

### Debrecen
Debrecen, Magyarország második legnagyobb és legnépesebb városa, Hajdú-Bihar vármegye és a Debreceni kistérség székhelye. A megye mintegy 38,2%-a él Debrecenben. Debrecen a Tiszántúl legnagyobb és legjelentősebb városa. Időnként „a kálvinista Róma” néven vagy „cívisváros”-ként emlegetik. Kelet-Magyarország régió, az Észak-Alföld statisztikai régió és a Tiszántúl nagytáj szellemi, kulturális, gazdasági, idegenforgalmi és közlekedési központja, Magyarország egyik legdinamikusabban fejlődő nagyvárosa.
A 13. században említik először írásban. 1361-ben mezővárosi, 1693-ban szabad királyi városi rangot kapott. Nevét az egész kontinensen ismerték híres vásárairól és református iskolájáról, mely európai viszonylatban is kiemelkedőnek számított. Történelme során kétszer az Országgyűlés színhelye volt: 1848–49-ben, és 1944-ben. Az évszázadok folyamán többször is tűzvész áldozata lett, a második világháborúban jelentős károkat szenvedett. Ma Magyarország egyik legdinamikusabban fejlődő városa. Debrecen város napja: április 11.

### Hajdúság

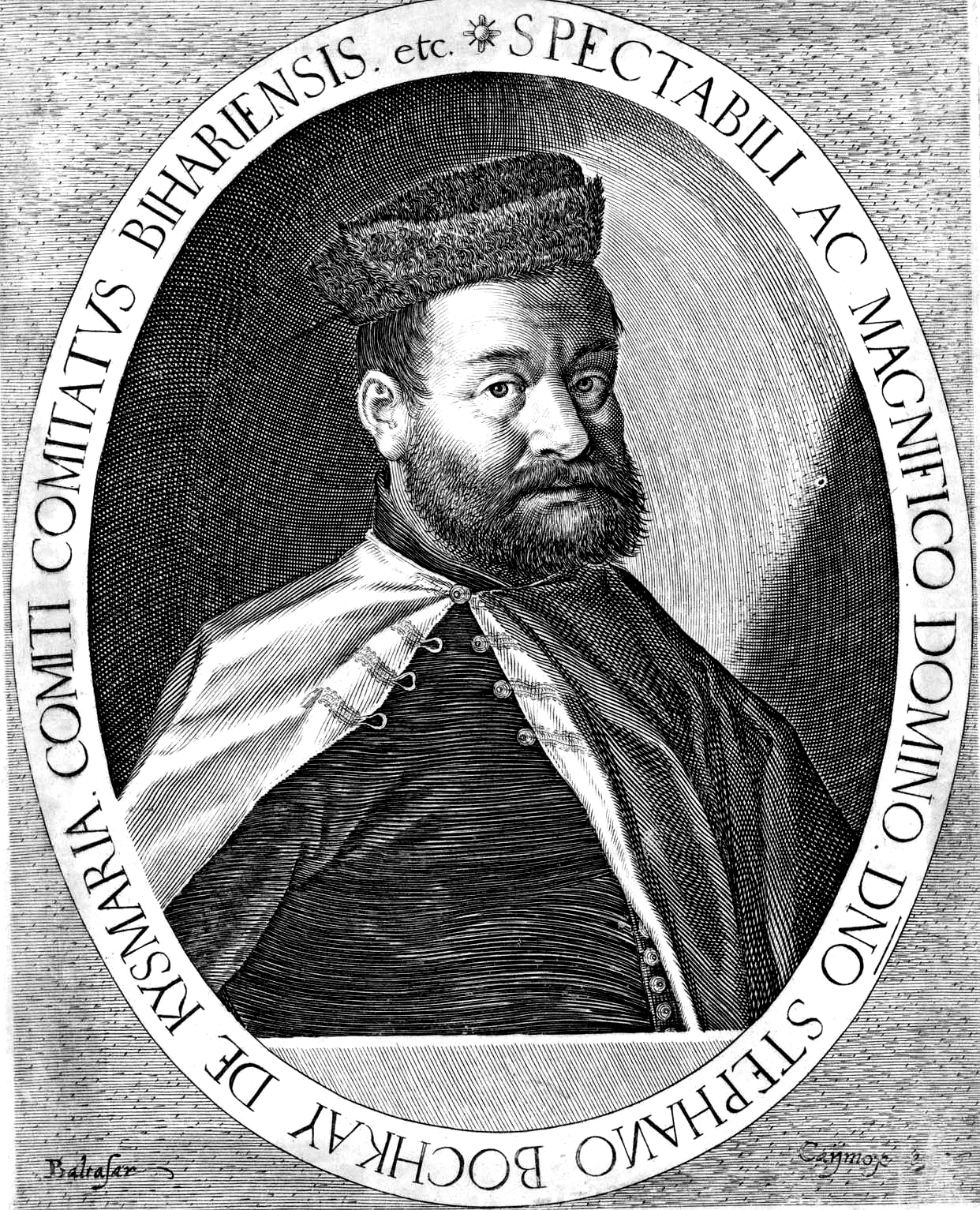
Bocskai István

A vármegye nagy múltra visszatekintő területét jelentik az egykori Hajdú kerület települései, a hajdúvárosok. A hajdúk eredetileg, a 15-16. században az állatkereskedők által felfogadott marhahajcsárok voltak, a század végére azonban két csoportra szakadtak. Egy részük az uralkodó szolgálatában állt, és a végvárak védelmében vett részt, másik részük viszont, a „szabad hajdúk” a hagyományos életmódot folytatták, de keresetüket rablással, fosztogatással egészítették ki. Munkájukból adódóan jól bántak a fegyverrel, ezt bizonyították az 1514-es Dózsa-féle parasztfelkelés során, majd a törökök elleni harcokban is. Különösen a tizenöt éves háborúban (1590–1605) tűntek ki vitézségükkel, ezért is tartotta fontosnak Bocskai István, hogy a saját oldalára állítsa őket a Habsburgok elleni függetlenségi háború idején. A békekötés után Bocskai jelentős részüket letelepítette, fegyveres szolgálatért cserébe földet és munkát adott nekik, mentesítve őket a jobbágyi kötelességek alól.
Az eredetileg több mint 9000 főnyi hajdú katona letelepedésével alakult ki 1608-1609-re a hét ún. öreg- vagy nagy hajdúváros: Böszörmény, Dorog, Hadház, Nánás, Polgár, Szoboszló és Vámospércs. Ezek mindegyike az akkori Szabolcs vármegyében feküdt. Kiváltságaik, különállásuk megőrzése a megyével és a központi államigazgatással szemben nem kevés viszály és harc árán sikerülhetett. Erőiket egyesítve hozták létre a 17. század végén a Hajdú kerületet, ami a vármegyékkel egyenrangú, önálló törvényhatóságként működött, 1790 után követei részt vehettek az országgyűléseken, a nemesi felkeléshez katonákat állítottak és nem fizettek közadót. Központja Böszörmény volt, mint a legnépesebb és központi fekvésű város. A Hajdú kerület az 1876-os vármegyerendezésig létezett, ekkor alakították ki ugyanis a hajdúvárosokat is magába foglaló Hajdú vármegyét a szomszédos (de nem hajdúváros) Debrecen székhellyel.

### Bihar
Debrecen és a Hajdúság mellett a mai Hajdú-Bihar vármegye harmadik nagy területi egységét az egykori Bihar vármegye ma is Magyarországhoz tartozó része jelenti. Az Árpád-kori várispánság 1020 és 1050 között a Bihar nevű földvár köré szerveződött, történetében meghatározó szerepe volt a Szent István által alapított püspökségnek, amelynek székhelyét 1080-ban I. László helyezte Váradra. A török megszállásig a megye területének jelentős része (a 16. században közel fele) volt a püspökség birtokában. Az ország három részre szakadás után a terület az Erdélyi Fejedelemség része lett, a reformáció terjedésével a katolikus egyház birtokai a fejedelmi kincstárat gyarapították. Várad 1660-as elfoglalásával vette kezdetét a vármegye teljes török megszállása, amely viszonylag rövid ideig tartott ugyan, mégis hatalmas pusztítást okozott, a lakott porták száma a 17. század végére a 150 évvel korábbinak negyedére csökkent.
A következő évszázadokban gyakran változott Bihar vármegye területe és közigazgatási illetékességi köre, több települést csatoltak a szomszédos Békés, illetve Szabolcs vármegyékhez, ennek ellenére Bihar egészen az első világháború végéig a legnagyobb területű magyarországi megye volt. Drámai változás következett be ekkor, hiszen a trianoni békeszerződés eredményeként csonka megyévé vált. Az 1920-ban létrejött, Berettyóújfalu központú Csonka-Bihar vármegye 60 települése is csak a második világháborút követő közigazgatási reformig maradt összefüggő és önálló területi egység. Az 1949-50-es reformokkal 12 település, Sarkad és térsége a szomszédos Békés megyéhez került, a többi pedig az egykori Hajdú vármegyével alkotja ma is Hajdú-Bihar vármegyét.

### 1950-től
Hajdú-Bihar megye az 1950-es megyerendezés során jött létre az addigi Hajdú vármegye kibővítésével Bihar vármegye nagy részével és néhány Szabolcs vármegyei községgel, székhelye Debrecen maradt.

## Közigazgatási beosztás 1950–1990 között

### Járások 1950–1983 között
Az 1950-es megyerendezés előtt Hajdú megyéhez két járás tartozott (Központi és Püspökladányi), Bihar megyéhez pedig hat (Berettyóújfalui, Biharkeresztesi, Cséffa-Nagyszalontai – Sarkad székhellyel –, Derecskei, Nagylétai és Sárréti – Biharnagybajom székhellyel). A megyerendezéskor ezek közül a Cséffa-Nagyszalontai járást Békés megyéhez csatolták, a többi az újonnan alakult Hajdú-Bihar megyéhez került. Az újonnan létrehozott Hajdú-Bihar és Szabolcs-Szatmár megyék határa kettévágta az eddig Szabolcs megyéhez tartozott Nyíradony székhelyű Ligetaljai és Tiszalök székhelyű Dadai alsó járásokat. Az előbbit megszüntették, az utóbbi viszont tovább működött Szabolcs-Szatmár megyében, Hajdú-Biharhoz került részéből pedig, kiegészítve néhány Hajdú megyei községgel, létrehozták az új Polgári járást.
Az átszervezések nyomán az új megyében 1950. március 16-ától nyolc járás volt (Berettyóújfalui, Biharkeresztesi, Derecskei, Központi, Nagylétai, Polgári, Püspökladányi és Sárréti).
Az 1950-es járásrendezés során, június 1-jén a Sárréti járás megszűnt, a Központi járás elnevezését pedig a székhelyéhez igazodva Debreceni járásra változtatták, így a tanácsrendszer bevezetésekor Hajdú-Bihar megye hét járásra oszlott (Berettyóújfalui, Biharkeresztesi, Debreceni, Derecskei, Nagylétai, Polgári és Püspökladányi).
Ezt követően 1983-ig a hétből négy járás szűnt meg: a Nagylétai (1956-ban), a Biharkeresztesi és a Polgári (1970-ben), végül a Derecskei (1978-ban). A járások megszűnésekor, 1983 végén tehát a megyéhez három járás tartozott (Berettyóújfalui, Debreceni és Püspökladányi).

### Városok 1950–1983 között
Az 1950-es megyerendezéskor Hajdú megyéhez három megyei város tartozott, Hajdúböszörmény, Hajdúnánás és Hajdúszoboszló, Biharhoz viszont egy sem, a székhelye, Berettyóújfalu egyike volt az ország három községi jogállású megyeszékhelyének. Ezen kívül Hajdú megye székhelye, Debrecen törvényhatósági jogú város volt, így nem tartozott a megyéhez, hanem külön közigazgatási egységet alkotott. Mivel a törvényhatósági jogú városi jogállás 1950. június 15-én megszűnt, Debrecen attól kezdve Hajdú-Bihar megyéhez tartozott.
1983-ig egyetlen újabb település szerzett városi rangot a megyében: Berettyóújfalu 1978-ban, így 1983-ra a városok száma ötre nőtt.
A tanácsok megalakulásától 1954-ig Debrecen közvetlenül a megyei tanács alá rendelt város volt, míg Hajdúböszörmény, Hajdúnánás és Hajdúszoboszló közvetlenül a járási tanács alá rendelt városként a Debreceni járáshoz tartozott.
Debrecen 1954 és 1971 között, a második tanácstörvény hatálya alatt megyei jogú város volt és nem tartozott a megyéhez. 1971-ben, a harmadik tanácstörvény hatálybalépésével megyei város lett, ami azt jelentette, hogy a megyéhez tartozott, de bizonyos kérdésekben a többi városnál nagyobb önállóságot élvezett. A többi város jogállása 1954 és 1971 között járási jogú város volt, azután pedig egyszerűen város.

### Városkörnyékek 1971‑1983 között
Hajdú-Bihar megye városai közül 1983-ig három körül alakult városkörnyék: a Hajdúböszörményi és a Hajdúszoboszlói 1970-ben, a Berettyóújfalui pedig 1978-ban. Ezek mindegyike csak a városhoz legszorosabban kapcsolódó községeket foglalta magába, Berettyóújfalu 1983-ig járási székhely is maradt. A Hajdúböszörményi városkörnyék volt az egyetlen az országban, amely 1990 előtt megszűnt, mivel egyetlen községét, Hajdúvidet 1978-ban Hajdúböszörményhez csatolták.

### Városok és városi jogú nagyközségek 1984‑1990 között
1984. január 1-jén valamennyi járás megszűnt az országban és a megye valamennyi városa városkörnyékközponttá vált Hajdúböszörmény kivételével. Ugyanekkor alakult városi jogú nagyközséggé és lett nagyközségkörnyék-központ az addig járásszékhely Püspökladány továbbá Balmazújváros, melyek azután 1986-ban illetve 1989-ben várossá alakultak. Szintén 1989-ben kapott városi rangot Biharkeresztes, Hajdúdorog, Hajdúhadháztéglás és Nádudvar is, ez utóbbi négy település azonban már nem lett városkörnyékközpont. Ezzel 1990-re a megye városainak száma tizenegyre nőtt.

## Önkormányzat és közigazgatás

### Vármegyei közgyűlés
A vármegye önkormányzatának legfőbb döntéshozó testülete. Tagjai a választópolgárok által ötévente, az önkormányzati választásokon megválasztott képviselők. A közgyűlés feladatai közé tartozik a megyei fejlesztési tervek, közlekedési, területrendezési és gazdaságfejlesztési programok kidolgozása és elfogadása, valamint az európai uniós források felhasználásának koordinálása. Mivel a vármegyei önkormányzatok nem tartoznak közvetlenül az oktatási, egészségügyi vagy szociális intézmények fenntartásához, inkább stratégiai, területfejlesztési szerepük van. A közgyűlést az elnök vezeti, aki a testület tagjai közül kerül megválasztásra.
A 2019-es magyarországi önkormányzati választáson megválasztott Hajdú-Bihar megye közgyűlése 15 képviselőből állt, az alábbi pártösszetétellel:
| Párt | Párt                  | Mandátum | 2019-2024 megyei közgyűlés | 2019-2024 megyei közgyűlés | 2019-2024 megyei közgyűlés | 2019-2024 megyei közgyűlés | 2019-2024 megyei közgyűlés | 2019-2024 megyei közgyűlés | 2019-2024 megyei közgyűlés | 2019-2024 megyei közgyűlés | 2019-2024 megyei közgyűlés | 2019-2024 megyei közgyűlés | 2019-2024 megyei közgyűlés | 2019-2024 megyei közgyűlés | 2019-2024 megyei közgyűlés | 2019-2024 megyei közgyűlés | 2019-2024 megyei közgyűlés | 2019-2024 megyei közgyűlés |
| ---- | --------------------- | -------- | -------------------------- | -------------------------- | -------------------------- | -------------------------- | -------------------------- | -------------------------- | -------------------------- | -------------------------- | -------------------------- | -------------------------- | -------------------------- | -------------------------- | -------------------------- | -------------------------- | -------------------------- | -------------------------- |
|      | Fidesz-KDNP           | 16       |                            |                            |                            |                            |                            |                            |                            |                            |                            |                            |                            |                            |                            |                            |                            |                            |
|      | Jobbik                | 3        |                            |                            |                            |                            |                            |                            |                            |                            |                            |                            |                            |                            |                            |                            |                            |                            |
|      | Momentum Mozgalom     | 2        |                            |                            |                            |                            |                            |                            |                            |                            |                            |                            |                            |                            |                            |                            |                            |                            |
|      | Demokratikus Koalíció | 2        |                            |                            |                            |                            |                            |                            |                            |                            |                            |                            |                            |                            |                            |                            |                            |                            |
|      | MSZP                  | 1        |                            |                            |                            |                            |                            |                            |                            |                            |                            |                            |                            |                            |                            |                            |                            |                            |

A 2024-es magyarországi önkormányzati választáson megválasztott Hajdú-Bihar vármegye közgyűlése 24 képviselőből áll, az alábbi pártösszetétellel:

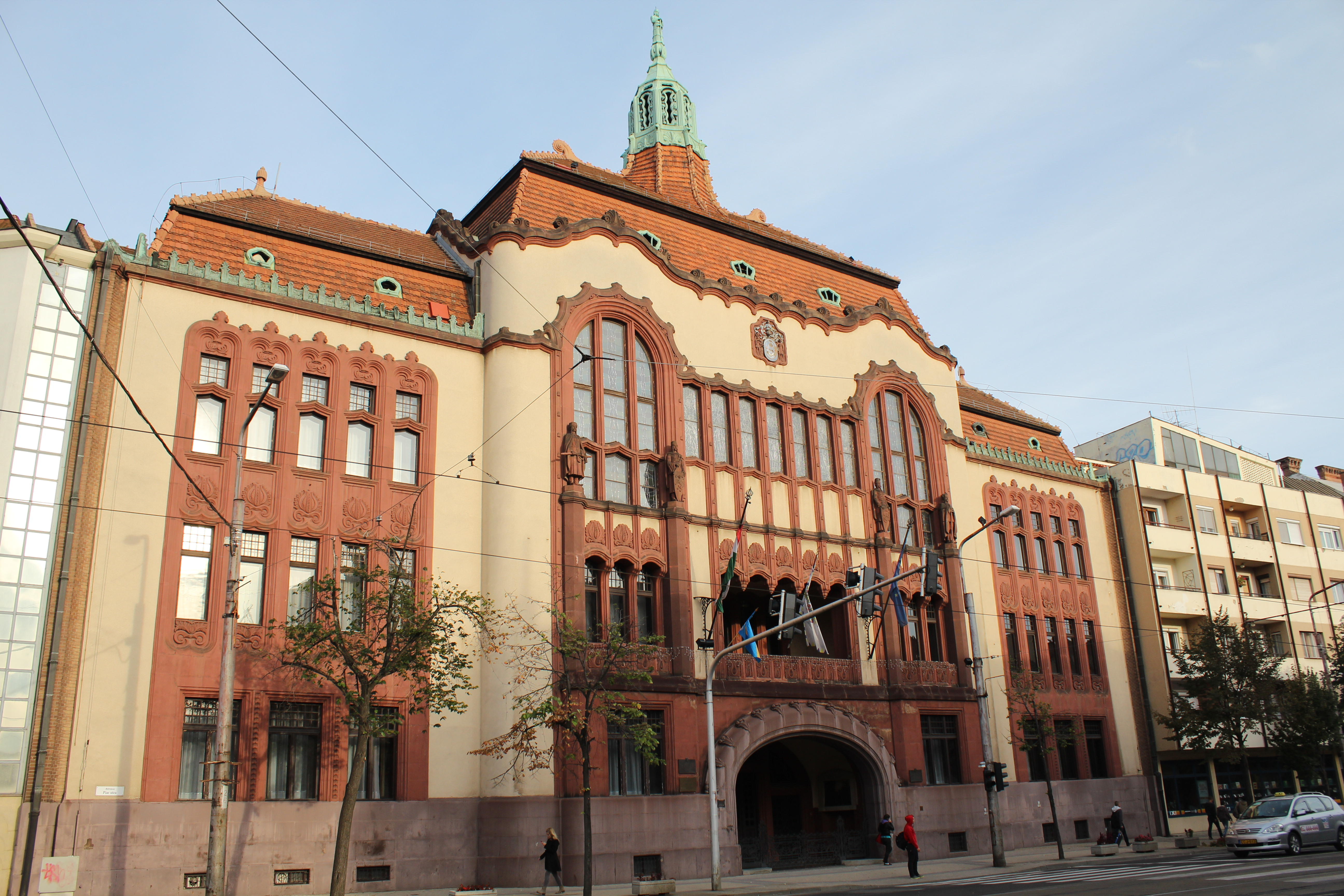
A vármegyeháza Debrecenben

| Párt | Párt                  | Mandátum | Jelenlegi Vármegyei Közgyűlés | Jelenlegi Vármegyei Közgyűlés | Jelenlegi Vármegyei Közgyűlés | Jelenlegi Vármegyei Közgyűlés | Jelenlegi Vármegyei Közgyűlés | Jelenlegi Vármegyei Közgyűlés | Jelenlegi Vármegyei Közgyűlés | Jelenlegi Vármegyei Közgyűlés | Jelenlegi Vármegyei Közgyűlés | Jelenlegi Vármegyei Közgyűlés | Jelenlegi Vármegyei Közgyűlés | Jelenlegi Vármegyei Közgyűlés | Jelenlegi Vármegyei Közgyűlés | Jelenlegi Vármegyei Közgyűlés | Jelenlegi Vármegyei Közgyűlés |
| ---- | --------------------- | -------- | ----------------------------- | ----------------------------- | ----------------------------- | ----------------------------- | ----------------------------- | ----------------------------- | ----------------------------- | ----------------------------- | ----------------------------- | ----------------------------- | ----------------------------- | ----------------------------- | ----------------------------- | ----------------------------- | ----------------------------- |
|      | Fidesz-KDNP           | 15       |                               |                               |                               |                               |                               |                               |                               |                               |                               |                               |                               |                               |                               |                               |                               |
|      | Mi Hazánk Mozgalom    | 4        |                               |                               |                               |                               |                               |                               |                               |                               |                               |                               |                               |                               |                               |                               |                               |
|      | Momentum Mozgalom     | 3        |                               |                               |                               |                               |                               |                               |                               |                               |                               |                               |                               |                               |                               |                               |                               |
|      | Demokratikus Koalíció | 2        |                               |                               |                               |                               |                               |                               |                               |                               |                               |                               |                               |                               |                               |                               |                               |

### Hajdú-Bihar Vármegyei Önkormányzat
A vármegyei önkormányzat területi önkormányzat, jogi személy, melynek feladatait és hatáskörét a közgyűlés látja el. A vármegyei önkormányzat képviselő-testülete a közgyűlés.  A vármegyei testületek és tisztségviselők munkáját vármegyei önkormányzati hivatal segíti, melynek feladata a döntések szakmai előkészítése, valamint a döntések végrehajtásának szervezése és ellenőrzése. 

| Tag: | Tag:                | Jelölő szervezet: | Tisztsége                           |
| ---- | ------------------- | ----------------- | ----------------------------------- |
| 1.   | Pajna Zoltán        | Fidesz-KDNP       | A közgyűlés elnöke                  |
| 2.   | Bulcsu László       | Fidesz-KDNP       | A közgyűlés alelnöke                |
| 3.   | Kiss Attila         | Fidesz-KDNP       |                                     |
| 4.   | Czeglédi Gyula      | Fidesz-KDNP       | Hajdúszoboszló város polgármestere  |
| 5.   | Ménes Andrea        | Fidesz-KDNP       |                                     |
| 6.   | Muraközi István     | Fidesz-KDNP       | Berettyóújfalu város polgármestere  |
| 7.   | Tóth Attila         | Fidesz-KDNP       |                                     |
| 8.   | Dr. Kovács Miklós   | Fidesz-KDNP       | Báránd község polgármestere         |
| 9.   | Csáfordi Dénes      | Fidesz-KDNP       | Hajdúhadház város polgármestere     |
| 10.  | Terdik János        | Fidesz-KDNP       |                                     |
| 11.  | Dr. Csiszár Imre    | Fidesz-KDNP       |                                     |
| 12.  | Szegi Emma          | Fidesz-KDNP       | Kaba város polgármestere            |
| 13.  | Porkoláb Gyula      | Fidesz-KDNP       |                                     |
| 14.  | Nagy Lajos          | Fidesz-KDNP       | Nyírábrány nagyközség polgármestere |
| 15.  | Simon Zoltán        | Fidesz-KDNP       |                                     |
| 16.  | Nagy Zoltán         | Mi Hazánk         |                                     |
| 17.  | Kecskés István Béla | Mi Hazánk         |                                     |
| 18.  | Sass Bulcsú Ferenc  | Mi Hazánk         |                                     |
| 19.  | Dr. Tóth Sándor     | Mi Hazánk         |                                     |
| 20.  | Kosztin Mihály      | Momentum          | Vámospércs város polgármestere      |
| 21.  | Kiss László         | Momentum          |                                     |
| 22.  | Dr. Kerekes László  | Momentum          |                                     |
| 23.  | Tóth József         | DK                | Polgár város polgármestere          |
| 24.  | Szörényi Károly     | DK                |                                     |

### Járások
Hajdú-Bihar vármegye járásainak főbb adatai a 2013. július 15-ei közigazgatási beosztás szerint az alábbiak:
| Sorszám | Járás neve             | Székhely        | Település | Ebből város | Népesség (2013. január 1.) | Terület (km²) | Népsűrűség (fő/km²) |
| ------- | ---------------------- | --------------- | --------- | ----------- | -------------------------- | ------------- | ------------------- |
| 1       | Balmazújvárosi járás   | Balmazújváros   | 5         | 2           | 30 488                     | 827,45        | 37                  |
| 2       | Berettyóújfalui járás  | Berettyóújfalu  | 25        | 3           | 45 539                     | 1 073,9       | 42                  |
| 3       | Debreceni járás        | Debrecen        | 2         | 2           | 217 217                    | 531,12        | 409                 |
| 4       | Derecskei járás        | Derecske        | 13        | 2           | 41 820                     | 650,3         | 64                  |
| 5       | Hajdúböszörményi járás | Hajdúböszörmény | 2         | 2           | 40 424                     | 471,43        | 86                  |
| 6       | Hajdúhadházi járás     | Hajdúhadház     | 3         | 2           | 22 328                     | 137,02        | 163                 |
| 7       | Hajdúnánási járás      | Hajdúnánás      | 6         | 2           | 29 638                     | 547,27        | 54                  |
| 8       | Hajdúszoboszlói járás  | Hajdúszoboszló  | 5         | 2           | 43 175                     | 732,65        | 59                  |
| 9       | Nyíradonyi járás       | Nyíradony       | 9         | 2           | 29 846                     | 510,28        | 58                  |
| 10      | Püspökladányi járás    | Püspökladány    | 12        | 2           | 40 877                     | 729,04        | 56                  |

### Országgyűlési képviselők
Magyarországon az országgyűlési választások során az ország területét egyéni választókerületekre osztják, és mindegyik kerületnek egy képviselője van a parlamentben, akit közvetlenül választanak. Az egyéni választókerületek országgyűlési képviselői tehát azok a politikusok, akik egy-egy adott földrajzi terület választópolgárait képviselik az Országgyűlésben.
Az egyéni választókerületek képviselői általában valamelyik párt jelöltjei, de független képviselők is indulhatnak a választáson. A választókerületek képviselői meghatározó szereplők, mivel közvetlen kapcsolatban állnak választóikkal, és elsősorban az adott terület helyi érdekeit képviselik az országos politikai döntéshozatalban.
| Választókerület                                                   | Székhely        | Képviselő      | Párt | Párt        |
| ----------------------------------------------------------------- | --------------- | -------------- | ---- | ----------- |
| Hajdú-Bihar vármegyei 1. sz. országgyűlési egyéni választókerület | Debrecen        | Kósa Lajos     |      | Fidesz–KDNP |
| Hajdú-Bihar vármegyei 2. sz. országgyűlési egyéni választókerület | Debrecen        | Pósán László   |      | Fidesz–KDNP |
| Hajdú-Bihar vármegyei 3. sz. országgyűlési egyéni választókerület | Debrecen        | Tasó László    |      | Fidesz–KDNP |
| Hajdú-Bihar vármegyei 4. sz. országgyűlési egyéni választókerület | Berettyóújfalu  | Vitányi István |      | Fidesz–KDNP |
| Hajdú-Bihar vármegyei 5. sz. országgyűlési egyéni választókerület | Hajdúszoboszló  | Bodó Sándor    |      | Fidesz–KDNP |
| Hajdú-Bihar vármegyei 6. sz. országgyűlési egyéni választókerület | Hajdúböszörmény | Tiba István    |      | Fidesz–KDNP |

2011 előtt Hajdú-Bihar megyében 9 egyéni választókerület volt. Ez 2011 után 6-ra csökkent.

## Népesség

### Nemzetiségek
Hajdú-Bihar vármegye lakóinak nemzetiségi összetétele 2011-ben
A 2011-es népszámlálás adatai szerint Hajdú-Bihar megye etnikai összetétele kevésbé sokszínű:
- Magyarok: A megye lakosságának túlnyomó többsége, 461,809 fő (95,05%) vallotta magát magyarnak.
- Romák: A romák száma 18,132 fő (3,73%), és ők jelentik a legnagyobb kisebbséget a megyében.
- Egyéb és meghatározhatatlan: 5,936 fő (1,22%) tartozik más kisebbségekhez vagy nem határozta meg etnikai hovatartozását.

Fontos megjegyezni, hogy a népszámlálás során kb. 77,000 fő (mintegy 14%) nem nyilatkozott etnikai hovatartozásáról, így ez a szám valamelyest befolyásolhatja az etnikai összetételt.
- Románok: Mintegy 2,000 fő él a megyében, jellemzően a román határhoz közelebb eső településeken.
- Németek: A németek kisebbsége történelmi gyökerekkel rendelkezik a térségben, és hozzávetőleg 1,000 főből áll.

### Vallás
Hajdú-Bihar vármegye lakóinak vallási összetétele 2022-ben
Hajdú-Bihar vármegyében ma is élénk vallási élet zajlik. A vármegye egyes térségeiben az eltérő történelmi fejlődés eredményeként a lakosság vallási hovatartozása is változatos képet mutat, a reformátusok többsége mellett. A protestantizmus, azon belül is elsősorban a református egyház hatása sokáig olyan mélyen itatta át az itt lakók jelentős részének életét, hogy azt a mentalitástól kezdve az életmódon keresztül egészen a települések képéig ma is sok területen érhetjük tetten. Számbeli súlyuk miatt a történelmi egyházak közül mára a római katolikus, a református és a görögkatolikus egyházak jelenléte a legjelentősebb.

#### Reformátusok
A református hitélet szimbóluma, a reformáció kialakulásától és elterjedésétől kezdődően centruma, szűkebb és tágabb környezetében, sőt külföldön is Debrecen. A várost egy időben kálvinista Rómának is nevezték. Eredetileg gúnynév volt ez, ám a református vallásos öntudat lanyhulásával csitult a debreceni reformátusok tiltakozása eme elnevezés ellen, sőt a múlt században már némi dacossággal vállalták a „vastagnyakú kálvinisták” e ragadványnevet. A megye lakosságának jelentős hányada vallja magát ma is reformátusnak, különösen a bihari és sárréti területeken. A református egyház a megye történelmében, kulturális és tudományos életében meghatározó szerepet játszott, és játszik ma is. Debrecenben található a Tiszántúli Református Egyházkerület székhelye, illetve több más tekintélyes iskola mellett a hazai oktatás történetében kiemelkedő jelentőséggel bíró Református Kollégium is.

#### Katolikusok
A vármegye felekezeti összetételét hosszú időre meghatározta, hogy a reformáció térhódítása következtében a török hódoltság idején a hajdúsági városok református vezetése a katolikusok letelepedését tiltotta, megmaradt templomaikat a református gyülekezetek használták. Csak a 18. század első évtizedeiben vált ismét lehetővé plébániák alapítása és katolikus templomok építése. A katolikus egyház küzdelmes évtizedeit – akárcsak a többi egyház esetében – a pártállam korszaka jelentette. Iskoláit, szerzetesrendjeit felszámolta a korabeli hatalom, a vallásgyakorlást, ha lehetetlenné nem is tették, jelentősen korlátozták. A kilencvenes évek hoztak ezen a téren új lehetőségeket, az egyházi szociális intézmények, iskolák újraindítása mellett ezt jelzi a magyarországi latin szertartású egyházkormányzat területi beosztásának átalakítása is. 1993. május 31-én kelt II. János Pál pápa Hungarorum Gens (A magyarok nemzete) kezdetű apostoli konstitúciója, amely létrehozta a Debrecen-Nyíregyházi Egyházmegyét, és ekkor emelkedett székesegyházi rangra a debreceni Szent Anna templom.

#### Görögkatolikusok
A 2001-es népszámlálási adatokból kiderül, hogy a magyar görögkatolikus egyház 269 ezer hívének jelentős része Szabolcs-Szatmár-Bereg, illetve Hajdú-Bihar vármegyékben él. A magyarországi görögkatolikus egyház évszázadokig volt kénytelen küzdeni, hogy önállóságukat, majd a magyar liturgiai nyelv használatát elfogadtassák. A küzdelmet végül siker koronázta, mikor 1912-ben X. Pius pápa megalapította a Hajdúdorogi Egyházmegyét. A 162 parókiával rendelkező egyházmegyének valójában két másik központja is van, a tényleges adminisztrációs központtá Nyíregyháza vált, a meghatározó búcsújáró hely pedig Máriapócs lett. Debrecen mellett jelentős számban találunk görögkatolikus gyülekezeteket a Hajdúságban és a bihari területeken is, a legfontosabb egyházi központok Hajdúböszörmény, Létavértes (itt a hívek egy része román nemzetiségű) illetve Hajdúsámson.

#### Egyéb
Hajdú-Bihar vármegyében természetesen az eddig felsoroltakon kívül is számos felekezet létezik, Vannak közöttük, amelyek az elmúlt időszakban látványosan gyarapodtak (Magyarország egyik legnagyobb baptista gyülekezete Debrecenben működik), és vannak, amelyek csekély létszámuk ellenére a régió történetének részesei mint például az izraelita hitközségek vagy az Evangélikus Egyház. 1945 előtt a Berettyóújfaluban nagy létszámú izraelita hitközség működött, mára csak 1 lakos izraelita, a hitközség megszűnt.

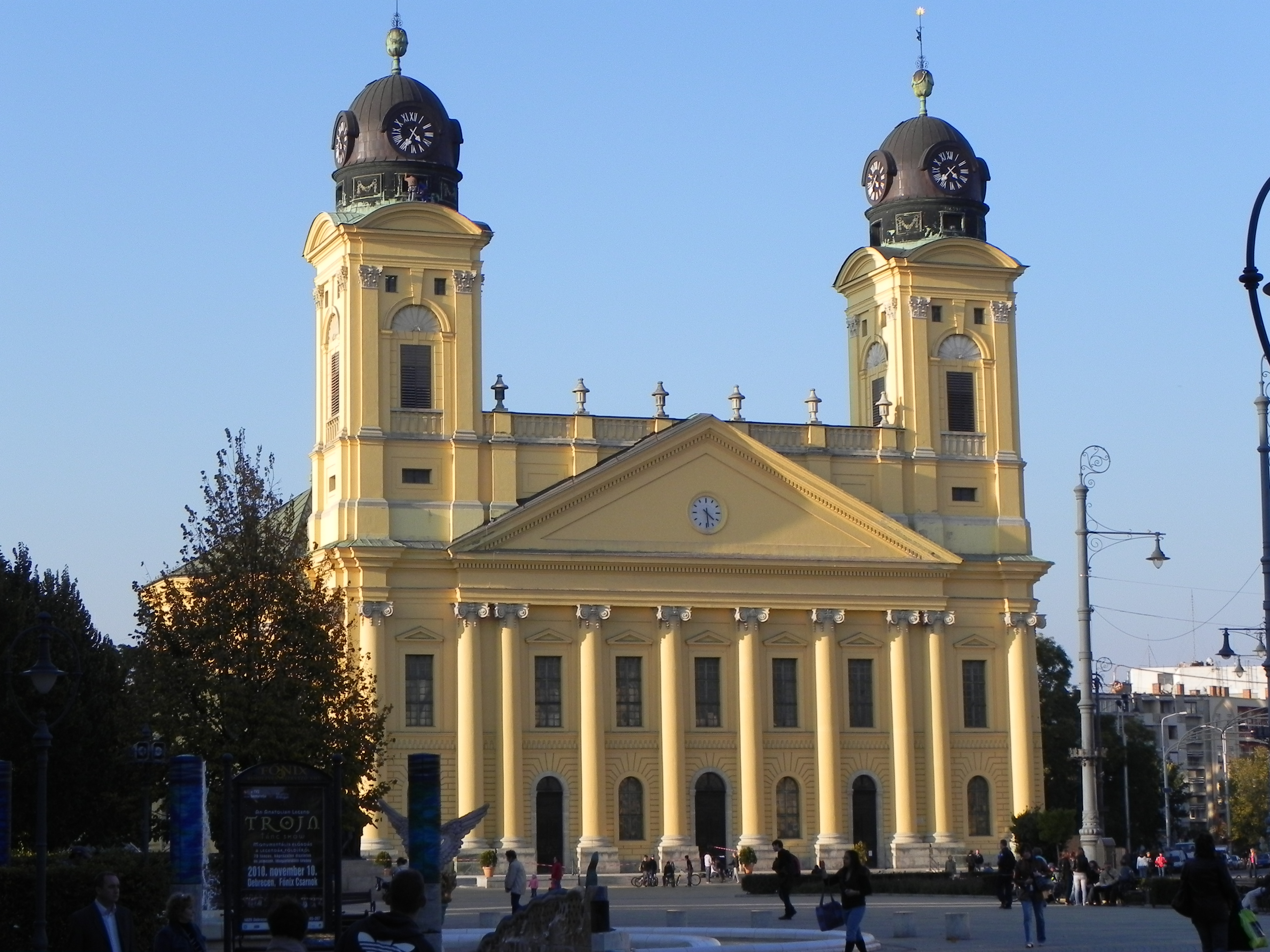
A debreceni református nagytemplom
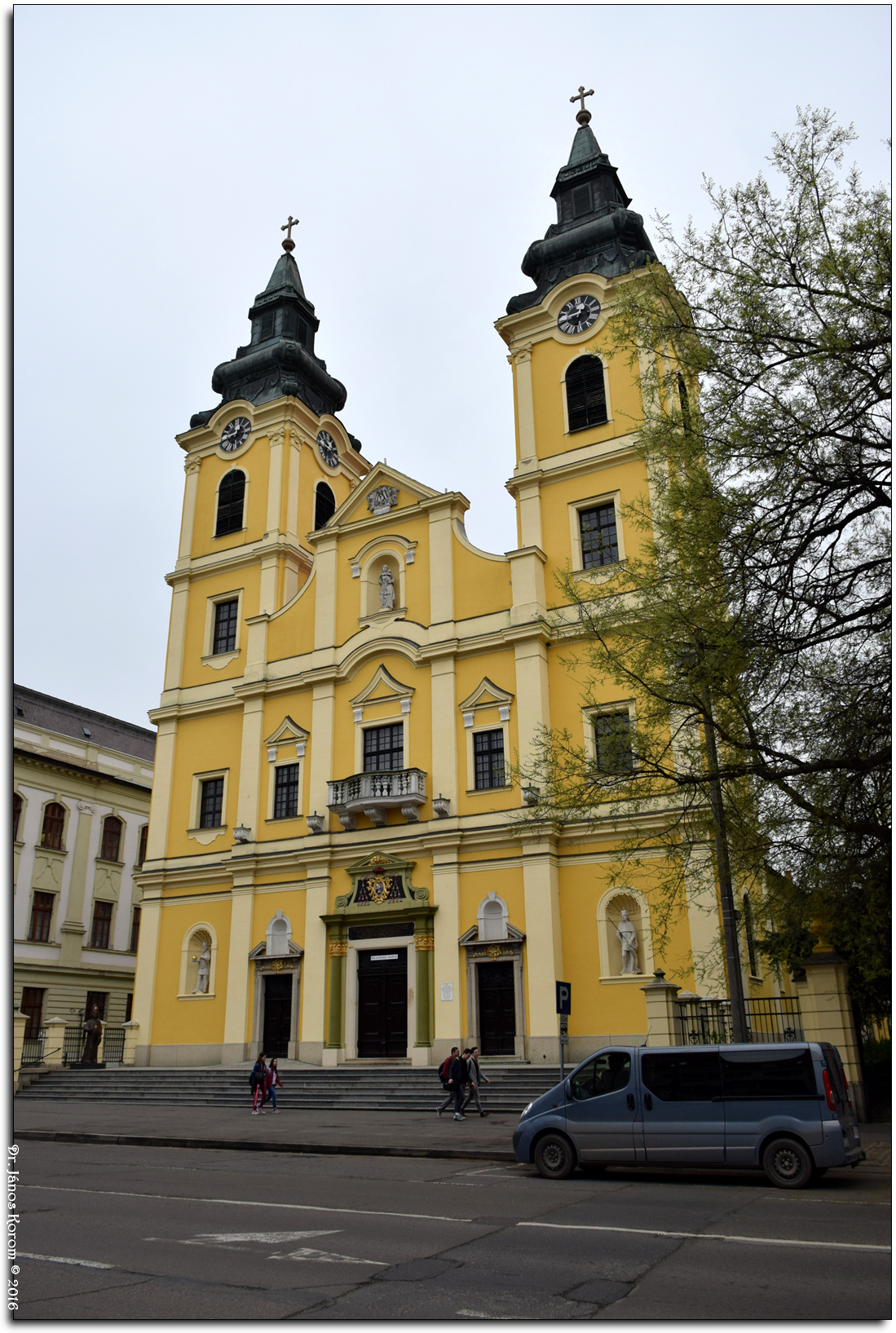
A debreceni Szent Anna-székesegyház
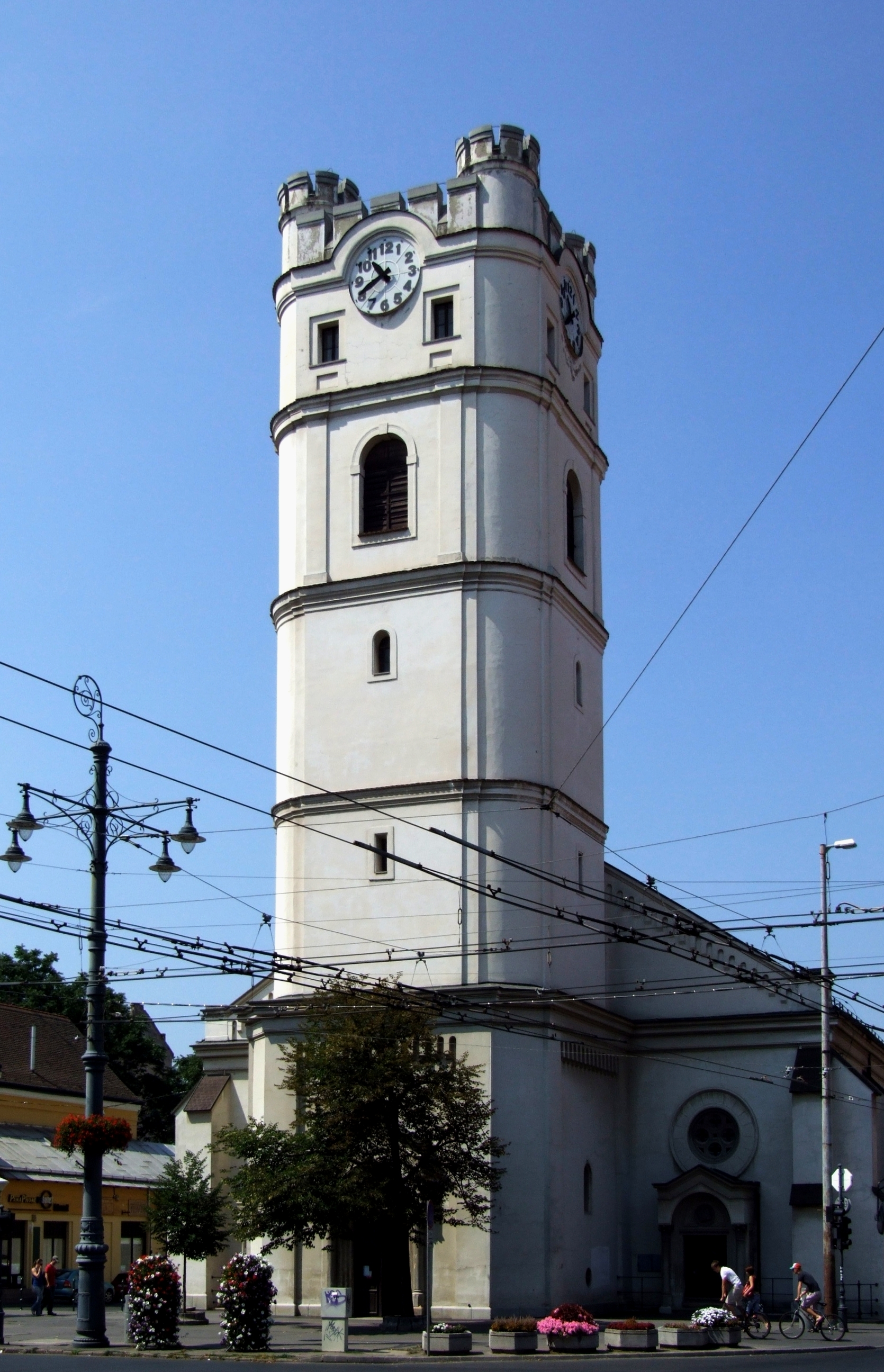
A debreceni református kistemplom (Csonkatemplom)
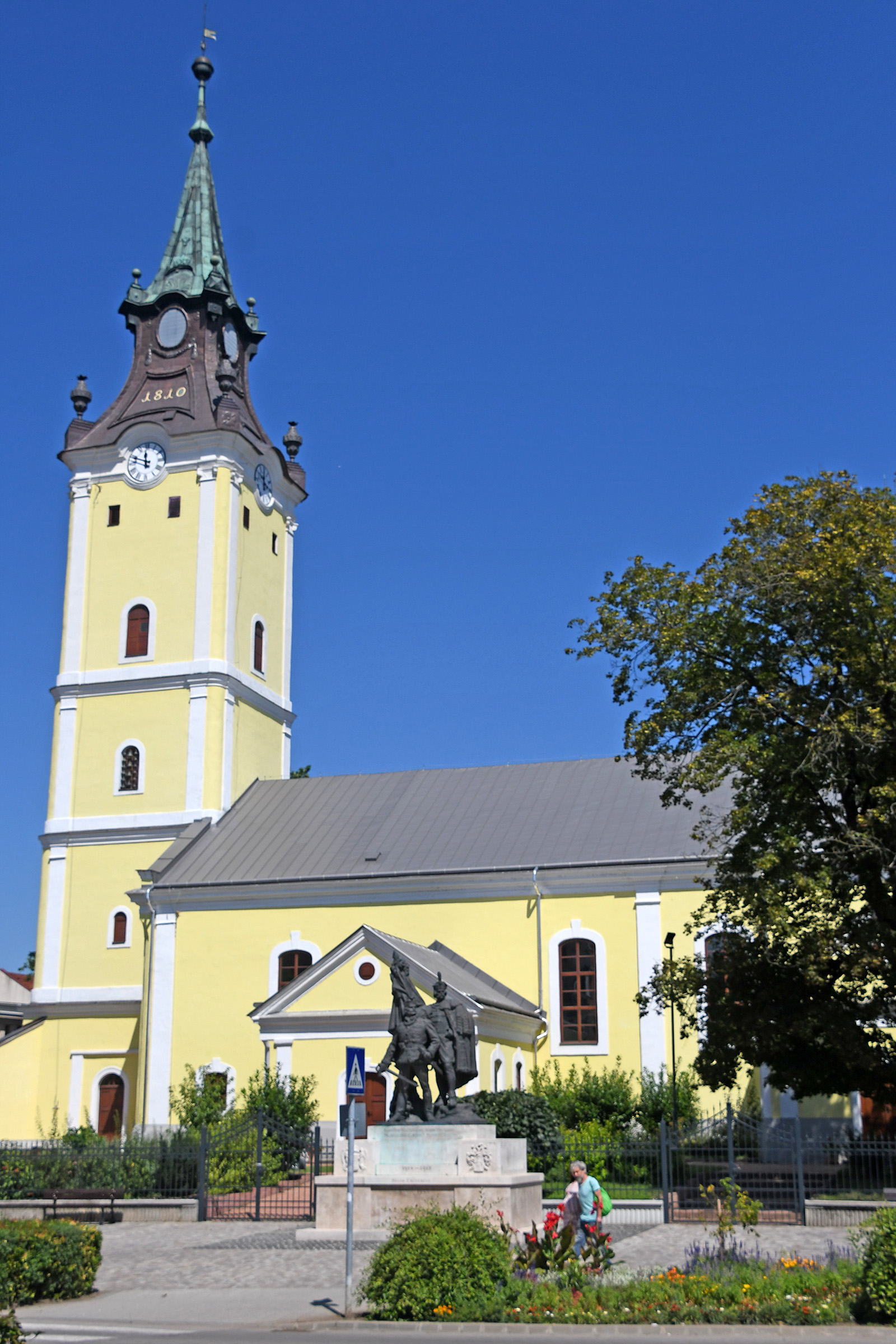
A hajdúnánási református templom
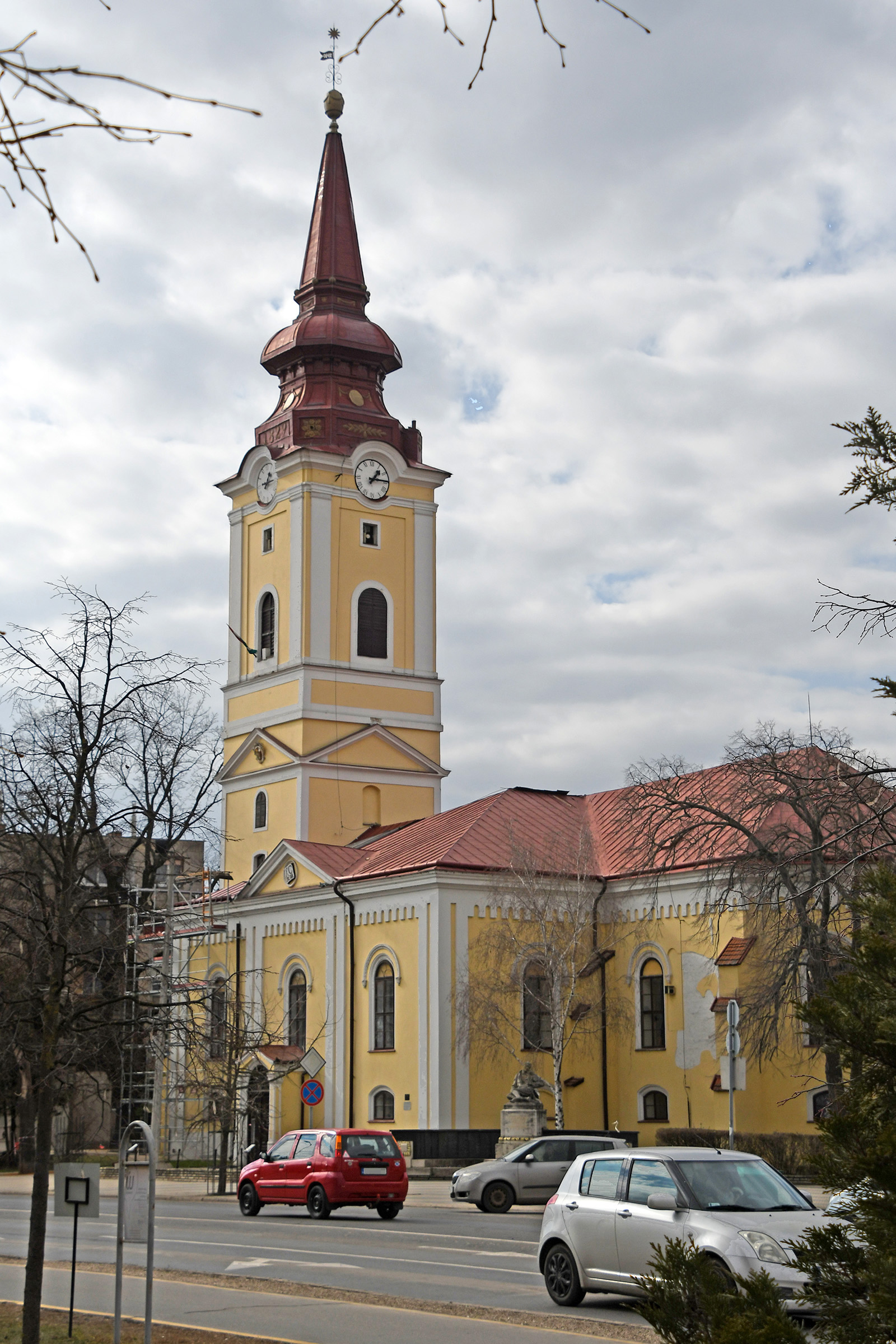
A hajdúszoboszlói református templom

## Gazdaság
A vármegye gazdasági életében a mezőgazdaságnak van vezető szerepe, hiszen erre a területre esik Magyarország legnagyobb agrártérsége.
A vármegye legnagyobb nyereségű cégei a 2006-os adózott eredmény szerint (zárójelben az országos toplistán elfoglalt helyezés)
1. Friesland Hungária Kft (40),
2. National Instruments Europe Kft. (43),
3. KITE Mezőgazdasági Szolgáltató Zrt. ( 174).

### Mezőgazdaság

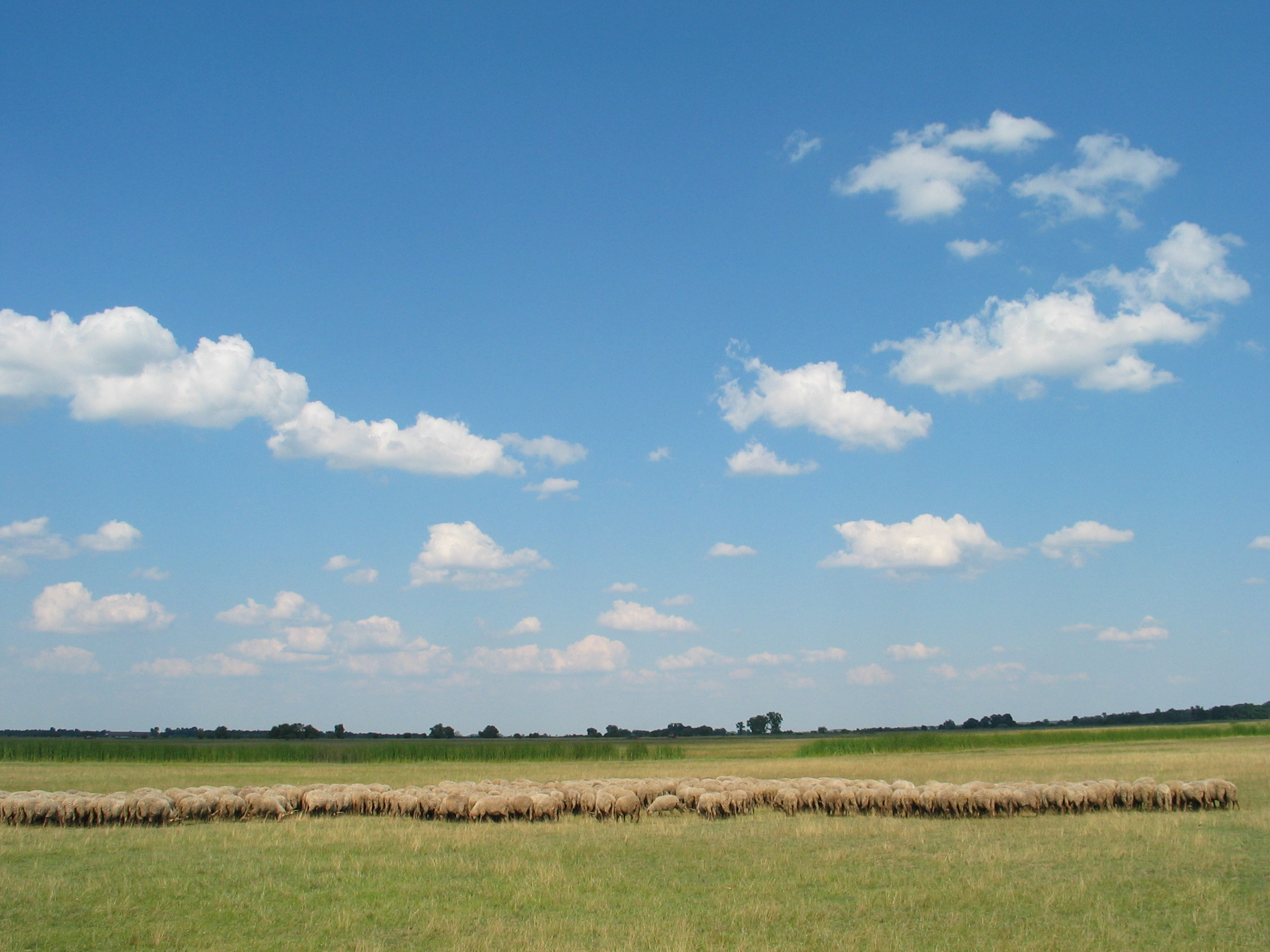
Rackanyáj a Hortobágyon

A mezőgazdaságilag művelt terület 544 472 ha, amelyből 334 203 ha-os szántóterületével a második helyet foglalja el az országos rangsorban. (A megye összterülete 621 056 ha.) Ez meghatározza a vármegye jelentőségét a mezőgazdasági termelés szempontjából.
Az ökológiai adottságok szinte minden növény termesztésének megfelelnek. A mezőgazdaság átalakulása a rendszerváltással kezdődött meg. A struktúra átalakításra jellemző, hogy míg 1990-ben 41 állami gazdaság és gazdasági társulás, valamint 82 mezőgazdasági termelőszövetkezet volt, addig 2001-ben már összesen 2546 vállalkozás (ebből 930 társas vállalkozás) működött a mezőgazdaság, erdőgazdálkodás és halászati nemzetgazdasági ágban. A szervezetek számának gyarapodása mellett csökkent az alkalmazásban állók száma. 1990-ben a nagyüzemi gazdaságokban 38500 fő dolgozott, 2001-ben pedig a négy főnél többet foglalkoztató szervezeteknél csak 10 000 fő állt munkaviszonyban.
A mezőgazdasági szervezetek társas formái mellett fontos tényezőként jelentkeznek az egyéni, valamint a családi gazdaságok. A vármegye földterületének fele az egyéni gazdaságok használatában van.
A szervezeti átalakulás a földterület művelési ágak szerinti megoszlását kisebb mértékben befolyásolta. A földterületnek 14,3%-a a művelés alól kivett terület. A növénytermesztésen belül kukorica, búza, napraforgó, cukorrépa és burgonya a meghatározó.
Az állattenyésztés a vármegye mezőgazdasági termelésének legnagyobb értékét adó ágazata, az alaptevékenységen belüli részaránya több mint 45%. A szarvasmarha-tenyésztési ágazat a megye állattenyésztésének meghatározó része. A 2002. december 30-i KSH-adatok szerint a megyében 86 900 db szarvasmarha volt, mely jelentősen meghaladja az előző évi létszámadatokat.
A sertéságazatról az elmúlt 10-15 évben a termelők többnyire panasszal szóltak, hiszen alig volt egy-egy rövid időszak amikor megtérültek a költségeik, többnyire veszteséget termeltek.
A vármegye sertésállománya a 2002. december 1-jei KSH-adat szerint 546 900 db volt.
Az állatállományi adatok emelkedő tendenciát mutatnak, kivéve a tyúkféléket, melyek száma 2002-ben csökkent a korábbi évekhez képest.

### Bányászat
Ásványkincsekben szegény a vármegye, bár bányásznak itt földgázt és kőolajat.

### Ipar
Az ipar teljesítménye a 80-as évek végén először kisebb, majd növekvő arányban csökkent. A gazdasági ág teljesítményében az 1992-es év bizonyult a mélypontnak, az 1988-at követő négy év alatt a termelés volumene mintegy 30%-kal csökkent. Ebben az időszakban a térség gazdaságát különösen érzékenyen érintette a KGST összeomlása, a kelet-európai országok gazdasági helyzetének romlása. Az import liberalizálásával egyre inkább kiéleződtek a korszerűtlen, a nemzetközi piacokon kevésbé versenyképes termékstruktúrából eredő problémák. A csökkenés 1993-ban állt meg, s indult el egy fokozatos növekedés, ami tartósnak bizonyult és jelenleg is tart. 1993 és 2002 között a kereskedelmi kapcsolatok újraalakulása, számos kis és közepes vállalkozás piacnyerése és több külföldi nagybefektető beruházása zajlott a megyében.
A vármegye iparának teljesítménye 2002-ben az országos átlagot meghaladó mértékben emelkedett. A hajdú-bihari telephelyű, kisebb ipari vállalkozások produktuma egy év alatt 7%-kal, a közepes és nagy méretű vállalkozások termelése 6%-kal bővült, a termelés értéke 415 milliárd forint volt.
A termelés bővülése elsősorban a 21%-os dinamikát mutató kivitelnek köszönhető, a belföldi értékesítés mindössze 2%-kal nőtt.
A termelési érték legnagyobb hányadát (37%-át) előállító élelmiszeriparban általánosan kisebb termeléscsökkenés mutatkozott, az ágazat egészének termelése és értékesítése területén bekövetkezett növekedése mögött elsősorban a dohányipar kedvezőbb – kapacitásfejlesztése révén – eredményei állnak.
A foglalkoztatásban jelentős szerepet betöltő textília, textiláru, bőrtermékek gyártása területén fokozódott a kereslet szűkülése. Ennek következményeként Hajdú-Biharban közel 20%-os termelés csökkenés következett be, ami az ágazatban dolgozók létszámának mintegy 15%-os leépítésével járt.
A vegyipar termelékenysége az előző évhez képest növekedett, a terméktöbblet teljes egészében külpiacokon került értékesítésre. Az ágazat termelésének több mint 80%-át a gyógyszeripar, a fennmaradó részt műanyagtermékek gyártása teszi ki.
A gépipar teljesítménye kiemelkedő mértékben növekedett, a termelés egy év alatt 60%-os bővülést produkált, amit a kivitel mennyiségének megkétszereződése tett lehetővé.
Ezzel a teljesítménnyel az ágazat korábbi 7%-os részesedése 10%-ra emelkedett. Kedvező változást hozott az elektronikai alkatrészgyártás meghonosodása a megyében (National Instruments – debreceni ipari park).
Az elmúlt év sikerágazatának tekinthető az építőipar. A megyei székhelyű vállalkozások az év folyamán 51,3 milliárd forint termelési értéket hoztak létre, ami az előző évhez képest mintegy 29%-os növekedést jelent. A 2002. évben kötött 72,4 milliárd forint értékű új építési szerződés 23%-kal haladta meg az előző évit, az év végén érvényben lévő szerződésállomány pedig még erőteljesebben, 85%-kal emelkedett. A lakáspiac élénkülésére pozitívan hatott az állami és banki finanszírozású kedvező hitelkonstrukciók kialakítása.
Napjainkban az iparfejlesztés egyik fontos és lehetséges eszközének minősülnek az ipari parkok, amelyek az intenzívebb tőkebevonással elősegítik a termékek és a technológiák szempontjából egyaránt korszerű termelőtevékenység megvalósítását, a változó piaci igényekhez való rugalmasabb alkalmazkodást, így nagymértékben hozzájárulnak az ipari struktúra átalakulásához.

### Külkereskedelem
A 2002. évi kivitel értéke 694,3 millió euró volt, amely a 2001. évhez viszonyítva 4%-os növekedést mutat. A megye behozatali tevékenysége 482,8 millió eurot tett ki, amely az előző évhez képest 12,5%-ot emelkedett. A megye külkereskedelmi szaldó 2002. évben pozitív volt, 211,5 millió euro.
2002. évben a vármegyei export 63,6%-a EU-tagállamokba, 10,7%-a a CEFTA, 4,6%-a a FÁK országaiba irányult. Az export országok szerinti megoszlását a következő grafikon szemlélteti:
A kivitel áruosztályok szerinti összetételében a vegyipar és rokon termékek állnak az első helyen, második helyen a gépek és berendezések szerepelnek.
A behozatalban az EU államok részesedése, 62,4%, a CEFTA országok 13,1%, a FÁK országok részesedése 6,3% volt 2002. évben. Az import országok szerinti megoszlását a következő ábra szemlélteti:
A behozatalt árucsoportok szerint vizsgálva a gépek, berendezések a listavezetők 24,3%-os részaránnyal, ezt a vegyipari termékek (14,5%), a textilipari alapanyagok (11,5%), és a járművek (7,9%) követik.

### Idegenforgalom
A vármegyében az idegenforgalom különös jelentőségű, adottságai, vendégforgalma országos szinten is kiemelkedő ebben az ágazatban.
A megye sajátos értékei komoly vonzerőt jelentenek a külföldiek számára is. Az idegenforgalmi háromszögként emlegetett Debrecen-Hajdúszoboszló-Hortobágy mellett újabb térségek is egyre intenzívebben kapcsolódnak be a megye idegenforgalmába.
(Lásd még a Turizmus fejezetet!)

## Kultúra
Hajdú-Bihar vármegye, s azon belül is kiemelten Debrecen város az országnak azok közé a tájegységei közé tartozik, amelyek kivételesen gazdagok értékes kulturális, művészeti, szellemi hagyományokban. Ezek mindenekelőtt a vidék sajátos történelmi múltjából, a társadalmi és szellemi progresszió iránti fogékonyságból születtek.
A szellemi kulturális élet egészét tekintve kiemelkedik a „Tiszántúl fővárosa”, Debrecen, amely nem egyszerűen csak regionális, hanem makroregionális szerepkörrel bír évszázadok óta. A cívis város az ősi Református Kollégium 1538-ban történt megalapítása óta nemcsak az „ország iskolája”, hanem olyan tudományos, kulturális, szellemi központ és műhely is volt, amely támogatta a művészetek és az irodalom fejlődését, Debrecen szellemi-kulturális kisugárzó ereje messzeföldön hatott. Ki kell még emelni a megye jó néhány gazdag hagyományokkal rendelkező középvárosát, hiszen Hajdúböszörmény, Hajdúszoboszló, Hajdúnánás, Balmazújváros vagy éppen Berettyóújfalu kulturális élete napjainkban is kiemelkedő.

### Néphagyományok, népművészet
Az évszázadok során kikristályosodott népi kultúra megőrzésének, ápolásának Hajdú-Bihar vármegyében szép hagyományai vannak. Élnek még olyan idős mesterek, akik őrzik az egykori kézműves hagyományokat és továbbadják azokat. A szíjgyártó mesterségek különösen a hajdúböszörményi mesterek kezén fejlődött művészivé. Mai is élő mesterség a fazekasság, az ősi fekete kerámia készítése Nádudvaron és a mézeskalácsos mesterség Debrecenben, Hajdúböszörményben. A szűrhímzés, szűrrátét (applikáció) művészetét sokan gyakorolják Debrecen, Derecske, Nádudvar térségében. Új életre kelt a nagy- és kissárréti fehérhímzés Furtán, Komádiban és a kulacsos mesterség is. Főleg a csikóbőrös kulacsokat készítik művészi fokon. Részben a turizmus tartja életben a „pásztorművészet” néven ismert bőrmegmunkáló, karcoló, berakásos technikát. Készítenek karikás ostorokat, bőr bicskatartókat, dobozokat. A régi kézműves és népi mesterségek mai művelői termékeiket nagy választékban kínálják a nagyvásárokon (Debrecen, Hortobágy).
A népművészeti hagyományok újraélesztésének és ápolásának, illetőleg a népi iparművészet elsajátításának és művelésének fontos alkotóműhelyei jöttek létre az elmúlt években Debrecenben, úgymint a Népművészeti Alkotóház, a Tímárház. A hagyományos népi élet eredeti nyomai főként ma már csak a részben turisztikai-idegenforgalmi attraktív célokat, részben pedig a tudományos kutatást szolgáló hortobágyi pásztorkodó pusztai életmódban a Hortobágyi Nemzeti Park területén találhatók meg. Másutt a néprajzi értékek megőrzése döntően a múzeumok, tájházak, hagyományápoló tánc- és énekkörök, kézimunkakörök, mindenekelőtt pedig a néprajztudomány feladata.

### Tudomány

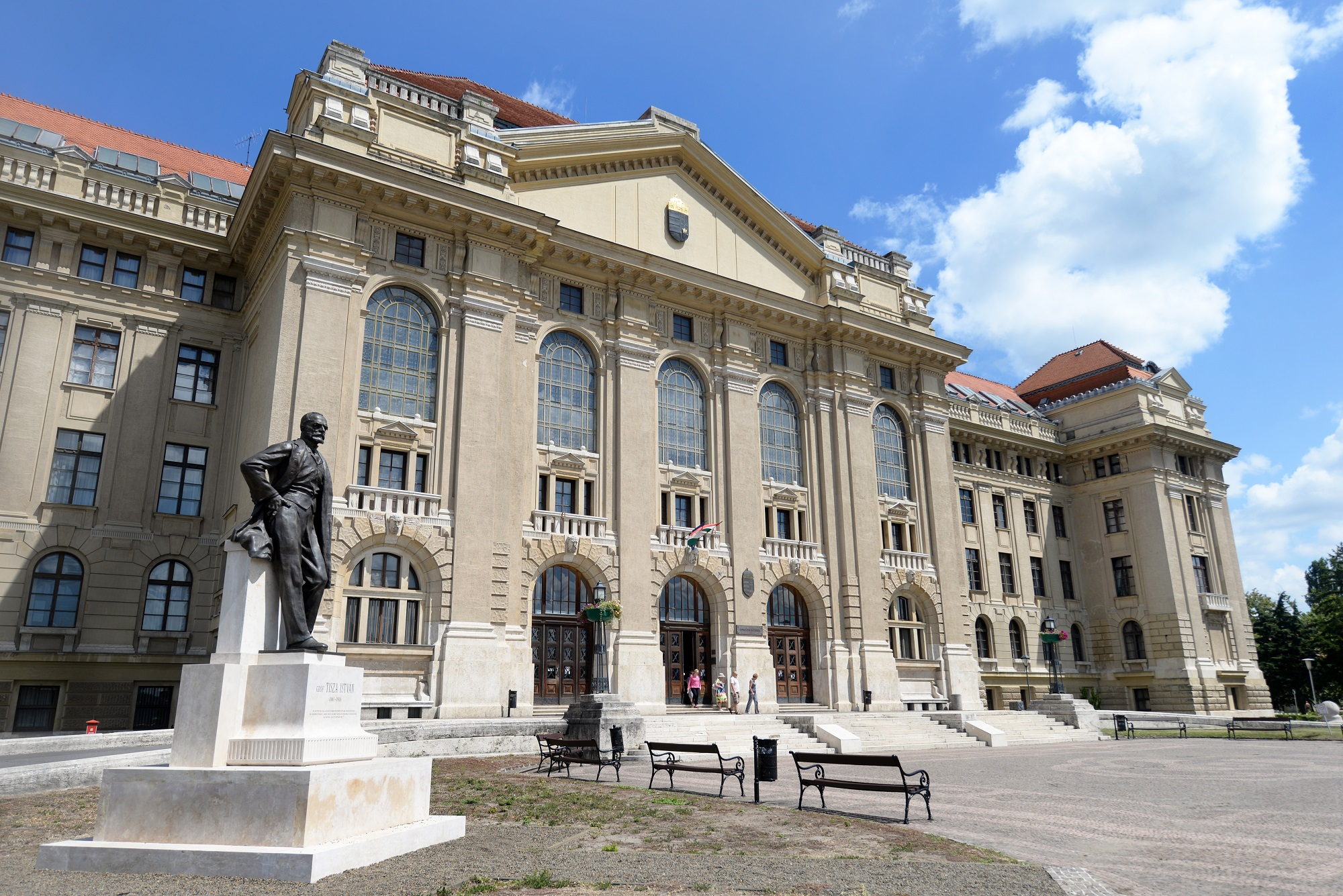
A Debreceni Egyetem főépülete

Debrecen egyetemváros, ahol számtalan konferenciát, kongresszust tartanak. Ezek lebonyolítására egyre nagyobb az igény. Minden évben megrendezik a Debreceni Nyári és Téli Egyetemet.

### Képzőművészet
A különböző képzőművészeti ágak gazdag múltra tekintenek vissza Hajdú-Bihar vármegyében, s különösen Debrecenben, ma is pezsgő képzőművészeti élet zajlik. Az ősi Református Kollégium nem csak a tudományos élet, de a művészetek fejlődésében is meghatározó szerepet játszott. A debreceni rézmetsző diákok alkotásai, a helyi nyomdászat, könyvkötészet, könyvművészet remekei, a díszítőművészet egyéb megjelenési formái, valamint a kézművesek egy részének, a hasznosságot a művészi szépséggel ötvöző termékei már az elmúlt századok során messze földön ismertté tették a várost.
Az alkotóművészetek ipari felvirágzása a 20. században következett be. Az 1927-ben létrejött Ady Társaság nagy hatású szellemi műhellyé vált, amelyen belül külön művészeti osztály alakult. Az osztály munkájába olyan neves művészek is bekapcsolódtak, mint Káplár Miklós, Toroczkai Oszvald, Félegyházi László, vagy a Debrecenben emlékmúzeummal is rendelkező Holló László festő- és Medgyessy Ferenc szobrászművész. A II. világháború után Debrecenben képzőművészeti szabadiskola alakult, amelynek tagjai közül több művész – Félegyházi László, Veress Géza, Dienes János, Holló László – kapott Munkácsy-díjat.
Régtől fogva fontos feladatot lát el a tehetségek felkarolásában, a művészpalánták képzésében a Medgyessy Képzőművészeti Kör és Stúdió a művészi munkára való felkészítés, a képzőművészeti nevelés, ízlésformálás révén. Bázisszerepe van e téren az amatőr képzőművészeti mozgalmaknak, amelyeken belül körök, stúdiók, alkotótáborok működnek.
A megye képzőművészei ma is rendszeresen, sikeresen szerepelnek helyi, országos és külföldi tárlatokon is. Hajdú-Bihar vármegye több országos jelentőségű tárlatnak is otthont ad. A tavaszi rendezvények elsősorban a Debreceni Országos Nyári Tárlatra való előkészületek jegyében kerülnek megrendezésre. Az amatőr és profi képzőművészek együttes bemutatkozásának a feltételeit biztosítja az ugyancsak fölöttébb rangos Megyei Őszi Tárlat.
A képzőművészek munkásságát számottevően segítik a művésztelepek, alkotótáborok. Közülük a legjelentősebb a több mint három évtizede működő Hajdúsági Nemzetközi Művésztelep Hajdúböszörményben, amely arra vállalkozott, hogy megújítja az alföldi festészet klasszikus hagyományait, közelítve az ábrázolási módot modern korunk szelleméhez. Már több mint két évtizedre múltra tekint vissza a Hortobágyi Téli Művésztelep (Alkotótábor) is. A társmegyei és -városi kapcsolatok révén a megye művészei bekapcsolódhatnak külföldi művésztelepek munkájába is (Potsdam, Kazimierz, Vilnius, Jyväskylä). Fátyol Zoltán festőművész hozta létre a Vámospércsi Művésztelepet, többnyire ma már Debrecenben élő, de onnan elszármazott művészek és új, tehetséges jelentkezők részvételével. Az 1992-től évente augusztusban megrendezendő Képzőművészeti Alkotóműhely Művésztelep mellett 1997-től Grafikai Alkotóműhelynek is otthont ad a település.

### Színház és zene

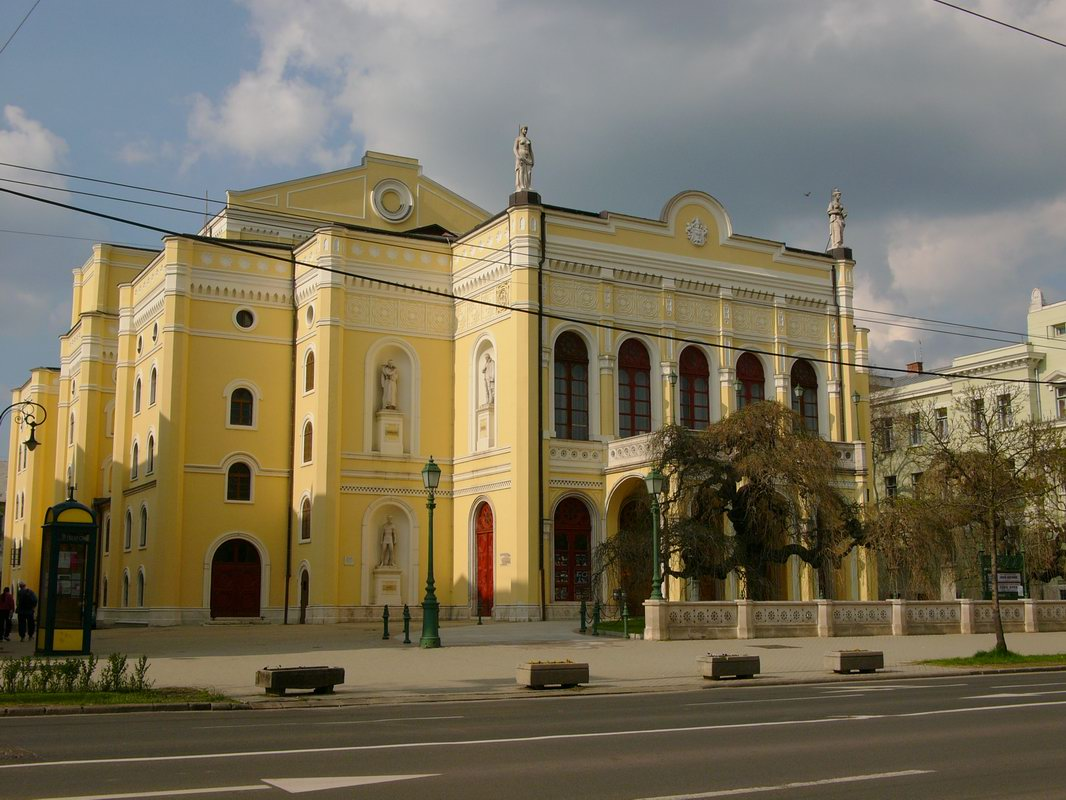
A debreceni Csokonai Színház

A kórus- és a zenei élet igazi csúcsát természetesen az olyan, az ország koncertéletében és nemzetközileg is elismert profi kórusok és zenekarok jelentik, mint a Gulyás György alapította, nemzetközi hírű Debreceni Kodály Kórus, vagy az ugyancsak jól ismert és népszerű MÁV Filharmonikusok Zenekara.
A megye kulturális, művészeti és művelődési életének kiemelkedő területe a színházi élet, amely tulajdonképpen Debrecenre koncentrálódik. A közelmúltban külső felújításon átesett Csokonai Színház impozáns épületében magas színvonalú előadások várják a színházkedvelő közönséget. A néptáncegyüttesek közül a Debreceni Népi Együttes és a Hajdú Táncegyüttes az ország legjobbjai közé tartoznak.
A megye országszerte jól ismert rendezvényei közül az immár több mint 40 alkalommal megrendezett Bartók Béla Nemzetközi Kórusversenyt és a több mint három évtizedes múltra visszatekintő Nemzetközi Katonazenekari Fesztivál és Debreceni Dzsessz Napok (a debreceni virágkarnevál kísérőrendezvényei).

## Nyelvjárás
A Hajdú-Bihar vármegyei hortobágyi nyelvjárás a Tisza–Körös-vidéki nyelvjárásterülethez tartozik, és főként az elszigeteltebb tanyákon és kisebb falvakban használják, míg a nagyobb városokban, mint Debrecen vagy Balmazújváros, már egyre ritkább. Ez a nyelvváltozat az í-zés és j-zés jellegzetességeiről ismert, amelyek sajátos fonetikai jegyeket kölcsönöznek neki.

### Fonetikai sajátosságok:
1. Í-zés: Az irodalmi nyelvben használatos é hangot gyakran í helyettesíti:
  - Példák: szíjjel (széjjel), rígen (régen), megnízheted (megnézheted).
  - Az í-zés még a birtokos személyragokban is megjelenik: létire (létére), keservit (keservét).
2. J-zés: A szó eleji l hang helyén gyakran j hallható:
  - Példa: jány (lány).
  - A ly betűvel jelölt j hang pedig l-re változik: válu (vályú), luk (lyuk).
3. O > ó, ő > ű változások: Az ó helyett ú, az ő helyett ű hang jelenik meg:
  - Példa: lú (ló), űneki (őneki).
4. Konszonánsok redukciója: Egyes mássalhangzók elmaradnak:
  - Példák: mán (már), hattál (hagytál).
  - Az ez-az mutatónévmásoknál a z hang is eltűnik: má (már).

### Lexikai eltérések:
Számos szókincsben meglévő különbség is jellemző a hortobágyi nyelvjárásra. Ezek gyakran egyedi, helyi jelentéssel bírnak:
- Gyarlandó – esendő.
- Kunéroz – ingerel.
- Cserény – vesszőkunyhó.
- Lesuvad – lezuhan.
- Vasaló – pásztorkunyhó.

### Kulturális jelentőség:
A nyelvjárás leírásában Móricz Zsigmond irodalmi munkássága kulcsszerepet játszik, különösen a Komor ló című novellában. Bár a korabeli nyelvészek kritizálták Móricz pontosságát, egyesek feltételezik, hogy eltérő kiejtési változatokat örökített meg. A hortobágyi pásztorok szűkszavúsága és szóhasználatának tömörsége erőteljesen tükröződik ebben a nyelvjárásban.

## Gasztronómia
A vármegye gasztronómiája a magyar Alföld hagyományos, laktató ételeit és pásztorételeit foglalja magában, melyek középpontjában a húsételek, a gazdag ízesítés és a bográcsos főzés állnak. Az itt élők konyhája a régió pásztorkultúrájának és mezőgazdasági hagyományainak öröksége, amelyet a helyi alapanyagok és a fűszerek gazdag használata határoz meg.

### Jellegzetes fogások:
1. Hajdúsági orjaleves: Ez az ízletes leves sertéscsontból és húsból készül, zöldségekkel gazdagon ízesítve, és általában friss kenyérrel tálalják.
2. Gulyásleves: A marhahúsból, burgonyából és zöldségekből készült, sűrű, fűszeres leves a térség egyik legismertebb étele.
3. Hortobágyi húsos palacsinta: Bár előételként is fogyasztják, laktató fogás lehet. A palacsintát darált hússal töltik meg, majd tejfölös paprikás szósszal öntik le.

### Főételek:
1. Debreceni töltött káposzta: Savanyú káposztából és fűszeres hústöltelékből készül, gyakran füstölt hús hozzáadásával.
2. Hortobágyi pecsenye: Sertés- vagy marhahúsból készül, bőségesen fűszerezve, és hagyományosan köretként főtt burgonyával vagy kenyérrel tálalják.
3. Pulykahúsok: Változatos módon készítik, gyakran sütve vagy töltve, helyi fűszerekkel gazdagítva.

### Pásztorételek:
1. Slambuc: A pásztorok ikonikus étele, amely szalonnából, krumpliból és lebbencstésztából készül bográcsban, és a lassú főzés során nyeri el egyedi ízét.
2. Birkapörkölt: Gazdagon fűszerezett, bográcsban főtt birkahúsos étel, melyet gyakran fesztiválokon is kínálnak.
3. Bográcsgulyás: A marhapörkölt szaftos változata, amely szintén szabadtűzön, bográcsban készül.

### Helyi különlegességek:
- Dübbencs: Juhtúróval töltött, kapros lepény, amely Debrecen és környékének egyik népszerű péksüteménye.

### Italok:
A helyi ételek mellé gyakran fogyasztanak szilva- és barackpálinkát, valamint száraz alföldi borokat, amelyek jól kiegészítik a gazdagon fűszerezett fogásokat.

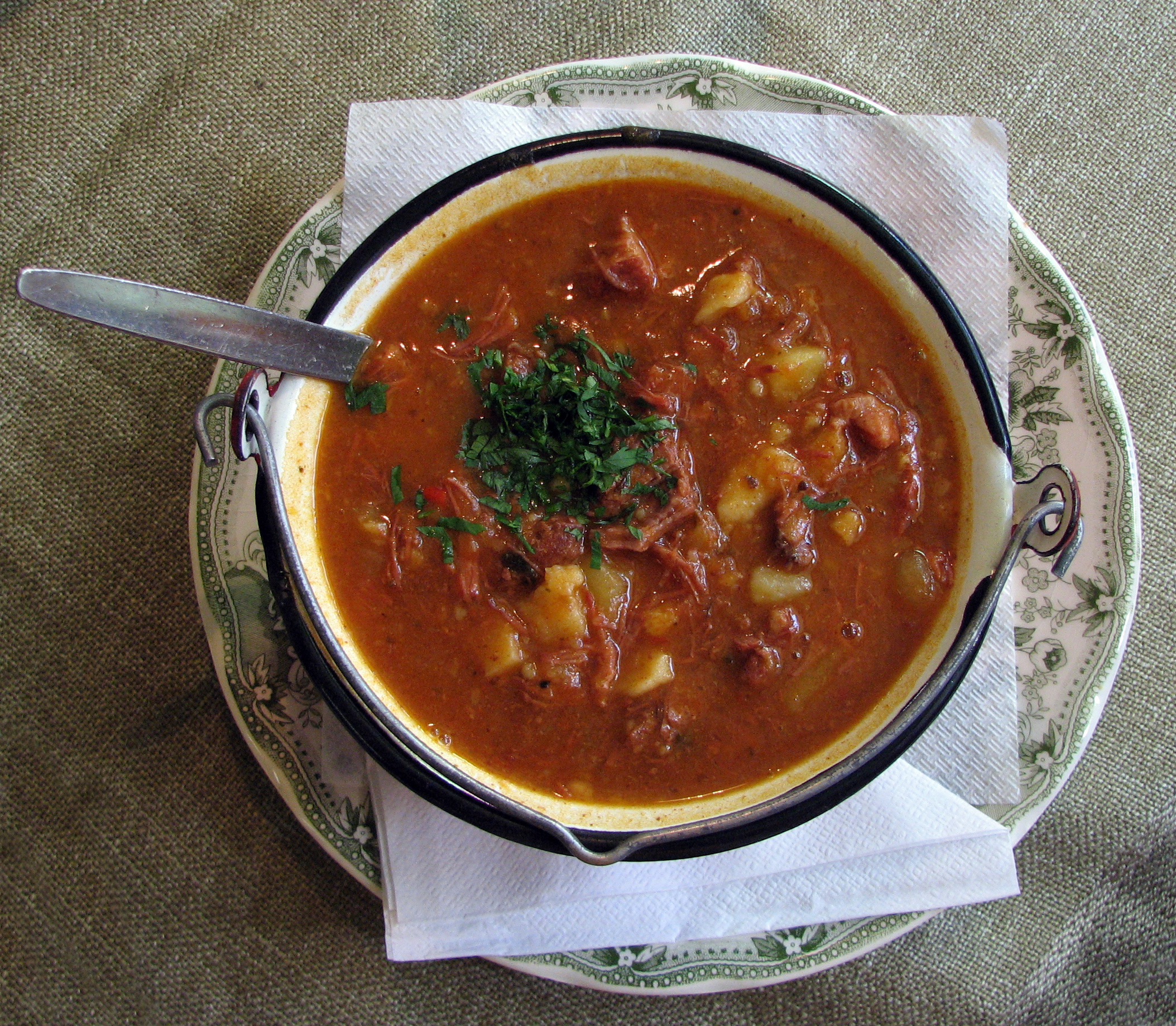
Gulyásleves
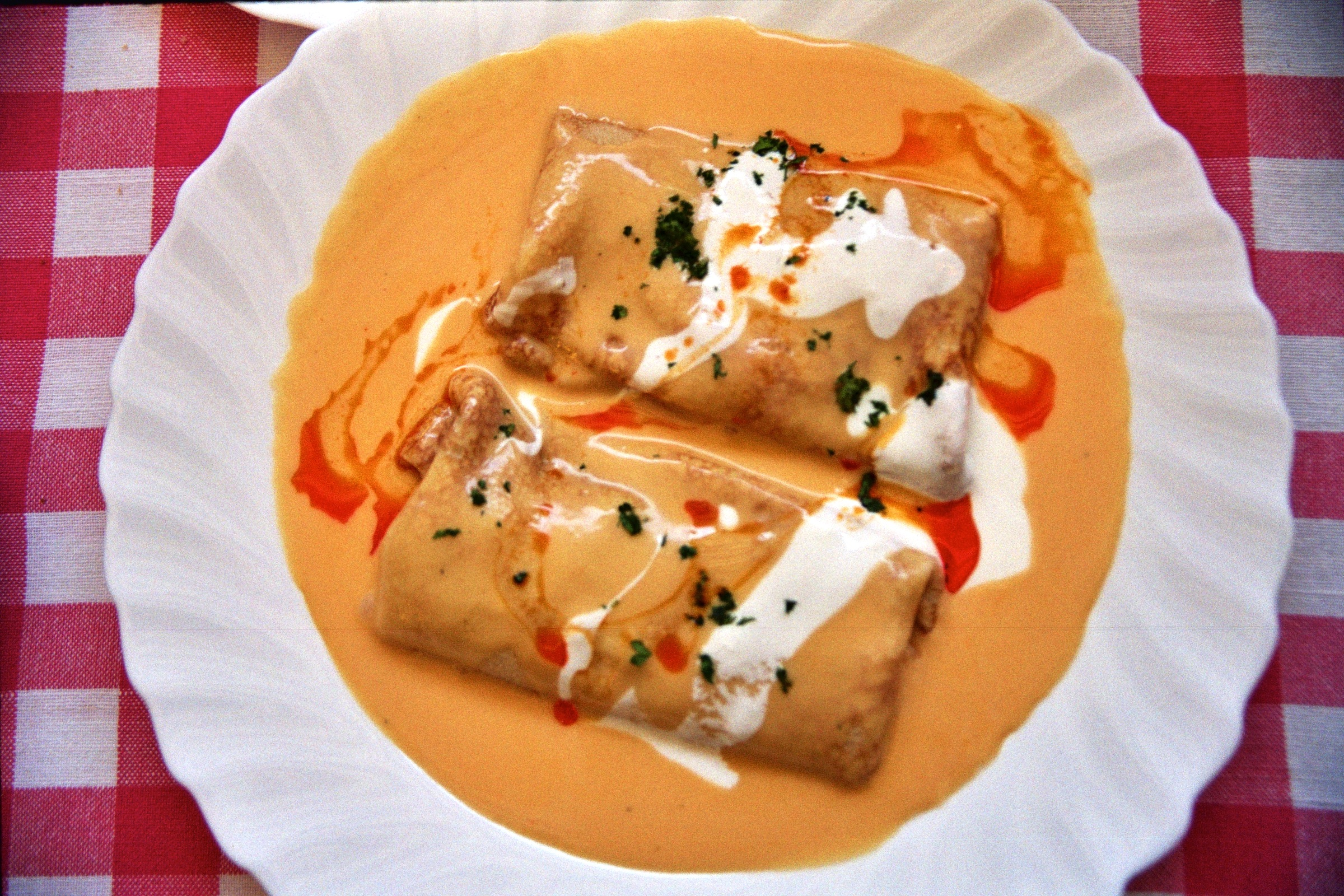
Hortobágyi palacsinta
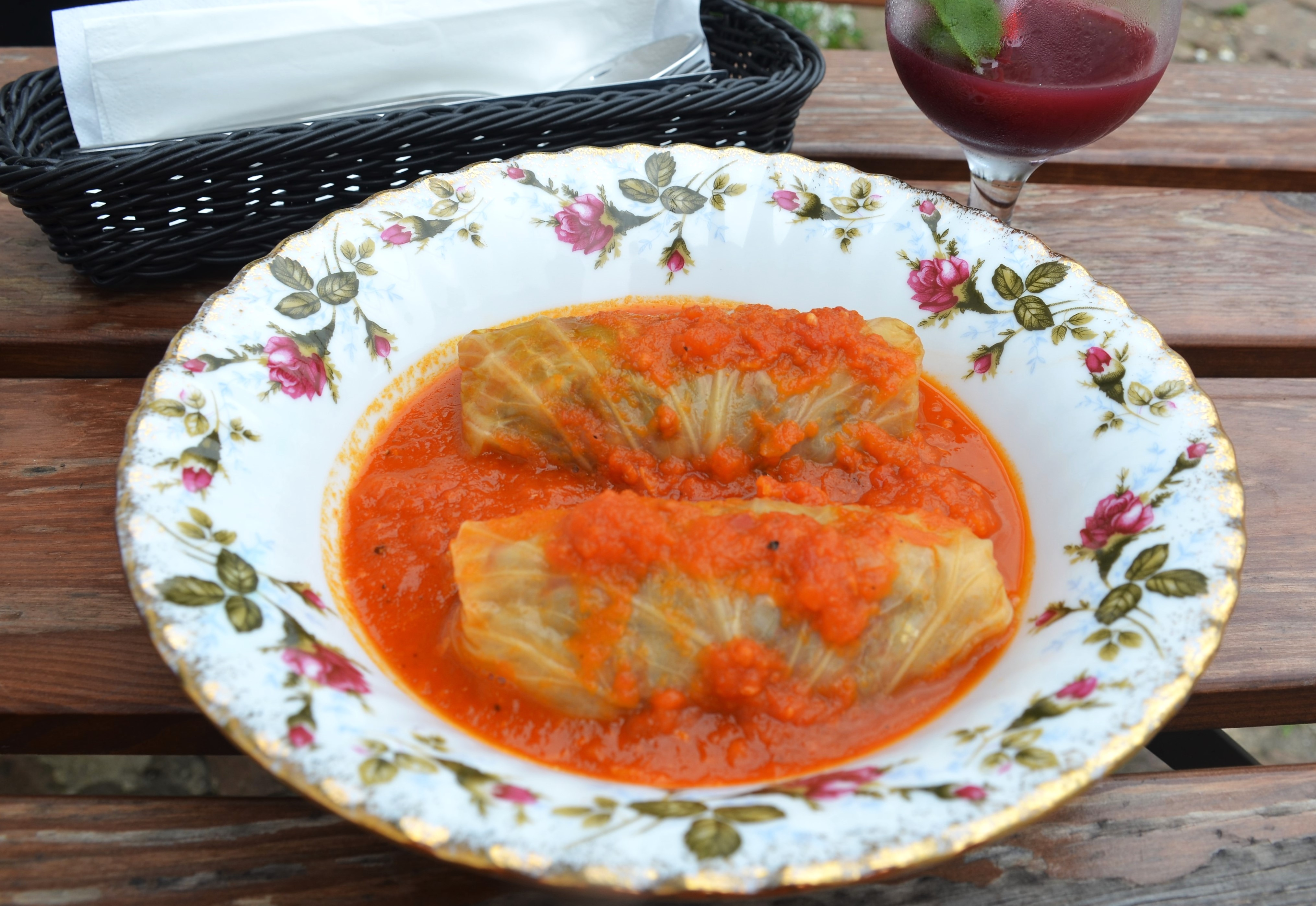
Töltött káposzta
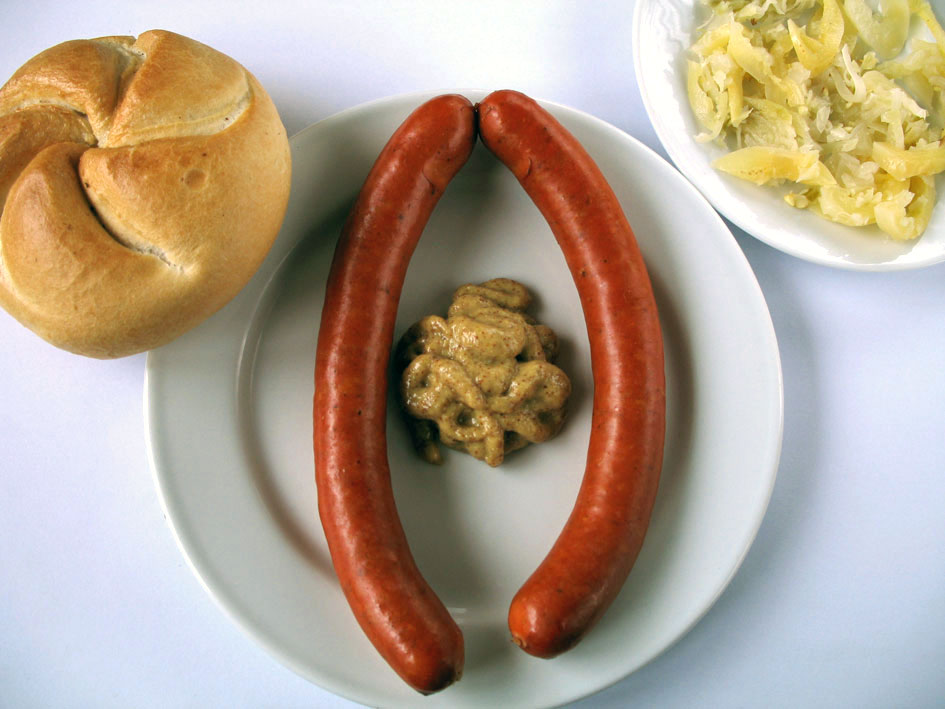
Debreceni kolbász

## Oktatás és köznevelés

### Felsőoktatás
A felsőoktatási rendszer központja a régióban a Debreceni Egyetem, amely 1538-as alapítása révén Magyarország egyik legrégebbi és legnagyobb egyeteme. Az intézmény számos tudományterületen kínál képzést, beleértve az orvostudományt, a jogot, a közgazdaságtant, az informatikát, és a bölcsészettudományokat. Az egyetem jelentős kutatási központként is működik, szoros kapcsolatot tartva a helyi iparral és nemzetközi partnerekkel.

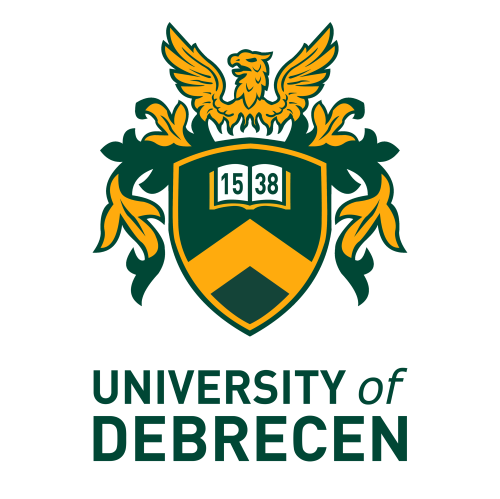
Az 1538-ban alapított Debreceni Egyetem

Az egyetem campusai modern infrastruktúrával rendelkeznek, különösen az orvosi kar, amely nemzetközi hallgatókat is vonz. Az oktatási programok mellett az egyetem kiemelkedő kulturális és sportéletet biztosít a diákok számára, ami hozzájárul a város dinamikus közösségi életéhez.

### Középiskolák
Középfokú oktatási rendszere jelentős múltra tekint vissza, és széles körű lehetőségeket kínál a diákoknak, beleértve a gimnáziumokat, technikumokat és szakképző iskolákat. A vármegyében található középiskolák változatos képzéseket nyújtanak, amelyek magukban foglalják az általános gimnáziumi oktatást, a művészeti szakgimnáziumokat, valamint a műszaki és gazdasági irányultságú technikumokat is.
Debrecenben, a régió központjában, több neves gimnázium található, mint például a Debreceni Fazekas Mihály Gimnázium és a Tóth Árpád Gimnázium, amelyek magas színvonalú képzést kínálnak, különösen természettudományi és nyelvi területeken. Ezek az intézmények a központi írásbeli vizsga eredményei alapján választják ki diákjaikat. A gimnáziumok mellett a technikumok is kiemelkedő szerepet játszanak a régió szakképzésében, mint például a Debreceni Szakképzési Centrum intézményei, amelyek modern technológiai és gazdasági képzéseket nyújtanak.
A felvételi rendszerek iskolánként eltérőek: egyes gimnáziumok csak az általános iskolai eredményeket veszik figyelembe, míg mások központi írásbeli és szóbeli vizsgákat is tartanak. Egyes speciális iskolák, mint például a Napraforgó Waldorf Gimnázium, eltérő oktatási filozófiát követnek, és alternatív pedagógiai módszereket alkalmaznak, központi írásbeli vizsga nélkül.

### Általános iskolák
Hajdú-Bihar vármegyében az általános iskolák jelentős szerepet töltenek be a régió oktatási rendszerében, amely magában foglalja mind a hagyományos, mind a különleges nevelési igényű tanulók oktatását. Debrecen és más városok kiemelkedő iskolákkal rendelkeznek, például az Epreskerti Általános Iskola és az Árpád Vezér Általános Iskola, amelyek modern pedagógiai módszereket alkalmaznak, és kiemelt figyelmet fordítanak a tehetséggondozásra és a nyelvi képzésre.
A megyében működnek speciális nevelési intézmények is, mint például a Dr. Molnár István Egységes Gyógypedagógiai Módszertani Intézmény Hajdúböszörményben. Ez az intézmény a sajátos nevelési igényű gyermekek számára biztosít fejlesztést óvodás kortól egészen a készségfejlesztő iskolai szintig. Az intézmény egyik fontos feladata az autizmussal élő gyermekek oktatása, valamint a tanulásban akadályozott diákok egyéni haladási ütemének támogatása. Emellett utazó gyógypedagógusi hálózatot működtetnek, amely segíti az integrációt a megye különböző iskoláiban.
Az általános iskolák nagy hangsúlyt fektetnek a hagyományőrzésre és a helyi közösségek értékeinek átadására. A települések többségében állami fenntartású iskolák működnek, de jelentős a vallási fenntartású intézmények szerepe is, mint például a Szent János Katolikus Általános Iskola. Az oktatás célja a diákok szociális és tanulmányi fejlődésének támogatása, miközben a tanulók korszerű oktatási környezetben részesülnek.

## Sport
Az ezredfordulóhoz közeledve, a sportélet fellendítésének céljából jelentős beruházások segítették a megfelelő sportlétesítmények létrehozását. A vármegye s annak székhelye így a sportolók és sportot kedvelők számára is jelentős célállomás lett. 2001-ben Debrecen adott otthont az ifjúsági atlétikai világbajnokságnak. Ehhez hasonló rangos esemény volt a 2002-es tornász világbajnokság is, amelyet az eseményre épített városi sportcsarnokban, a Főnix sportcsarnokban rendeztek meg. A vármegyét és Debrecent egyre inkább úgy ismeri meg a nemzetközi közvélemény, mint a sportnak elkötelezett vendégszerető várost, ami sokban hozzájárul a sportturizmus élénkítéséhez is.
A Hajdú-Bihar Vármegyei Önkormányzat a sporttörvény rendelkezései szerint kötelező feladatként gondoskodik a vármegye testnevelési, sportszervezési feladatairól. A kötelező feladatok között a legfontosabb és legnagyobb terület a sportági szakszövetségek területe öleli fel. A vármegyében 29 sportági szakszövetség működik. Az önkormányzat a szakszövetségeket 2001. október 1-jétől a debreceni Oláh Gábor utcai sportlétesítményében helyezte el. A szakszövetségek működésének segítése, támogatása anyagi és egyéb kedvezmények nyújtásában nyilvánul meg.
2001 februárjától sportösztöndíj segítségével a vármegyében sportoló versenyzők, illetve tanulmányaikat itt folytató fiatalok anyagi támogatást kapnak. A sportösztöndíjasok között vármegyénk kimagasló élsportolói különböző sportágakban – atlétika, triatlon, tollaslabda, cselgáncs, gyorskorcsolya – megtalálhatók.
Az MLSZ minden évben megszervezi Hajdú-Bihar vármegye focicsapatai közt a megye 1, a megye 2, és a megye 3 osztályú labdarúgó bajnokságot.

## Infrastruktúra és közlekedés

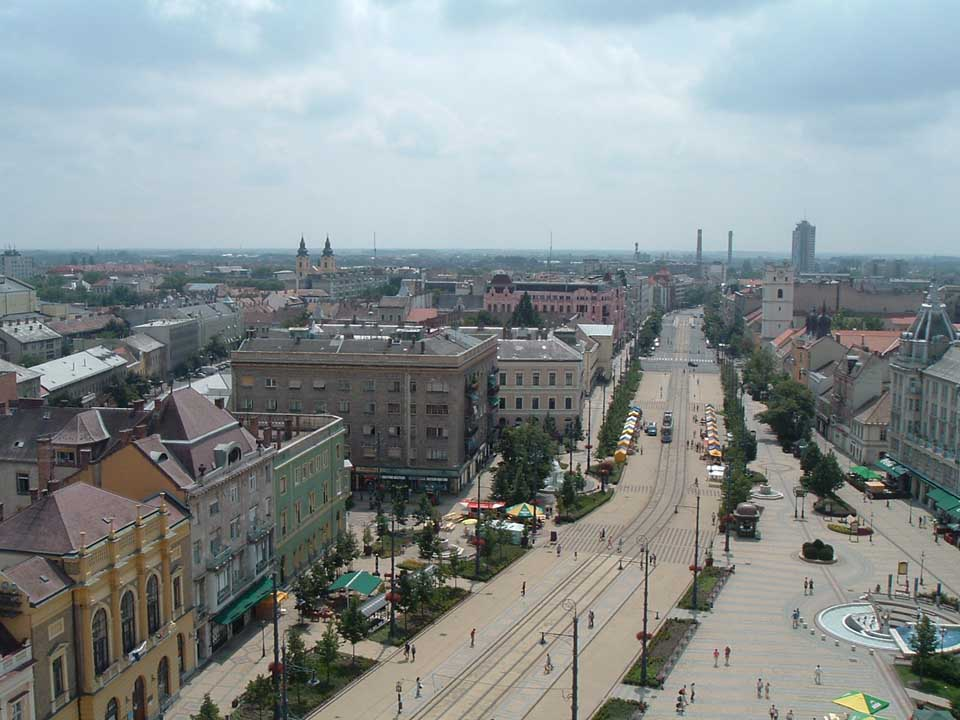
Debrecen a Nagytemplom tornyából

A megye fontos közvetítő terület a keleti és nyugati nemzetközi kapcsolatokban. A tranzitszerep meghatározó a közúti és vasúti közlekedésben.

### Közúti közlekedés
A megye közúton a 4, 33, 35, 42, 47-es fő közlekedési utakon érhető el, az M3-as autópályán Görbeházáig, valamint az M35-ös autópályán Berettyóújfaluig. Átadás előtt áll az M4 autópálya 26,7 km-es országhatárig tartó szakasza. A megye 1511 km-es állami közúthálózatában az I. és II. rendű utak hossza 396 km, az összekötő-, bekötő-, vasútállomási-, és egyéb utaké 1115 km. Az utakon 122 db híd található, amelyek hossza az országos átlagtól több, a szerkezeti hosszak, az áthidalások nagyok. Leghosszabb hídja az M4-es autópályán Nagykereki mellett létesült a 376,40 m hosszú Dusnok-patak feletti felüljáró néven. Közúti határátkelők Románia felé Ártándon, Létavértesen és Nyírábrányban találhatók.

#### Autópályák
| Út | Európai út | Érintett települések, nagyobb kereszteződések   | Hossz  | Térkép |
| -- | ---------- | ----------------------------------------------- | ------ | ------ |
|    |            | Görbeháza (M35)                                 | 269 km |        |
|    |            | Görbeháza (M3) – Debrecen – Berettyóújfalu (M4) | 67 km  |        |

#### Főútak
| Út | Érintett települések                                                                     | Hossz  | Térkép |
| -- | ---------------------------------------------------------------------------------------- | ------ | ------ |
|    | Püspökladány – Kaba – Hajdúszoboszló – Ebes – Debrecen – Hajdúhadház                     | 352 km |        |
|    | Hortobágy – Debrecen                                                                     | 111 km |        |
|    | Polgár – Görbeháza – Pród – Hajdúböszörmény – Józsa – Debrecen                           | 86 km  |        |
|    | Polgár – Újtikos                                                                         | 50 km  | –      |
|    | Püspökladány – Báránd – Tetétlen – Földes – Berettyóújfalu – Mezőpeterd – Biharkeresztes | 59 km  |        |
|    | Debrecen – Vámospércs – Bagamér – Nyírábrány                                             | 30 km  | –      |
|    | Debrecen – Hajdúhadház                                                                   | 12 km  | –      |
|    | Debrecen – Hajdúsámson – Nyíradony                                                       | 73 km  |        |

### Vasúti közlekedés
Hajdú-Bihar vármegye vasúton a 100-as Budapest-Szolnok-Debrecen-Nyíregyháza-Záhony fővonalon érhető el. Debrecen vasúti hálózattal az egyik legjobban ellátott csomópont az országban, a fő-, és mellékvonalak hálózata a megye területét jól lefedik. A megyeszékhelyet 8 vasútvonal köti össze a megye településeivel, amelyek közül öt egyben a szomszédos országok elérhetőségét biztosítja. A vasútvonalak sok helyütt közel párhozamosak a kiágazó közutak nyomvonalával.
A MÁV a fővonalakon IC, gyors-, sebes- és személyvonatokat közlekedtet, a mellékvonalakon személyvonatok közlekednek. A közúti-vasúti szintbeni kereszteződések száma a megyében 333, amelyből 269 országos közforgalmú vonalon, míg 64 iparvágányon található. 130 keresztezés fény-, teljes-, ill. fény/fél sorompóval biztosított.
A megye két nemzetközi vasúti határállomása Biharkeresztes és Nyírábrány. Biharkeresztesen növény-, és állategészségügyi kirendeltség is működik, míg Nyírábrányban csak korlátozott növény-egészségügyi forgalom engedélyezett. Mindkét határátkelőn vámkezelési és egyéb szállítmányozási tevékenység lehetséges.

### Légi közlekedés
A Debreceni nemzetközi repülőtér tulajdonosa a Debrecen Megyei Jogú Város Önkormányzata, üzemeltetője a Debrecen-Airport Kft. A repülőtér fontos beruházásokat igényel, amelyek közül az ILS rendszer kiépítésére 2003. évben kerül sor. A repülőtér működése fontos katalizátorként hat Debrecen és a megye fejlődésére, az igényes turizmus, valamint a régió gyógy-idegenforgalmának növekedésére.

### Vízi közlekedés
A vármegyét a Tisza folyó, mint természetes megyehatár két rövid szakaszon érinti. Egyrészt Polgárnál, ahol vasúti és közúti híd biztosítja az átmenő forgalmat, másrészt Tiszacsegénél, ahol menetrendszerű kompjárat közlekedik Tiszacsege és Ároktő között. A többi folyó- és állóvizünk esetében csak – a hajózási előírások mellett – magáncélú hajózásról, valamint a Tisza-tavon vízi sport-eszközök használatáról beszélhetünk.

### Határátkelők
- Nyírábrány – Érmihályfalva
- Létavértes – Székelyhíd
- Ártánd – Bors

## Turizmus

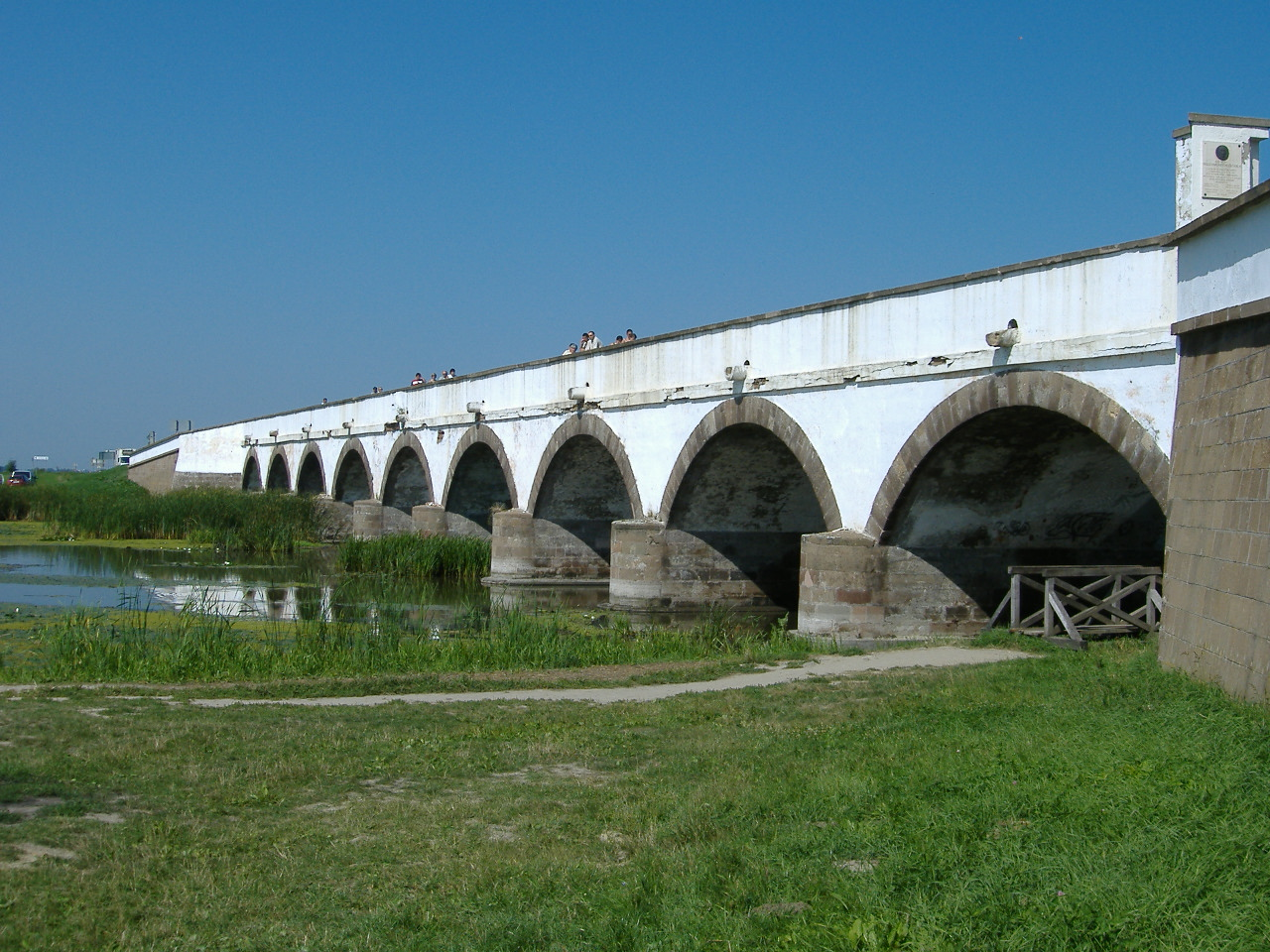
A hortobágyi kilenclyukú híd

A megye természeti adottságai bőséges kínálatot nyújtanak a zöldturizmus, lovaglás, horgászat és kerékpározás kedvelőinek. A kedvező éghajlat, a rövid tavasz és a hosszú, napsütéses ősz a természetjárásnak nyújt lehetőséget. A megye természeti adottságai viszonylag kevés környezeti károsodással terheltek.
A vármegye számos műemlékkel rendelkezik (203 országosan védett műemlék, amelyből 72 Debrecenben található), melyek a történeti értékük mellett fontos részei a térségturisztikai vonzerejének. A Hortobágy természeti értékei, néprajzi emlékei és pásztorhagyományai révén nemzetközileg is ismert.
A megye legnagyobb vonzerejét ezenkívül a gazdag termál- és gyógyvízkincsre települt strandok és gyógyfürdők, (Hajdúszoboszló, Debrecen, Hajdúnánás) és termálfürdők (Püspökladány, Hajdúböszörmény, Hajdúdorog, Nádudvar, Berettyóújfalu, Balmazújváros, Földes, Kaba, Komádi, Polgár, Tiszacsege) adják.

### Nevezetességek
A műértők és a laikusok számára egyaránt érdekesek és értékesek a kurgánok, a régi temetkező helyek, az Árpád-kori templomromok (herpályi, zeleméri, gúti). Országos és külföldi ismertségűek Debrecenben a Református Nagytemplom, az egyházi épületek, a Megyeháza, a Városháza, a Ravatalozó, az Aranybika Szálloda, az Egyetem, a Déri Múzeum, a Hortobágyon a kilenclyukú híd, a Nagycsárda, a Pásztormúzeum, Monostorpályiban a tubusmagtárak, Nagykerekiben a Bocskai-vár, Nyíracsádon a református templom, Püspökladányban a Szent Ágota híd.

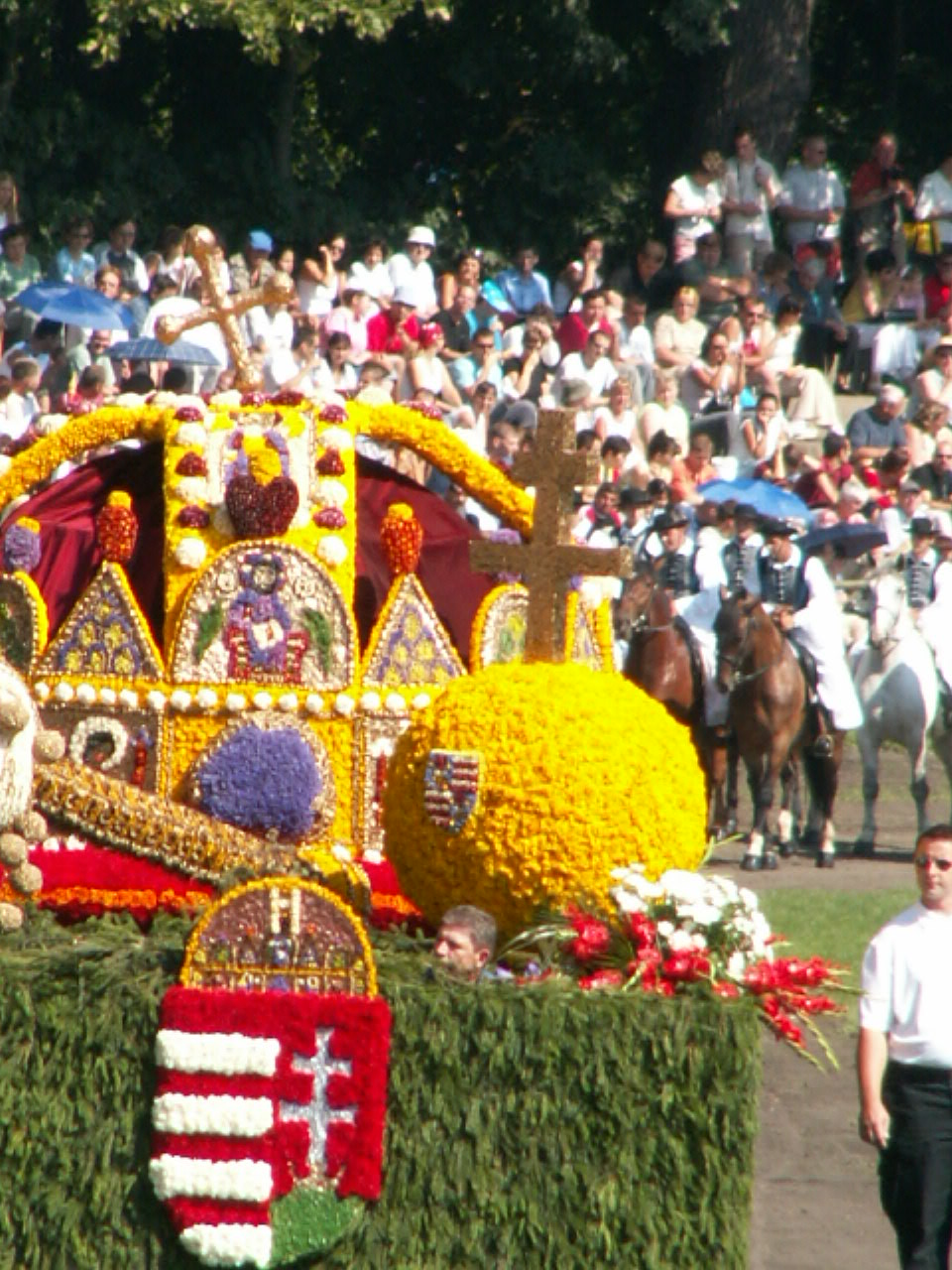
A debreceni virágkarnevál

### Rendezvények
Kiemelkedő látnivalót jelentenek az évenként megrendezett hagyományos nagyrendezvények: a Hortobágyi Lovasnapok és a Hídivásár, valamint a Debreceni virágkarnevál és ennek kísérőrendezvényei, a Nemzetközi Katonazenekari Fesztivál és a Debreceni Dzsessz Napok.
Lásd még:
- Hajdú-Bihar vármegye turisztikai látnivalóinak listája
- Észak-Alföld turisztikai régió, Tisza-tó turisztikai régió
- Hajdú-Bihar vármegyei múzeumok listája
- Hajdú-Bihar vármegyei kulturális programok listája

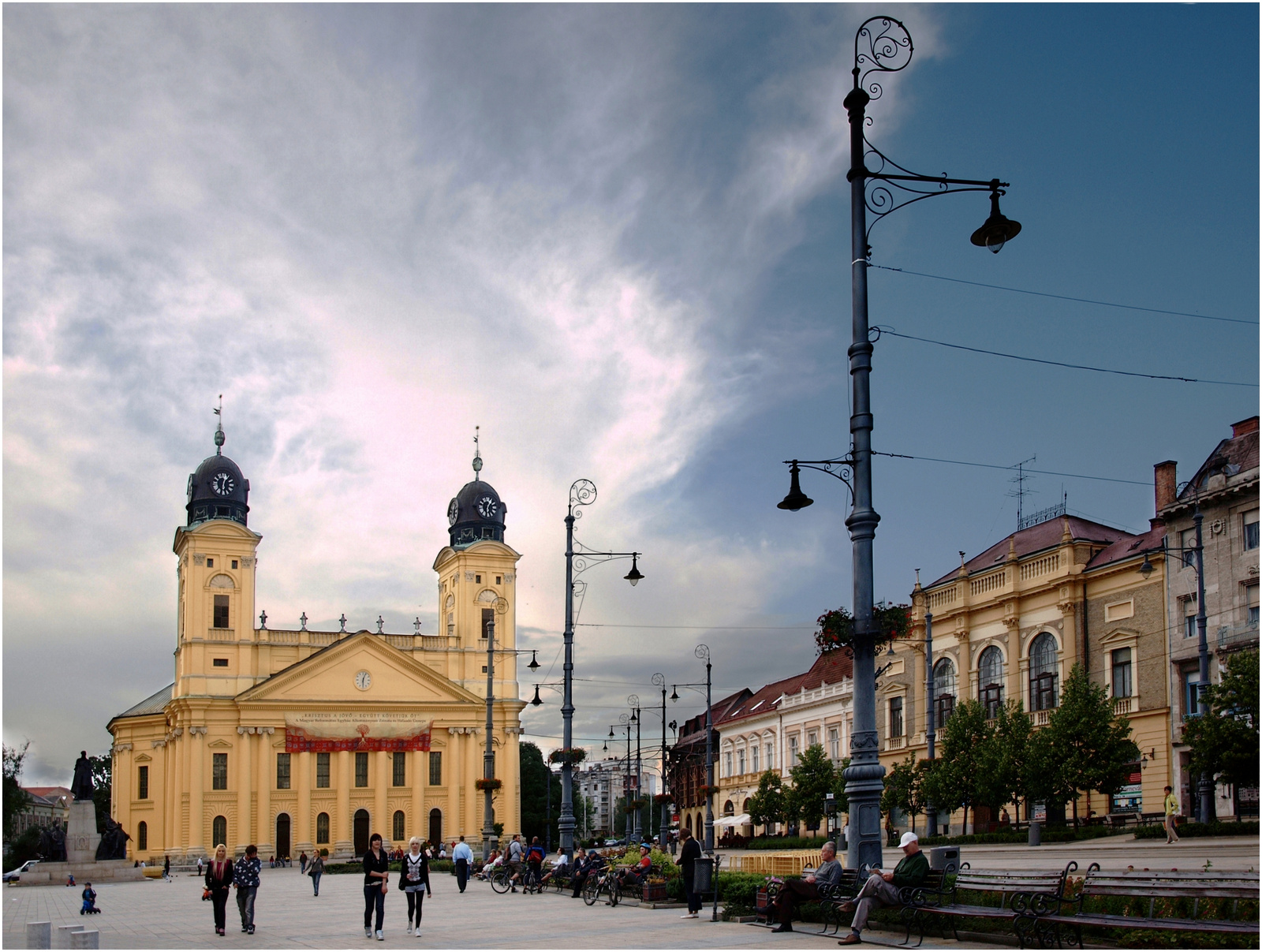
Debrecen, a vármegyeszékhely
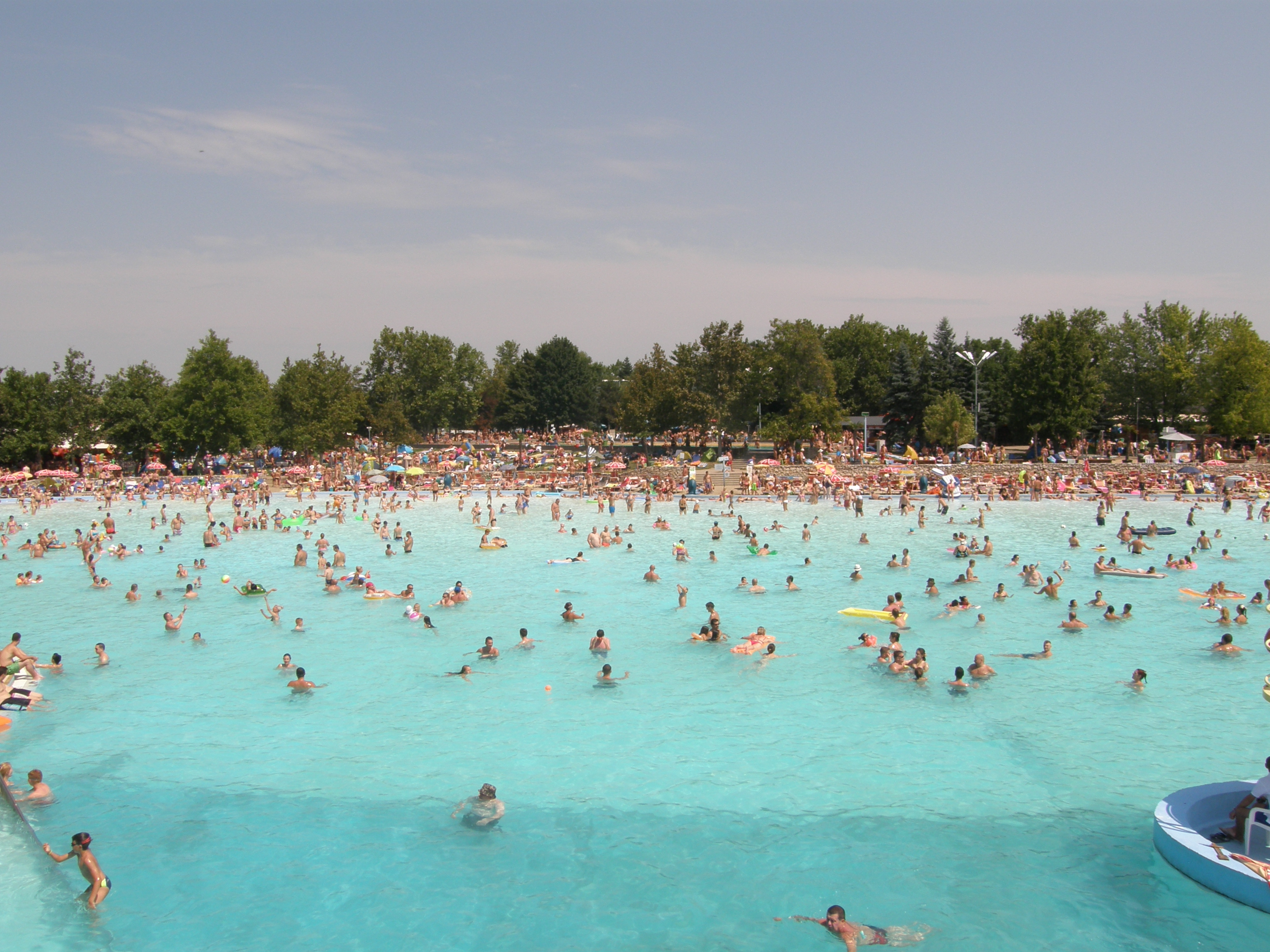
A világszerte híres gyógyfürdő Hajdúszoboszlón
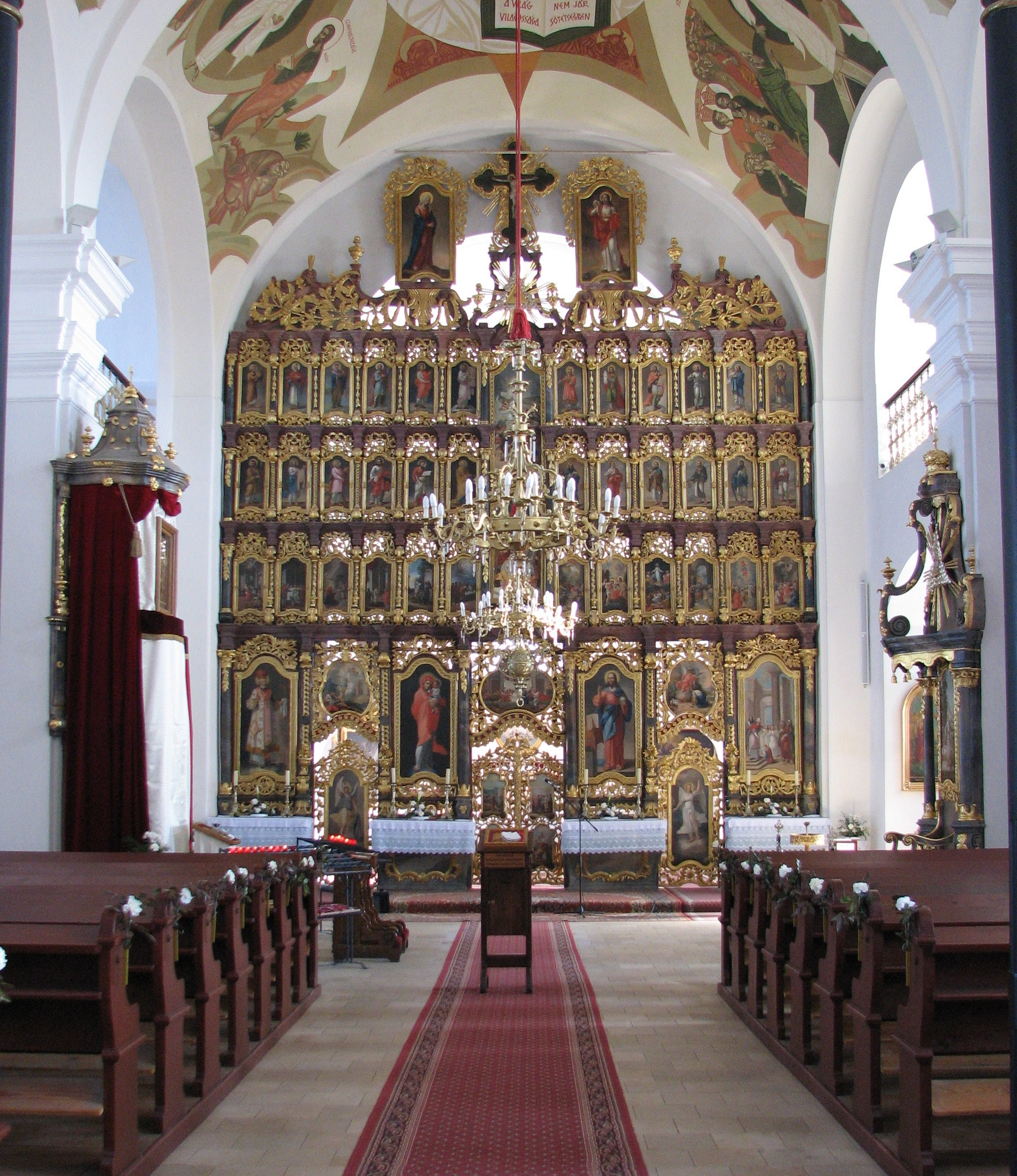
A hajdúdororgi székesegyház főoltára
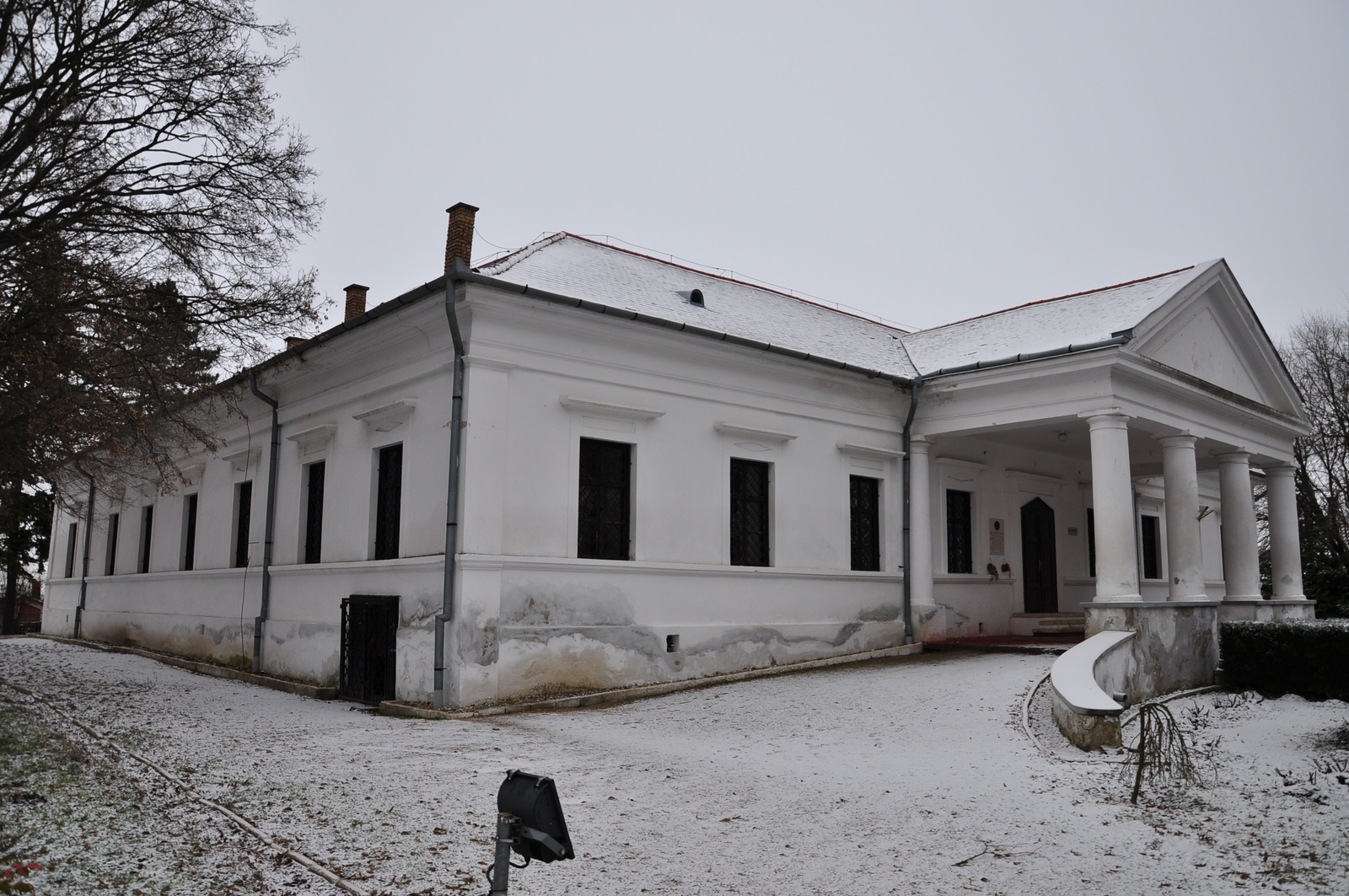
A Bocskai-vár Nagykerekiben
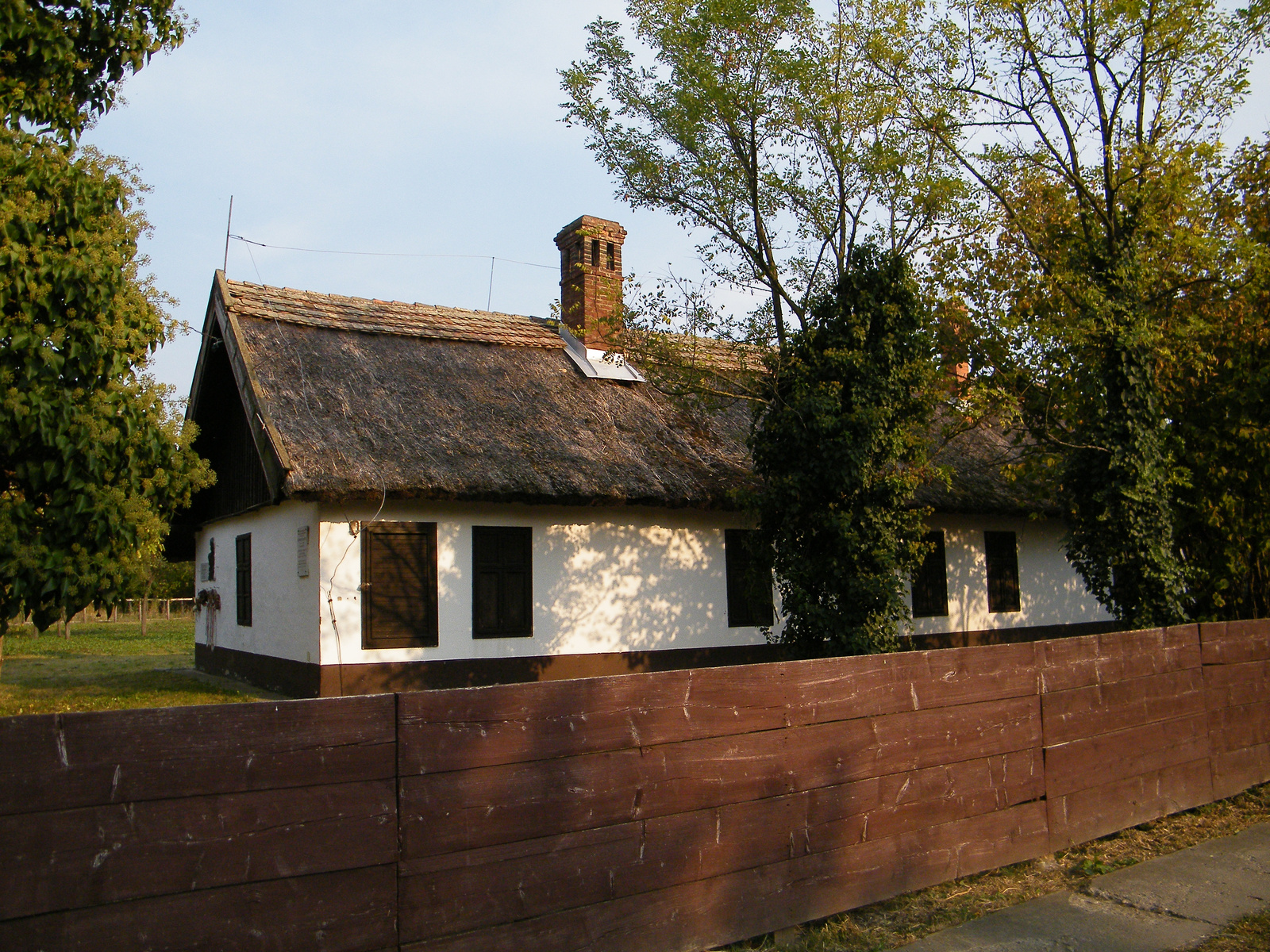
Hagyományos parasztház Biharnagybajomon
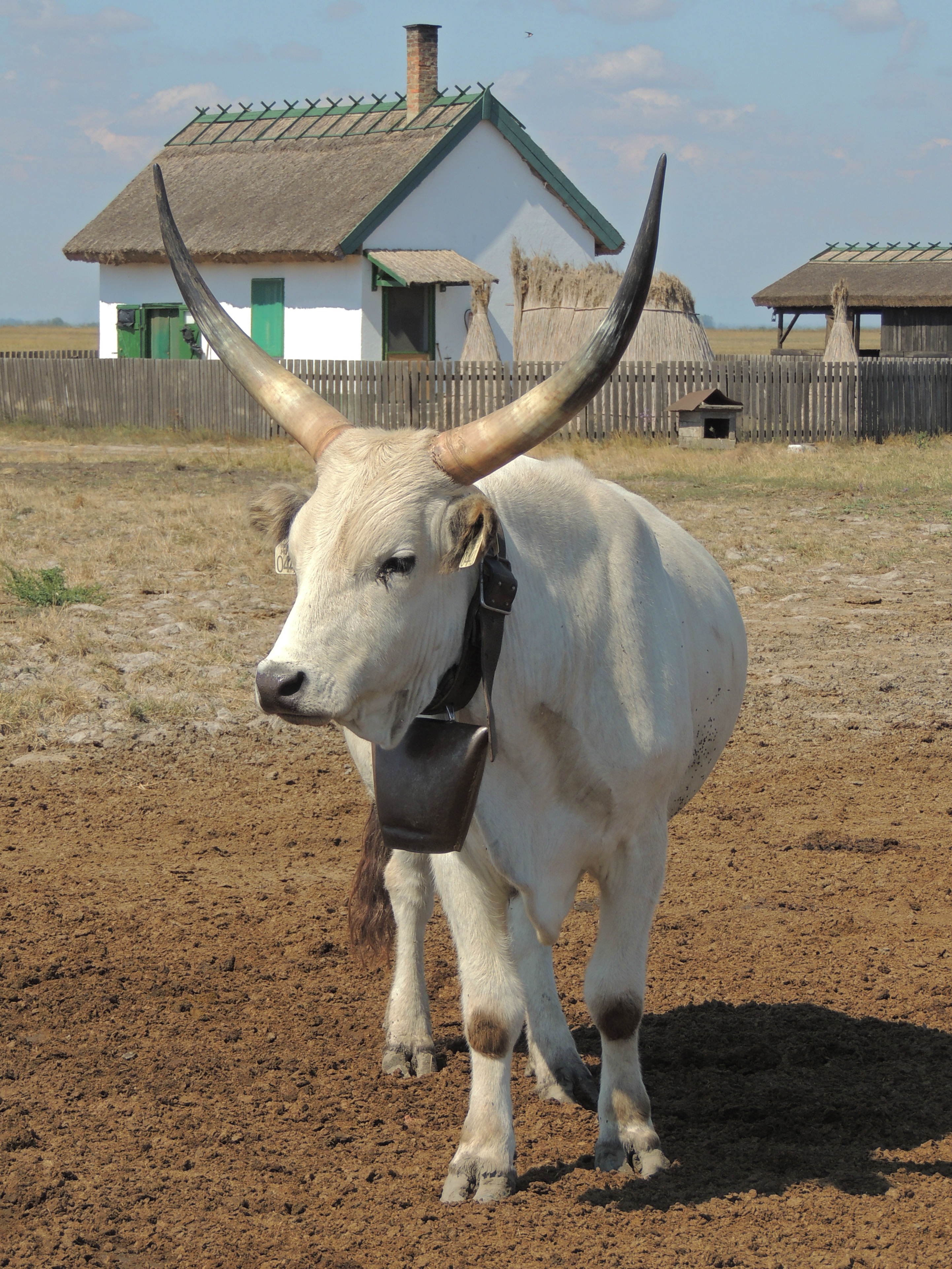
Magyar szürke szarvasmarha a Hortobágyon
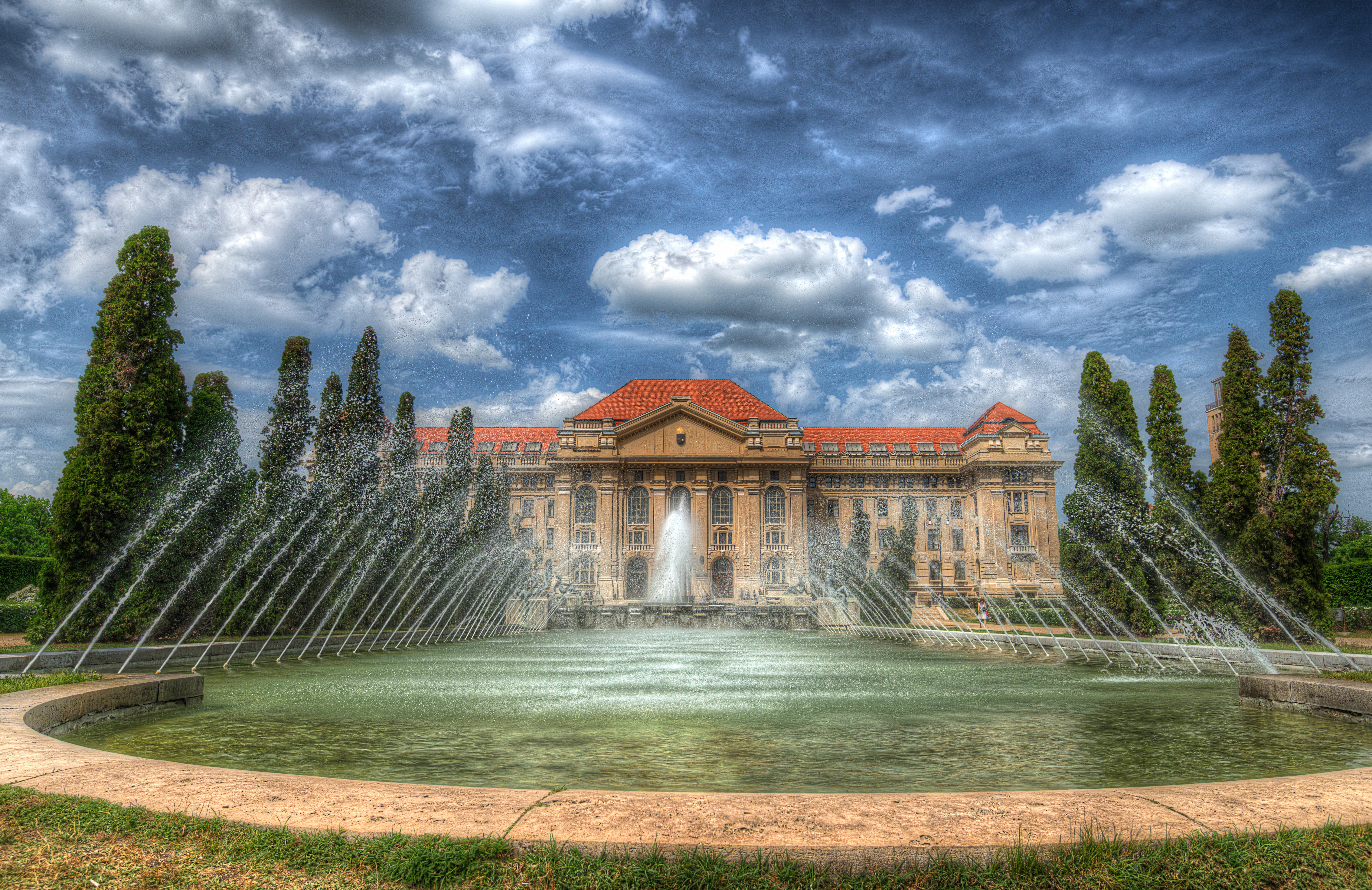
Az 1538-ben alapított Debreceni Egyetem főépülete

## Híres szülöttei
- Fazekas Mihály (Debrecen, 1766. január 6. – Debrecen, 1828. február 23.) költő, a Lúdas Matyi szerzője
- Csokonai Vitéz Mihály (Debrecen, 1773. november 17. – Debrecen, 1805. január 28.) a magyar felvilágosodáskori irodalom egyik legjelentősebb költője
- Újházi Ede (Debrecen, 1841. január 28. – Budapest, 1915. november 5.) színész, az Újházi-tyúkleves atyja
- Ambrus Zoltán (Debrecen, 1861. február 22. – Budapest, 1932. február 28.) író, kritikus, MTA tag
- Sarkadi Imre (Debrecen, 1921. augusztus 13. – Budapest, 1961. április 12.) Kossuth-díjas és háromszoros József Attila-díjas író, újságíró, dramaturg
- Tardos Péter (Berettyóújfalu, 1924. augusztus 15. – Budapest, 1984. október 25.) magyar újságíró, zeneszerző, dalszövegíró, humorista, rádiós-televíziós szerkesztő
- Makk Károly (Berettyóújfalu, 1925. december 22. – Budapest, 2017. augusztus 30.) magyar színész, rendező
- Soós Imre (Balmazújváros, 1930. február 12. – Budapest, 1957. június 20.) Jászai Mari-díjas magyar színész
- Szűrös Mátyás (Püspökladány, 1933. szeptember 11. –) magyar politikus, diplomata, az MSZMP vezető politikusa, az Országgyűlés elnöke, a Magyar Köztársaság ideiglenes köztársasági elnöke, országgyűlési képviselő
- Pécsi Ildikó (Polgár, 1940. május 21. – Gödöllő, 2020. december 5.)  Kossuth- és Jászai Mari-díjas magyar színművésznő, rendező, érdemes és kiváló művész, a Halhatatlanok Társulatának örökös tagja, országgyűlési képviselő
- Lendvai Ildikó (Debrecen, 1946. július 20. –) politikus, az MSZP volt elnöke
- Hadházi László (Debrecen, 1964. február 10. –) Karinthy-gyűrűs humorista, színész
- Kósa Lajos (Debrecen, 1964. március 14. –) politikus, Debrecen polgármestere, a Fidesz alelnöke
- Váradi József (Debrecen, 1965. szeptember 21. –) a Wizz Air diszkont légitársaság vezérigazgatója és részvényese
- Csuja Imre (Hajdúnánás, 1960. július 11. –) színész, szinkronszínész
- Balázs Klári (Debrecen, 1952. augusztus 6. –) énekesnő
- Tóth Imre (művésznevén: Bruti) (Debrecen, 1970. március 11. –) magyar humorista, dalszerző, zenész, műsorvezető
- Fésűs Nelly (Debrecen, 1971. december 15. –) musicalszínésznő
- Gervai Péter (Debrecen, 1972. január 7. –) a magyar Wikipédia alapítója
- Schell Judit (Debrecen, 1973. április 16. –) Jászai Mari-díjas színésznő
- Gombos Edina (Debrecen, 1976. november 30. –) műsorvezető
- Baumgartner Zsolt (Debrecen, 1981. január 1. –) autóversenyző, az első magyar Formula–1-es pilóta
- Dzsudzsák Balázs (Debrecen, 1986. december 23. –) magyar válogatott labdarúgó
- Kapás Boglárka (Debrecen, 1993. április 22. –) olimpiai bronzérmes úszó
- Keszthelyi Vivien (Debrecen, 2000. december 7. –) háromszoros túraautó bajnok autóversenyző, az Audi Sport Racing Academy tagja. Minden idők legfiatalabb női versenyzője a nemzetközi GT4-es bajnokságok történetében, aki dobogós helyen zárta a szezont

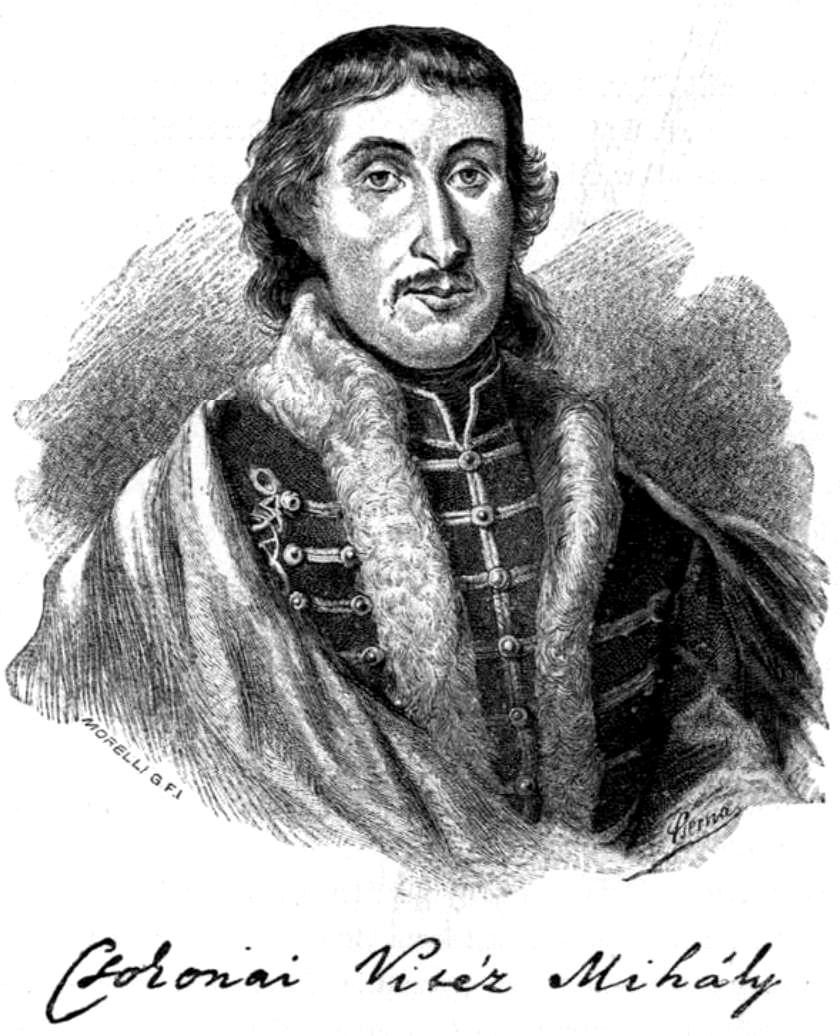
Csokonai Vitéz Mihály
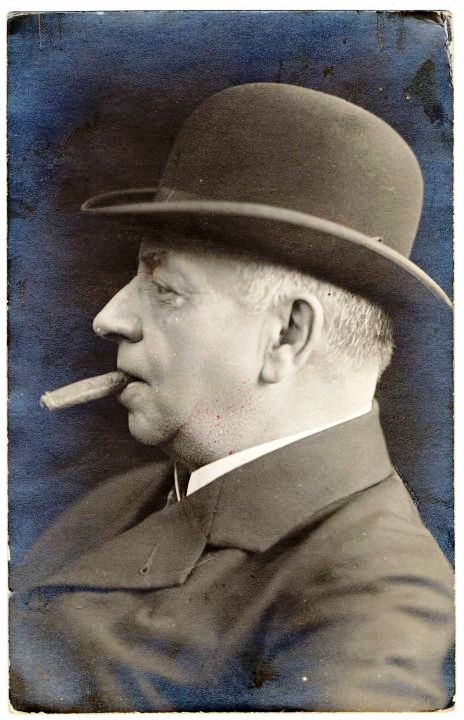
Újházi Ede
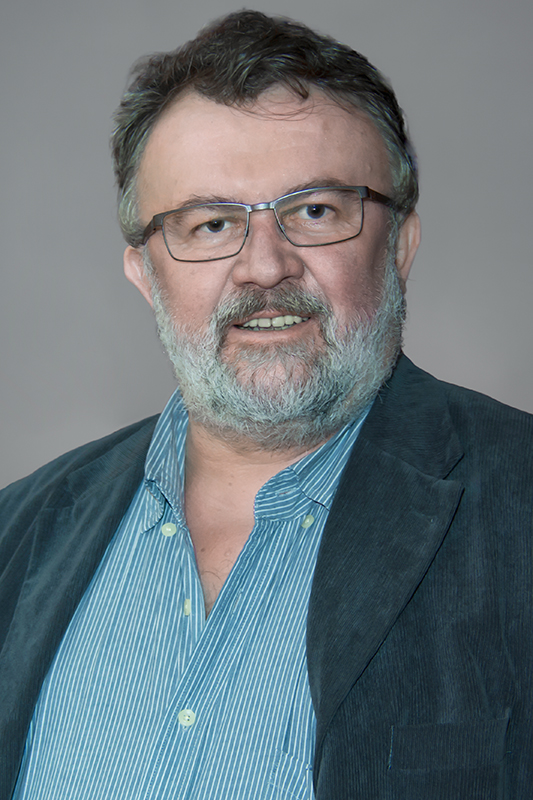
Csuja Imre
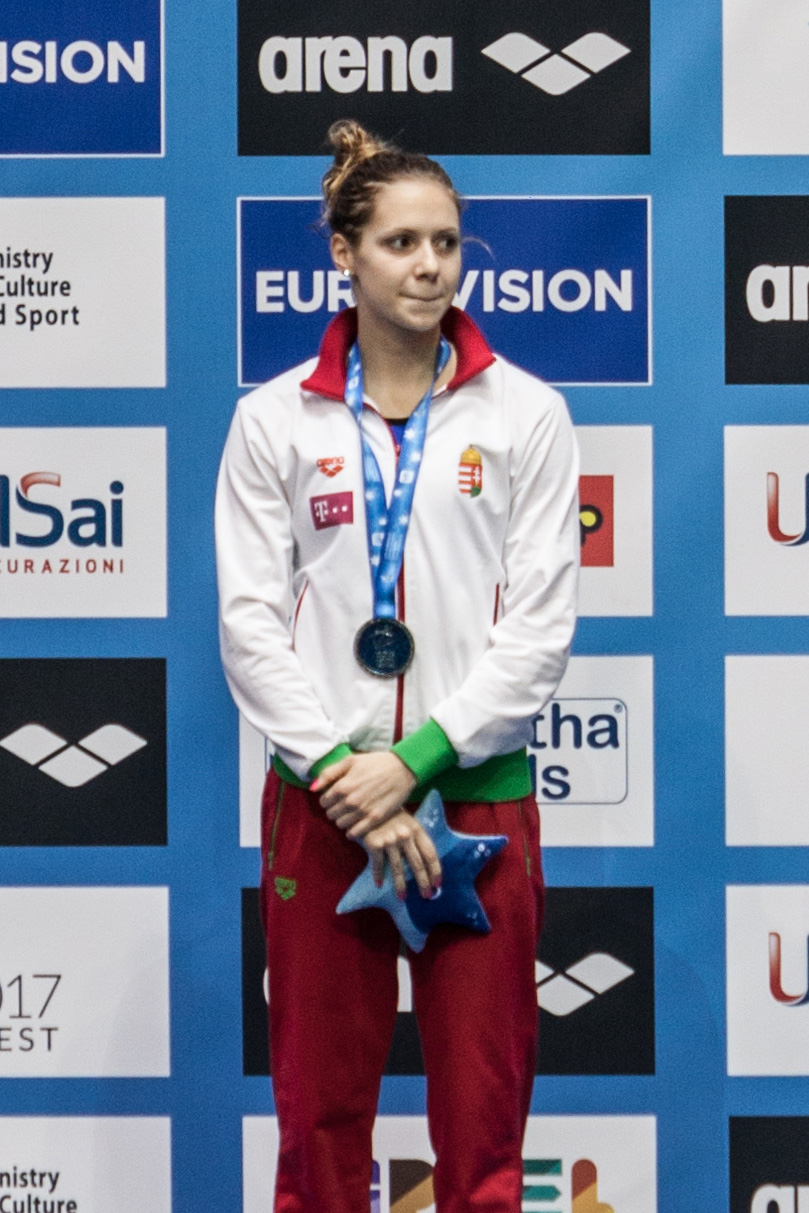
Kapás Boglárka
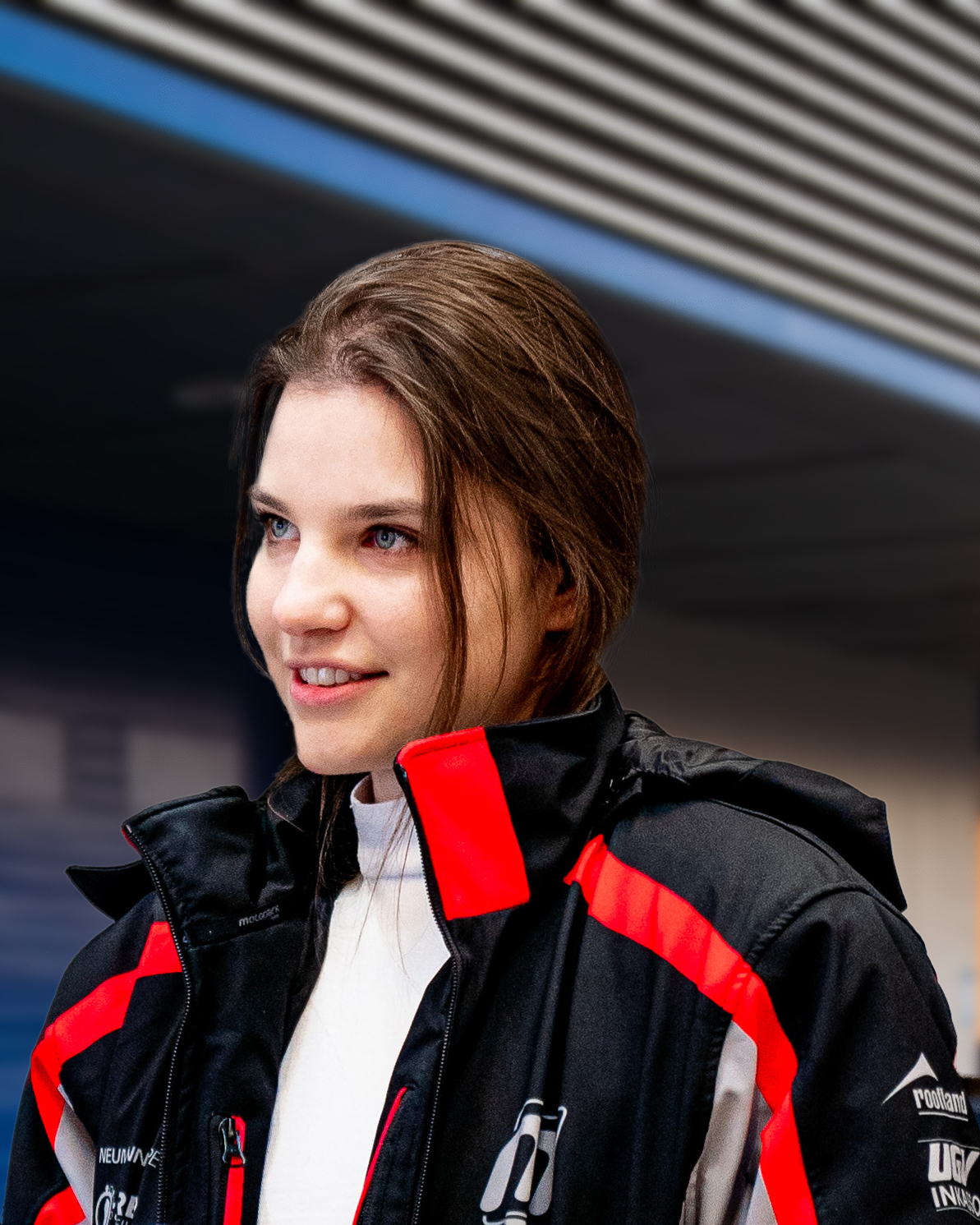
Keszthelyi Vivien

## Települései

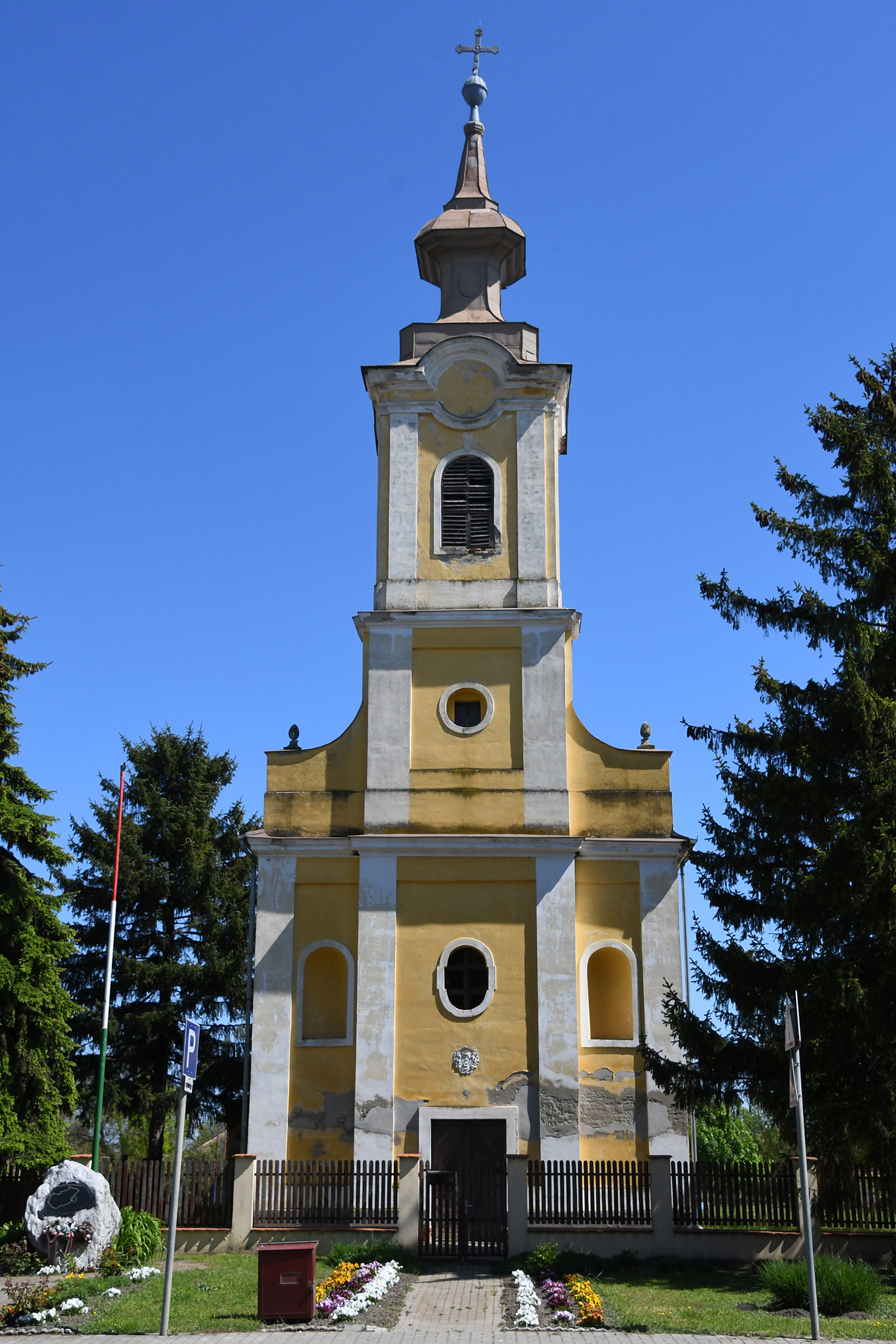
Báránd község katolikus temploma

Hajdú-Bihar vármegyében az átlagosnál kevesebb a településszám, hiszen itt mindössze 82 település található, melyből a megyeszékhely, Debrecen megyei jogú város, 20 város, 10 nagyközség, 51 pedig község (2007-ben). A megye négy legnépesebb és legnagyobb kiterjedésű települése Debrecen, Hajdúböszörmény, Hajdúnánás, Hajdúszoboszló. A települések átlagos népességszáma mintegy 7000 fő, ami a vidéki átlag több mint kétszerese. Ez egyrészt Debrecennek a maga 200 ezer feletti lakos számával, valamint a megye északi felén található nagy határú és nagy népességszámú településeknek köszönhető. A megye lakosságának 80 százaléka városban él.[forrás?]
A Hajdúságban és a Hortobágy peremén egymás szomszédságában közép- és kisvárosok megszakítatlan települését figyelhetjük meg, ahol a városi ellátó funkciók csak a saját közigazgatási határig érvényesülnek. Ezzel szemben a vármegye keleti részén, a Dél-Nyírségben és különösen Biharban jóval sűrűbb a településhálózat, itt kisebb határú és alacsonyabb népességű községek dominálnak. A vármegye városai – Debrecen kivételével – néhány évtizeddel ezelőtt tipikus mezővárosok voltak. Sajátos színt képviselnek közöttük a Hajdúvárosok.
A megyében a városokat Debrecen mellett hosszú időn át csak a hajdúvárosok képviselték (Hajdúböszörmény, Hajdúnánás és Hajdúszoboszló). E városok a megye középső és északi részén, földrajzilag egymáshoz közel, más településektől távol helyezkednek el. A megye déli és délkeleti részének városnélkülisége tudatos településfejlesztési politikát igényelt. Ennek eredményeként az Elnöki Tanács 1979. január 1-jével Berettyóújfalu nagyközséget, 1986. január 1-jével Püspökladány nagyközséget várossá nyilvánította. Az 1980-as évek végétől azonban felgyorsult a várossá nyilvánítás folyamata, Balmazújváros, Biharkeresztes, Derecske, Hajdúdorog, Hajdúhadháztéglás (szétválásuk után Hajdúhadház és Téglás), Létavértes, Nádudvar, Nyíradony, Polgár és Tiszacsege várossá válása után pedig 2002-ben Komádi és Vámospércs, 2003-ban pedig Kaba is bekerült a városok sorába.
A városok sorából kiemelkedő jelentőségű a vármegyeszékhely Debrecen, amelynek történetéhez a legszorosabb szálakkal kapcsolódik a megye fejlődése. A megyeszékhely 200 ezer főt meghaladó lakosságszámával a legnépesebb vidéki település az országban, itt koncentrálódik a megye népességének közel 40%-a. A városok sorából ki kell még emelni a második legnépesebb Hajdúböszörményt, a Hajdú kerület egykori székhelyét, valamint az Európa-szerte híres fürdővárost, Hajdúszoboszlót, amely amellett, hogy a vármegye egyik legkorábbi települése, egyszersmind a harmadik legnépesebb is. Ugyancsak meg kell említeni Berettyóújfalut, amely a bihari rész sokoldalú városi központja.

### Városok
Népesség szerinti sorrendben, a KSH adatai alapján:
| Sorsz. | Település       | Lakónépesség                   | Járás                  |
| ------ | --------------- | ------------------------------ | ---------------------- |
| 1.     | Debrecen        | 201 704 fő (2024. jan. 1.) +/- | Debreceni járás        |
| 2.     | Hajdúböszörmény | 29 310 fő (2024. jan. 1.) +/-  | Hajdúböszörményi járás |
| 3.     | Hajdúszoboszló  | 23 918 fő (2024. jan. 1.) +/-  | Hajdúszoboszlói járás  |
| 4.     | Balmazújváros   | 16 948 fő (2024. jan. 1.) +/-  | Balmazújvárosi járás   |
| 5.     | Hajdúnánás      | 16 087 fő (2024. jan. 1.) +/-  | Hajdúnánási járás      |
| 6.     | Hajdúsámson     | 14 170 fő (2024. jan. 1.) +/-  | Debreceni járás        |
| 7.     | Berettyóújfalu  | 13 999 fő (2024. jan. 1.) +/-  | Berettyóújfalui járás  |
| 8.     | Püspökladány    | 13 121 fő (2024. jan. 1.) +/-  | Püspökladányi járás    |
| 9.     | Hajdúhadház     | 13 073 fő (2024. jan. 1.) +/-  | Hajdúhadházi járás     |
| 10.    | Derecske        | 8413 fő (2024. jan. 1.) +/-    | Derecskei járás        |
| 11.    | Hajdúdorog      | 8300 fő (2024. jan. 1.) +/-    | Hajdúböszörményi járás |
| 12.    | Nádudvar        | 8066 fő (2024. jan. 1.) +/-    | Hajdúszoboszlói járás  |
| 13.    | Polgár          | 7841 fő (2024. jan. 1.) +/-    | Hajdúnánási járás      |
| 14.    | Nyíradony       | 7235 fő (2024. jan. 1.) +/-    | Nyíradonyi járás       |
| 15.    | Létavértes      | 6756 fő (2024. jan. 1.) +/-    | Derecskei járás        |
| 16.    | Téglás          | 6276 fő (2024. jan. 1.) +/-    | Hajdúhadházi járás     |
| 17.    | Kaba            | 5191 fő (2024. jan. 1.) +/-    | Püspökladányi járás    |
| 18.    | Vámospércs      | 5101 fő (2024. jan. 1.) +/-    | Nyíradonyi járás       |
| 19.    | Komádi          | 4868 fő (2024. jan. 1.) +/-    | Berettyóújfalui járás  |
| 20.    | Tiszacsege      | 4234 fő (2024. jan. 1.) +/-    | Balmazújvárosi járás   |
| 21.    | Biharkeresztes  | 3853 fő (2024. jan. 1.) +/-    | Berettyóújfalui járás  |

### Nagyközségek, Községek
| - Álmosd - Ártánd - Bagamér - Bakonszeg - Báránd - Bedő - Berekböszörmény - Bihardancsháza - Biharnagybajom - Bihartorda - Bocskaikert - Bojt - Csökmő | - Darvas - Ebes - Egyek - Esztár - Folyás - Földes - Furta - Fülöp - Gáborján - Görbeháza - Hajdúbagos - Hajdúszovát - Hencida | - Hortobágy - Hosszúpályi - Kismarja - Kokad - Konyár - Körösszakál - Körösszegapáti - Magyarhomorog - Mezőpeterd - Mezősas - Mikepércs - Monostorpályi - Nagyhegyes | - Nagykereki - Nagyrábé - Nyíracsád - Nyírábrány - Nyírmártonfalva - Pocsaj - Sáp - Sáránd - Sárrétudvari - Szentpéterszeg - Szerep - Tépe - Tetétlen | - Tiszagyulaháza - Told - Újiráz - Újléta - Újszentmargita - Újtikos - Váncsod - Vekerd - Zsáka |